# Biserica de lemn din Ghighișeni

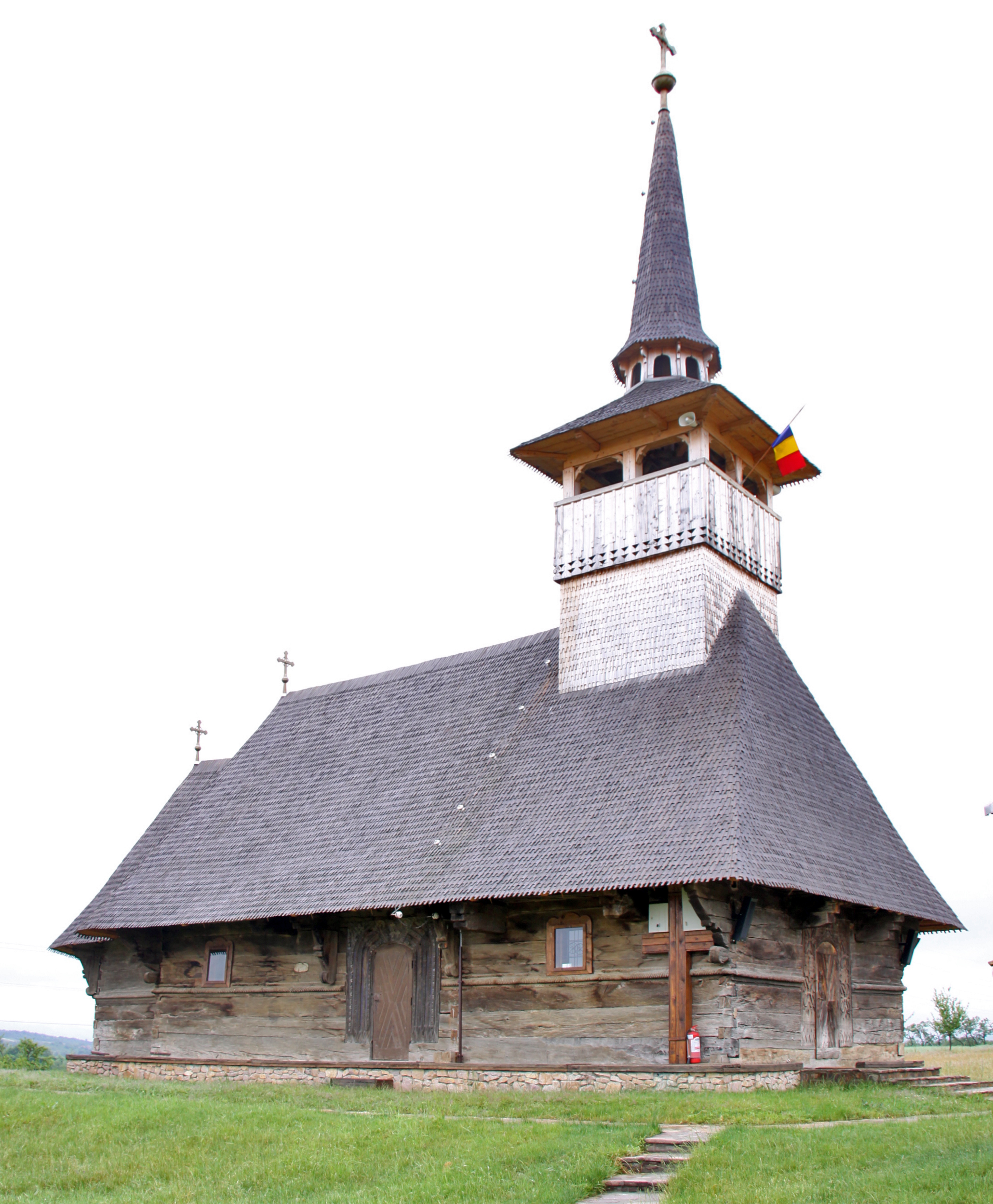
Biserica de lemn din Ghighişeni, adusă şi restaurată în cătunul Cucuceni, foto: 2009

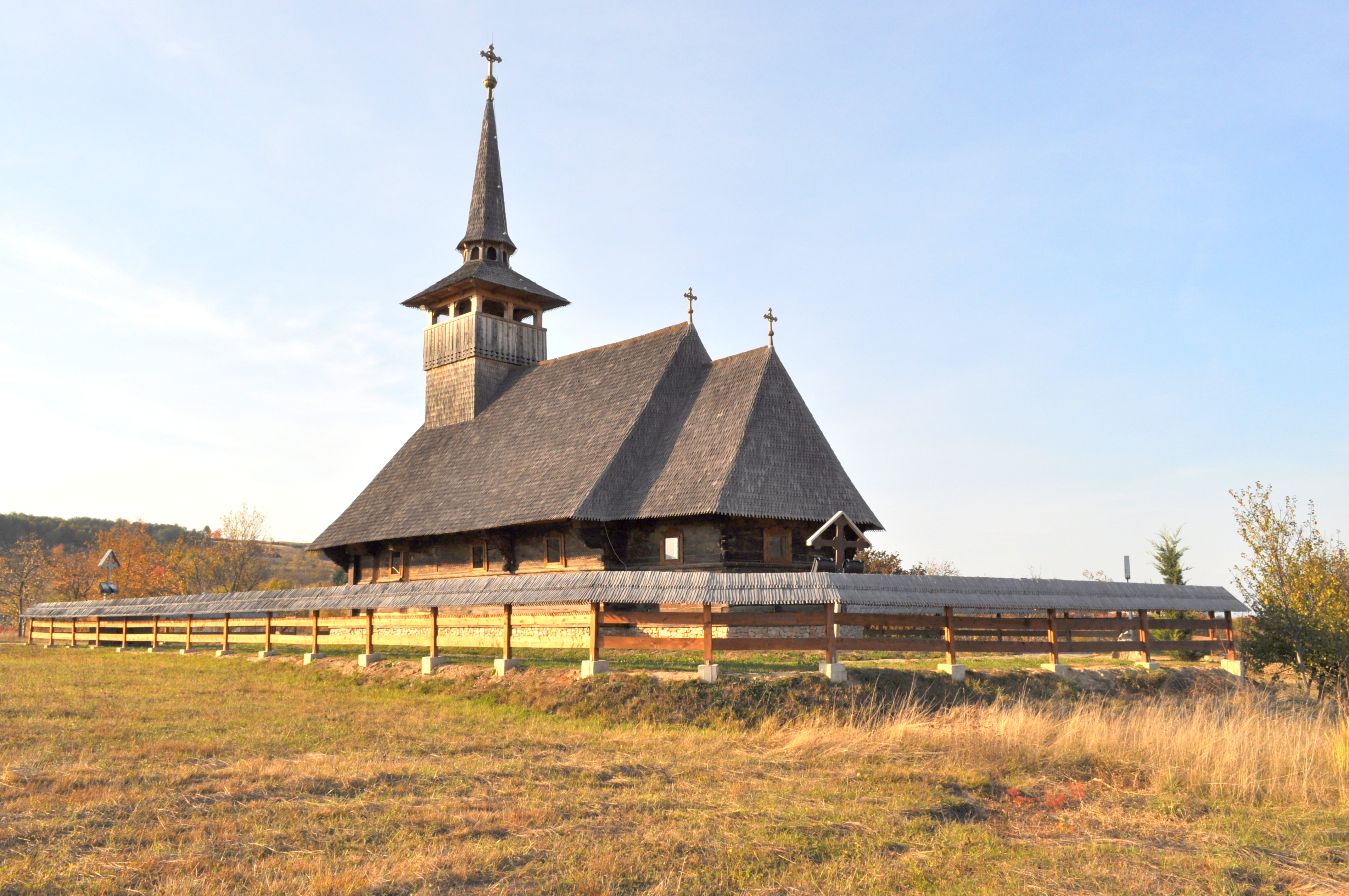
Biserica de lemn din Ghighişeni, adusă şi restaurată în cătunul Cucuceni, foto: octombrie 2011.

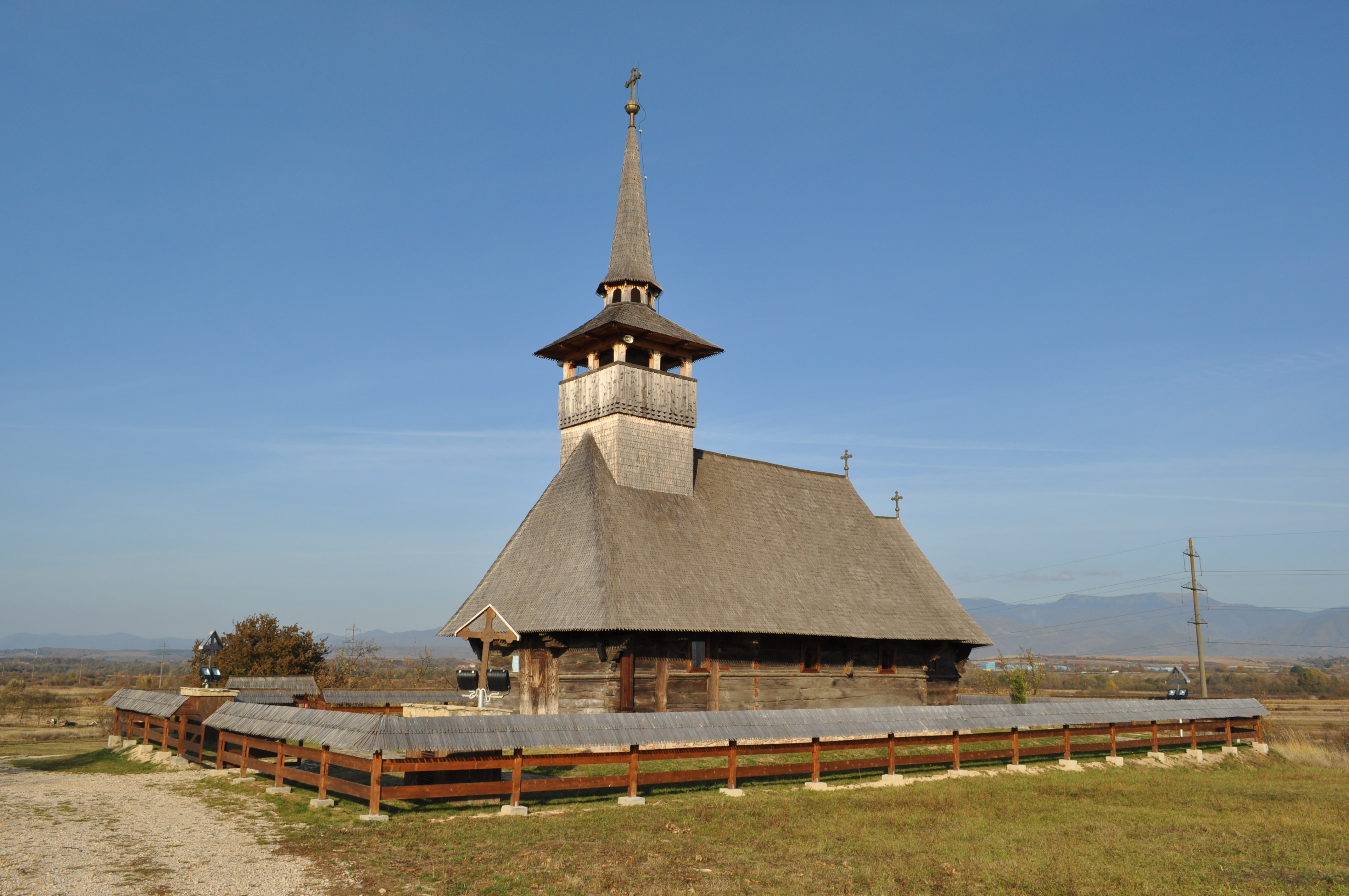
Biserica de lemn din Ghighişeni, adusă şi restaurată în cătunul Cucuceni, foto: octombrie 2011.

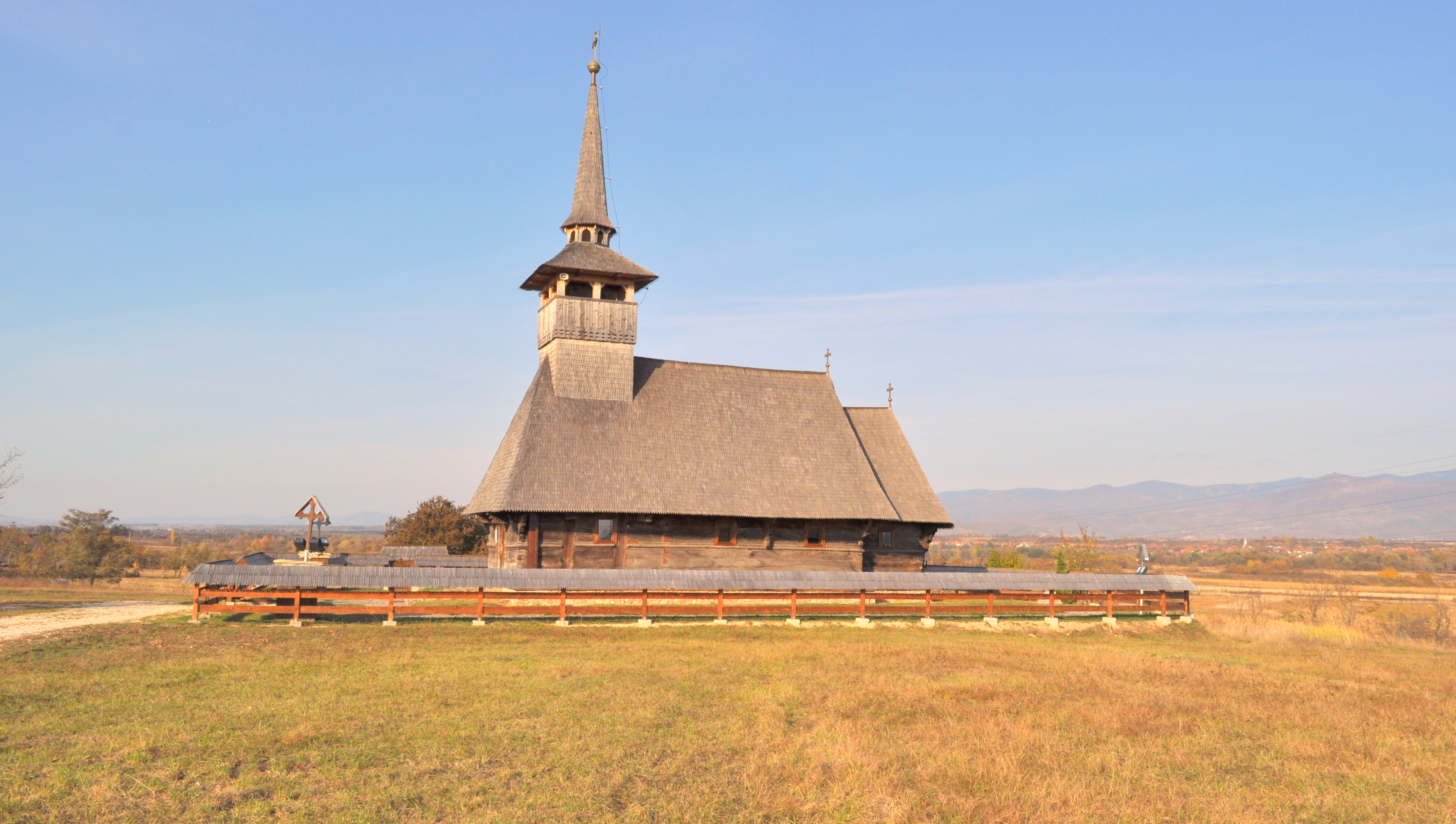
Biserica (sud)

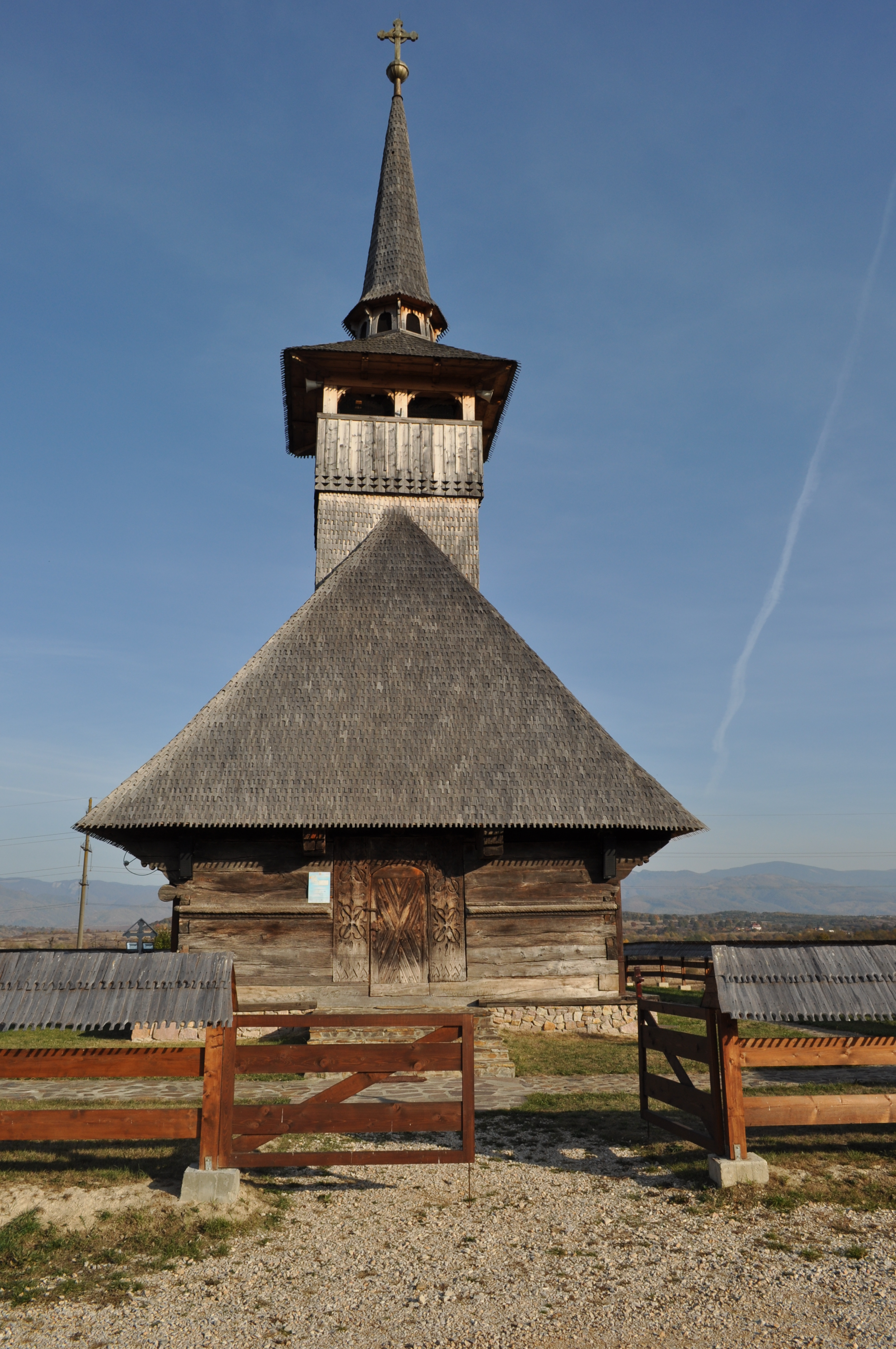
Biserica (vest)

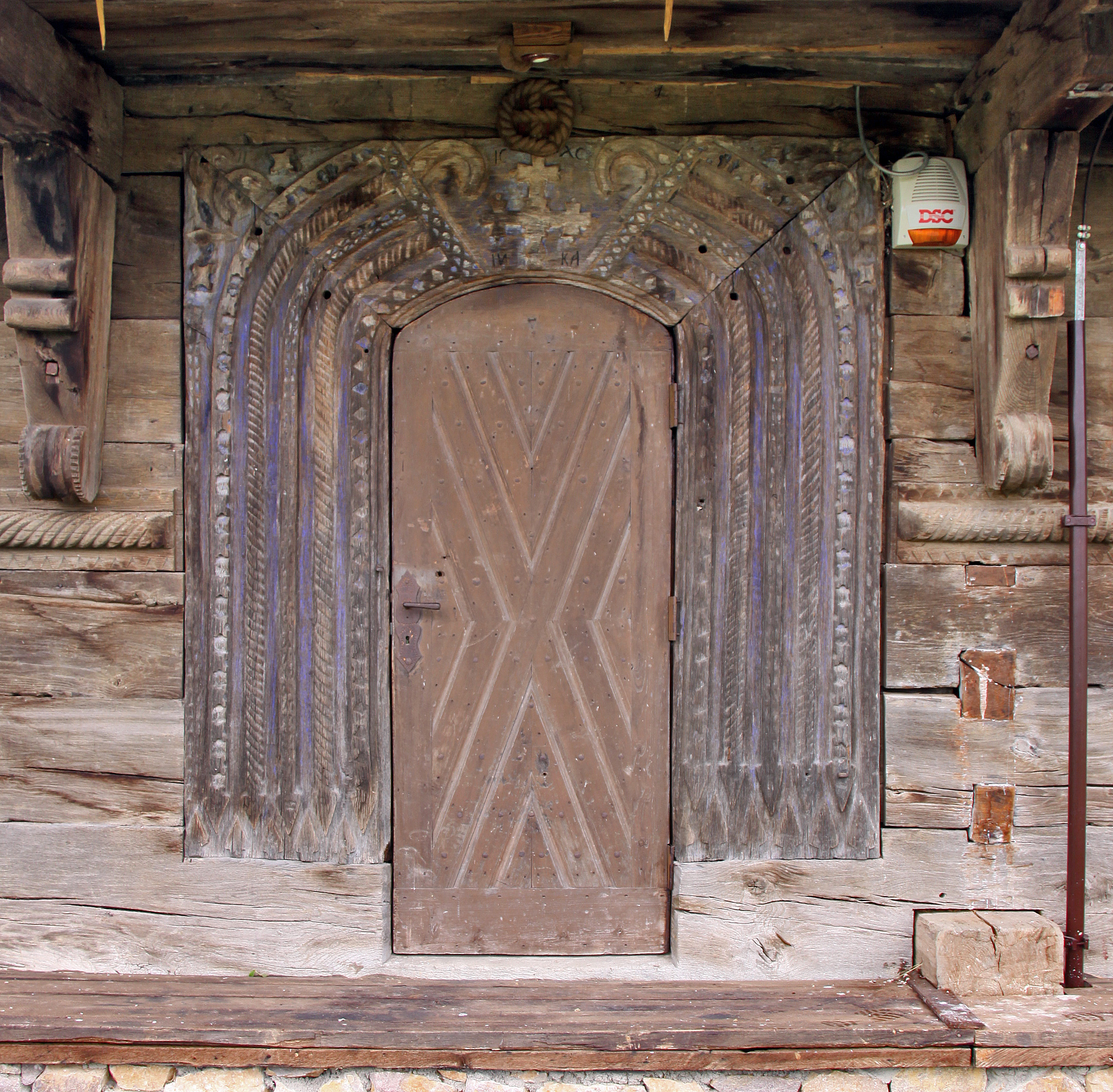
Fosta intrare în biserică dinspre apus, montată acum pe latura de nord, foto: 2009

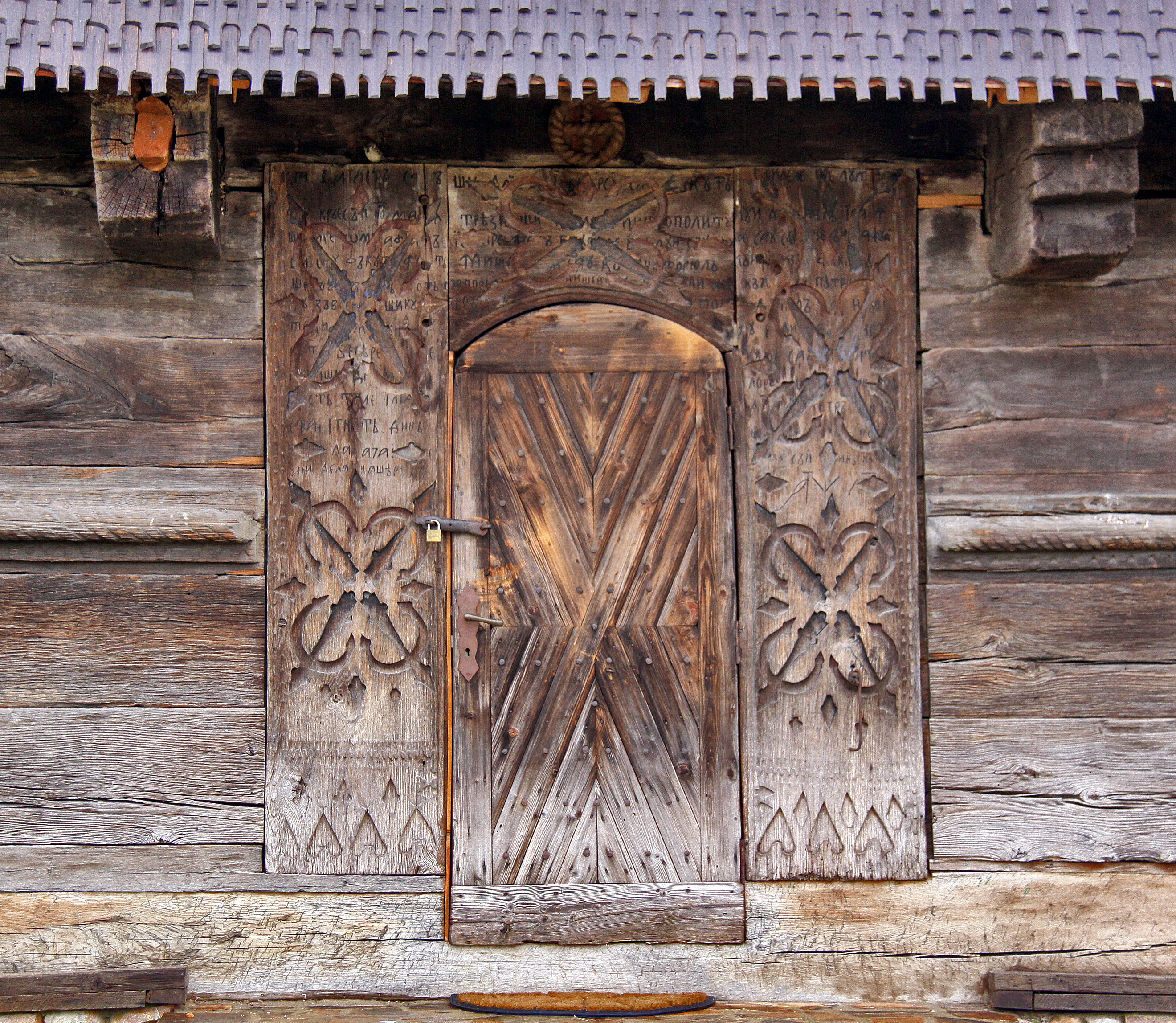
Portalul de la intrare a stat iniţial în interior spre naos şi păstrează fragmentar pisania de la ridicarea bisericii în Ghighişeni, foto: 2009

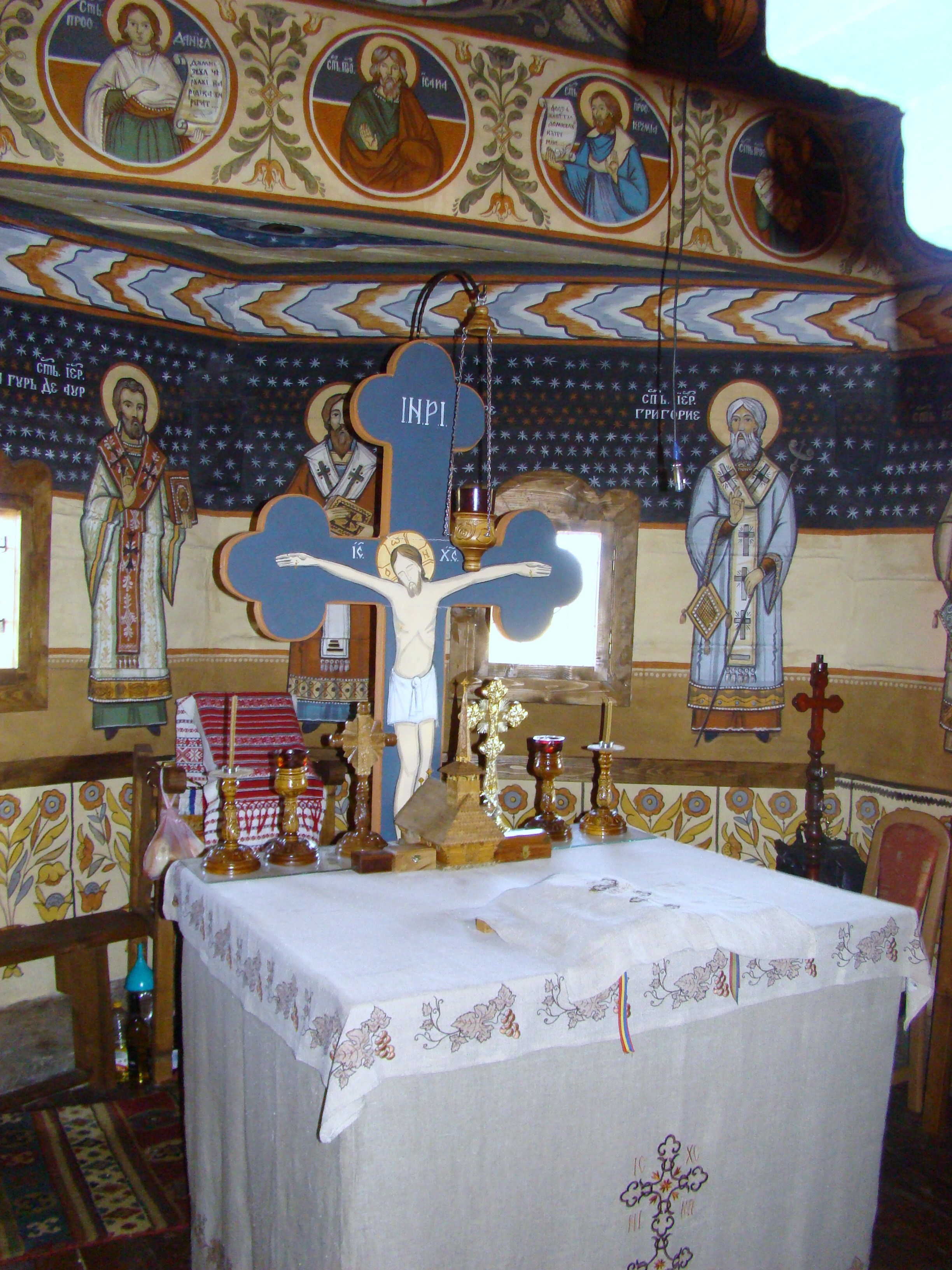
În altar

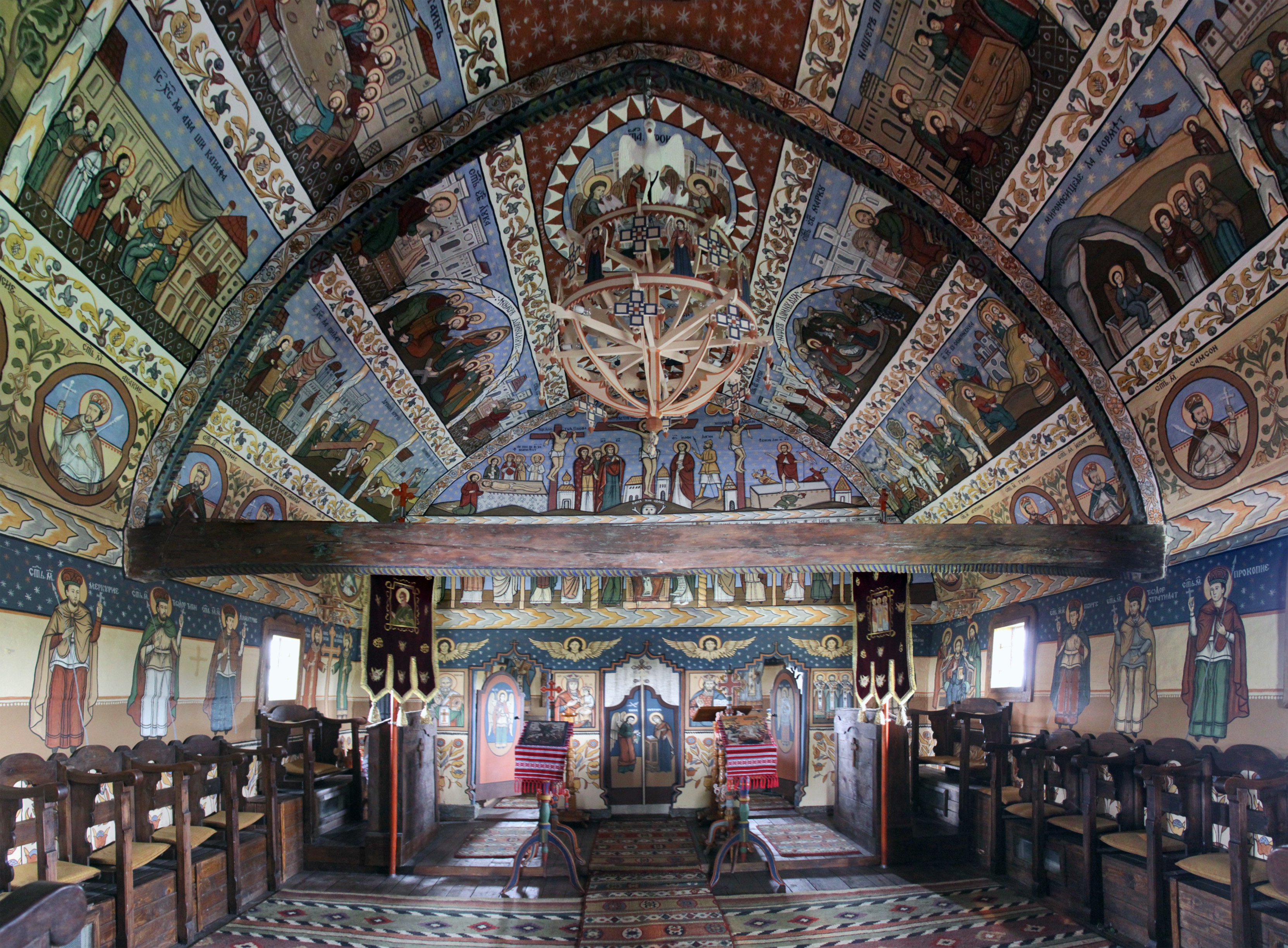
Interiorul naosului, repictat la ultima ei mutare şi restaurare, foto: 2009

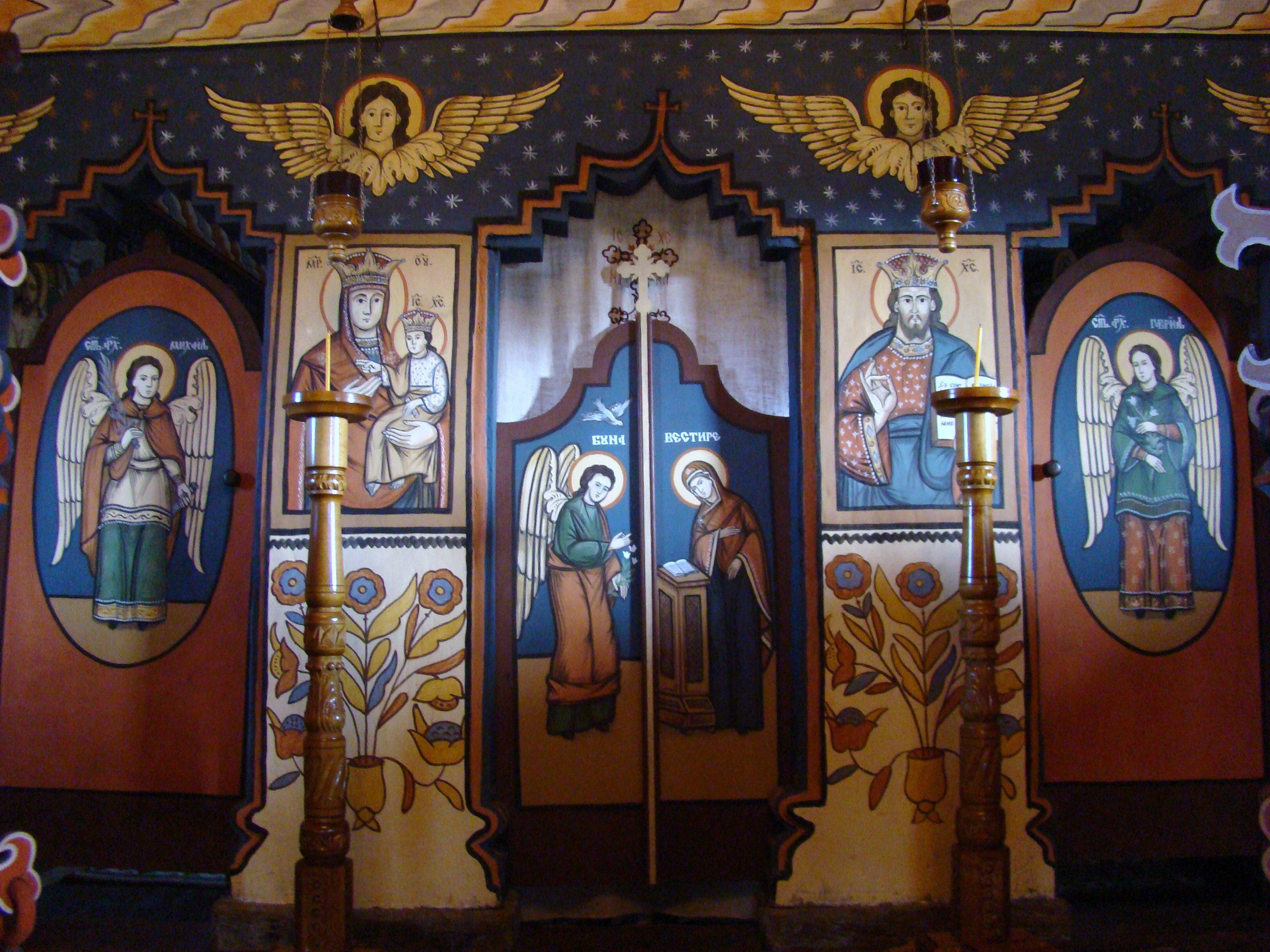
Uși și icoane împărătești

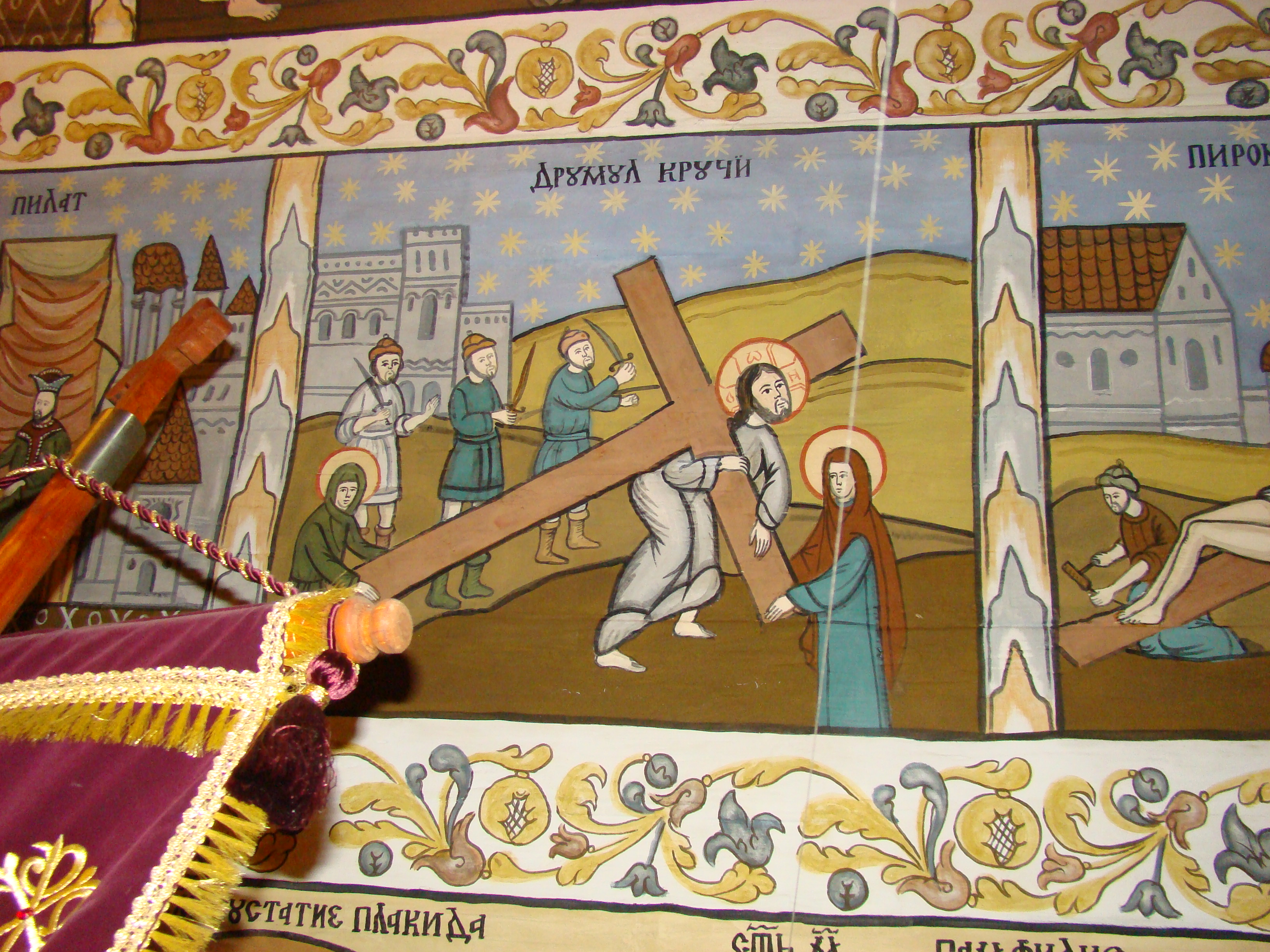
Drumul crucii

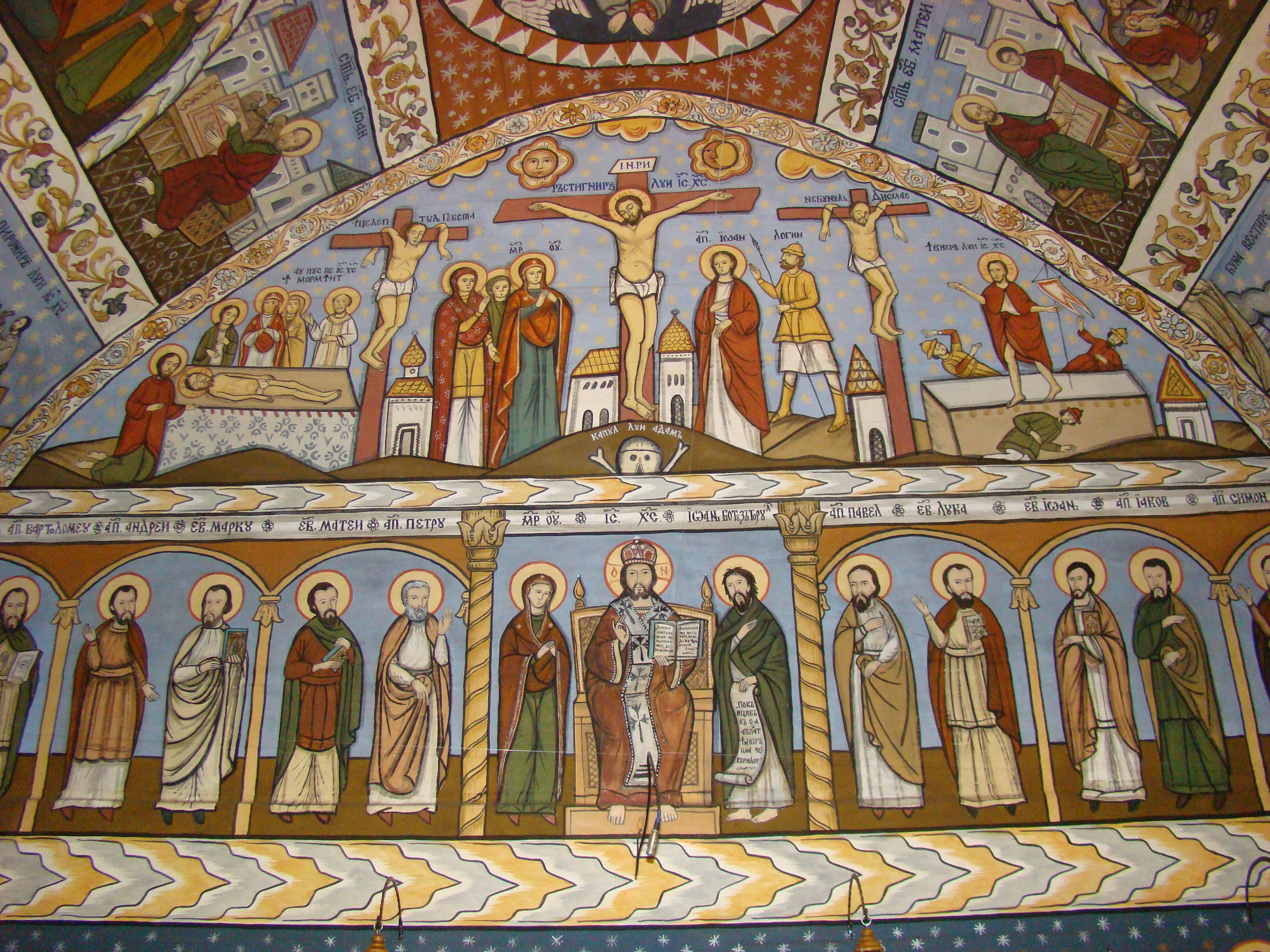
Tâmpla bisericii

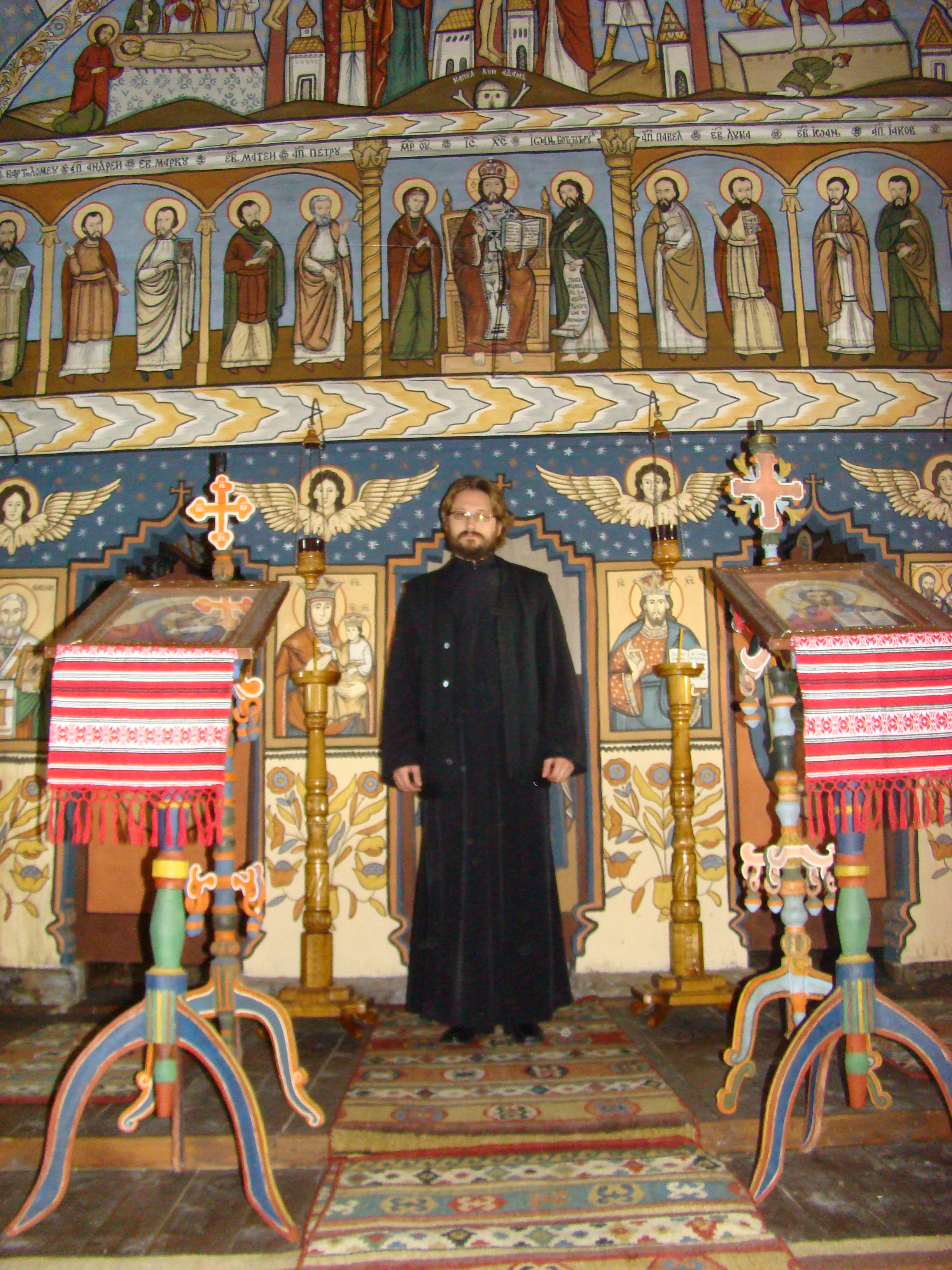
Preotul paroh Ifrim Cristian

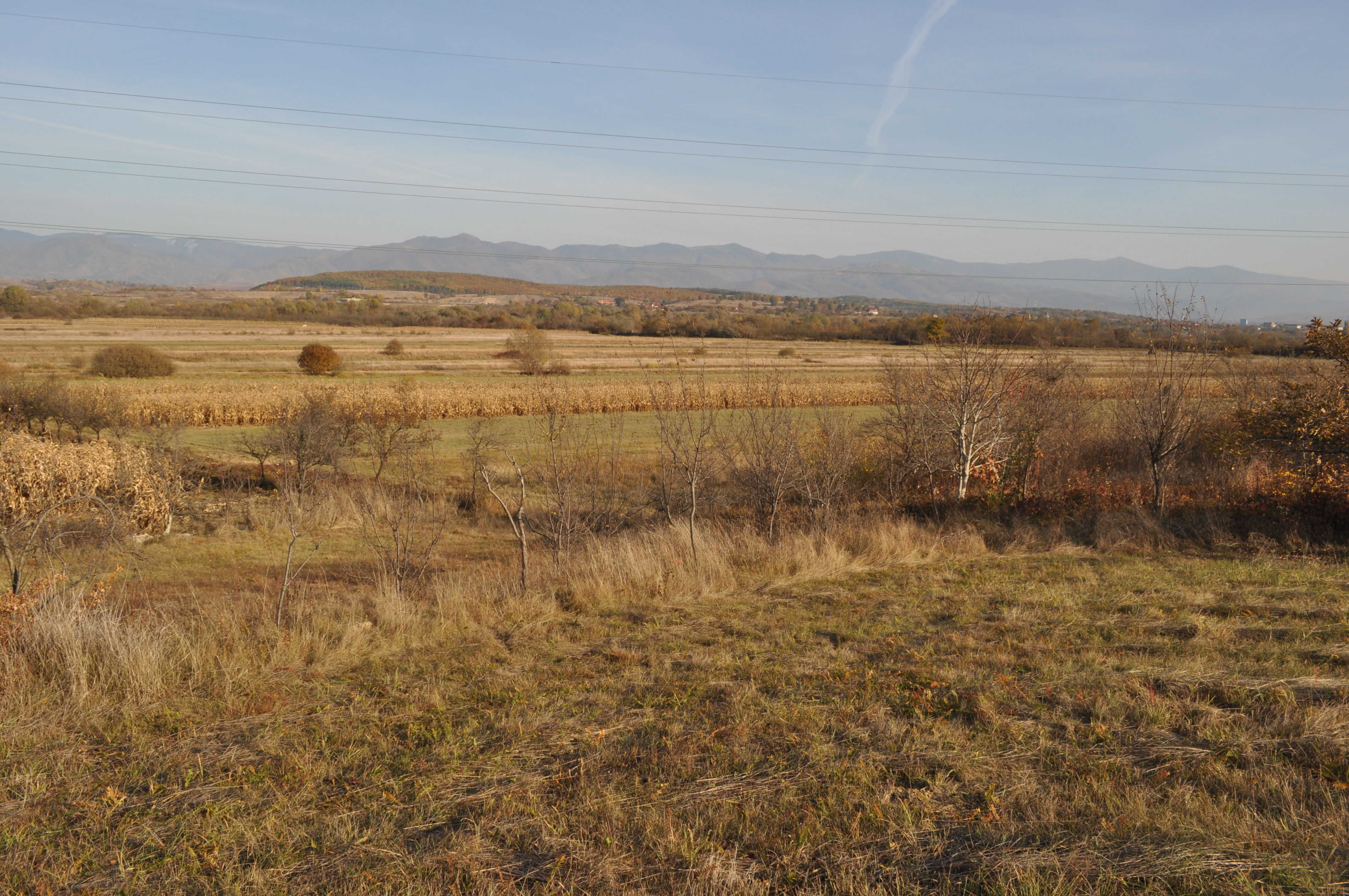
Împrejurimi

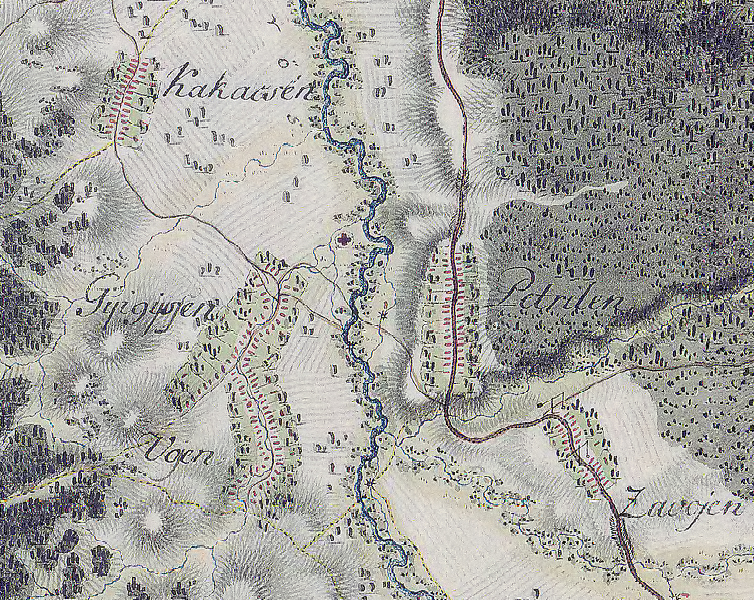
Singura biserică de lemn marcată în împrejurimi pe harta Iosefină de la 1784 apare în satul Ghighişeni, pe care credincioşii de aici o împărţeau cu cei din Voieni şi probabil cu cei din Cucuceni, Petrileni și Zăvoieni. Biserica de lemn era așezată între sate, aproape de malul stâng al Crișului Negru.

Biserica de lemn din Ghighișeni se află în cătunul Cucuceni din marginea localității Ghighișeni, județul Bihor. Ea a fost ridicată în jurul anului 1743 în satul Ghighișeni și este semnată de meșterul Tulea Ilie, cel care a ridicat și biserica de lemn din Rieni câțiva ani mai târziu. Împreună cu cele din Rieni și Valea de Jos este în linii mari o replică a bisericii de lemn din Brădet, una dintre cele mai semnificative realizări din regiune și din întreaga Transilvanie. Biserica se află pe noua listă a monumentelor istorice sub codul LMI:  BH-II-m-B-01228.

## Istoric
Începutul acestei biserici este fixat de o pisanie pe portalul dinspre apus, care a stat odată în tindă, la intrarea în naos. Pisania a fost fragmentată de un decor săpat ulterior. Ea este scrisă în limba română cu grafie chirilică și poate fi citită parțial astfel: „Iată această sf[â]ntă și D[u]mn[ezeias]că beserecă sau [f]ăcut în zilele pre luminatei crăesăi no[a]str[e] Mariia Tereazie și în zilele mitropolitului de Arad Isaia și care om[ini] ... pre ac[ea]stă besearică ... bunului său fure sau său arză să fie afurusit. Și sau făcut în sat în Didișeni [făcutu]sau cu agiutoriul lui Dumnezău făcut și ... tot poporul Didișeni ... lu Pătru ... Zăvoeni și cu ... popa Dănilă sau nevoit ... de sau rădicat această sfântă beserică pre cum sau aflat ... de meșteri lor ... au fost Tule Ilia d[in] Va[l]i[a] Negră și [Cri]stia Ignat din Ș[ebiș] cu po... v[a afl]a la această [b]e[seri]că săi pomenească. Ani de la nașteare lui [Hristos] 174[3].” Datarea bisericii nu apare în întregime însă poate fi confruntată cu datele din pisanie. Cifra zecilor este parțial vizibilă iar cea a unităților lipsește din pisanie datorită sculpturii decorative suprapuse. Cifra chirilică a zecilor este „Μ” și nu „Λ”, cum ar părea la prima vedere. Aceasta se poate verifica mai departe în text. Maria Tereza a devenit crăiasă, adică principesă a Transilvaniei, în 1740, ceea ce indică ridicarea bisericii după acest an. Ierarhul Isaia Antonovici a stat la cârma episcopiei de Arad până în anul 1748, când a fost numit mitropolit de Carloviț, și a decedat un an mai târziu. Așadar biserica de lemn din Ghighișeni a fost ridicată între 1740-1749. Se poate merge un pas mai departe dacă se ia în considerare faptul că Maria Tereza a devenit împărăteasă în 1745 și a fost cunoscută mai departe sub această titulatură. Momentul ridicării bisericii se restrânge astfel între 1740-1745. Bibliografia ne transmite anul 1743, care pare credibil și a fost probabil preluat dintr-o sursă mai veche rămasă necunoscută. În textul pisaniei se disting numele celor doi meșteri dulgheri, Ilie Tulea din Valea Neagră și Ignat. Cu cel dintâi ne putem reântâlni 11 ani mai târziu la Rieni unde s-a semnat peste intrarea în biserica de lemn.
Biserica de lemn a satului apare în documentele vizitației canonice a lui Meletie Covaci, din 1752, iar în anul 1786 este menționată din nou, în „Conscrierea bisericilor din districtul Orăzii”. Acest din urmă document pomenește faptul că biserica servea două comunități, românilor din Ghighișeni alăturându-li-se și cei din Voieni. Harta Iosefină din 1784 indică locul în care a fost ridicată biserica de lemn, undeva în afara vetrei satului pe malul stâng al râului Crișul Negru, la o distanță egală între satele Ghighișeni, Voieni și Cucuceni de o parte a râului și Petrileni, Zăvoieni de cealaltă parte. Acest amplasament sugerează că biserica a fost dintr-început ridicată pentru a servi mai multor sate de o parte și de alta a râului.
Biserica de lemn a fost părăsită după ridicarea unei noi biserici parohiale de zid, mai încăpătoare, în anul 1929. În 1931 biserica de lemn din Ghighișeni a fost vândută Internatului diecezan din Beiuș unde a stat până în anul 1961, când a fost donată parohiei Vărășeni. În anul 2006 a fost din nou strămutată, de data aceasta în Cucuceni, un cătun din marginea localității de origine Ghighișeni. Soarta bisericii de la începuturi și până astăzi a fost surprinsă într-o nouă pisanie, scrisă în chirilice astfel: „Cu vrerea Tatălui, cu ajutorul Fiului și cu harul Duhului Sfânt, ridicatu-sa această sfântă biserică, cu hramul Sfinții Trei Ierarhi în anul 1730, slujind ca locaș de închinare pentru credincioșii din satele Ghighișeni, Petrileni, Zăvoieni și Cucuceni până în anul 1931 când a fost vândută Internatului diecezan Beiuș. În anul 1961 biserica a fost donată parohiei Vărășeni în care s-a slujit până în anul 1999. În anul 2006 biserica a ajuns din nou acasă prin jertfelnicia familiei Micula și prin purtarea de grijă p. c. Cristian Ifrim. Biserica a fost strămutată de meșteri maramureșeni conduși de dl. Bârlea Vasile; a fost pictată în stilul picturii populare din sec. 18 de pictorii: Octavian Ciocșan, Mihail Nistor, Voica Gheorghe, Cherulescu Eugen și Alin Toader. La data de 7. 9. 2008 p. s. Sofronie Dricec episcopul Oradei a săvârșit slujba de târnosire înconjurat de un sobor de preoți și diaconi. Bunul Dumnezeu să răsplătească jertfa celor care au ctitorit acest sfânt lăcaș.”

## Imagini din exterior

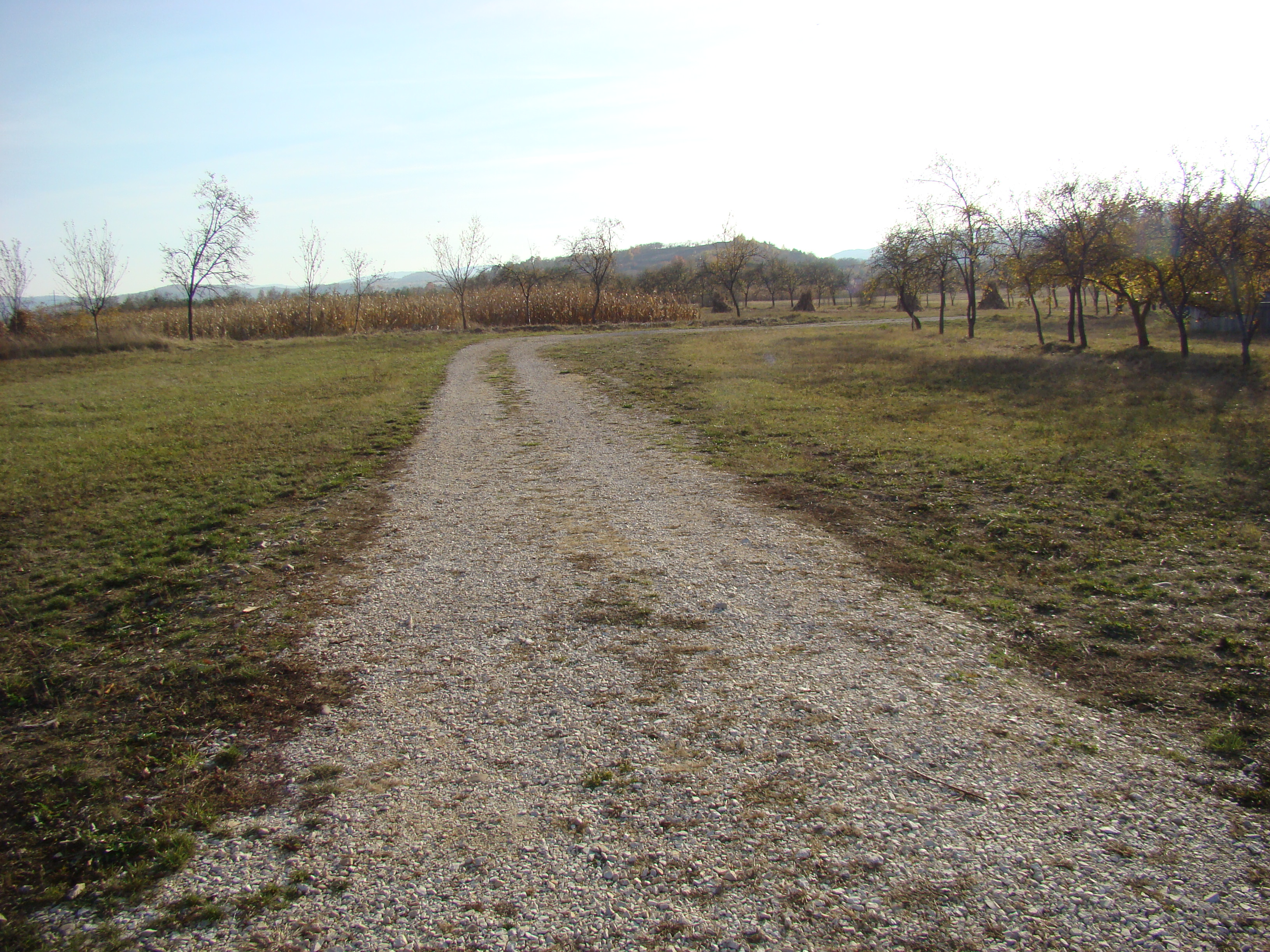
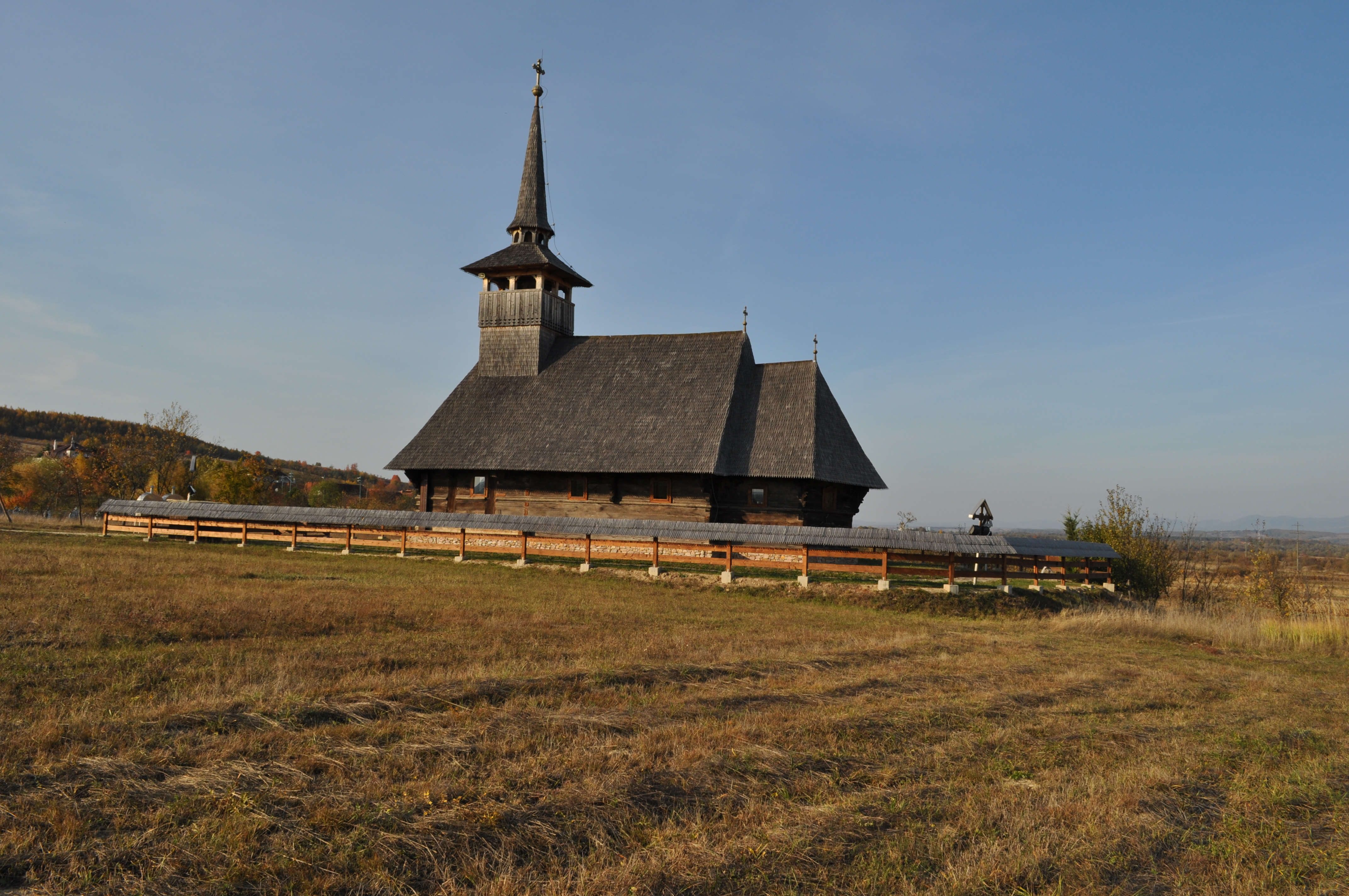
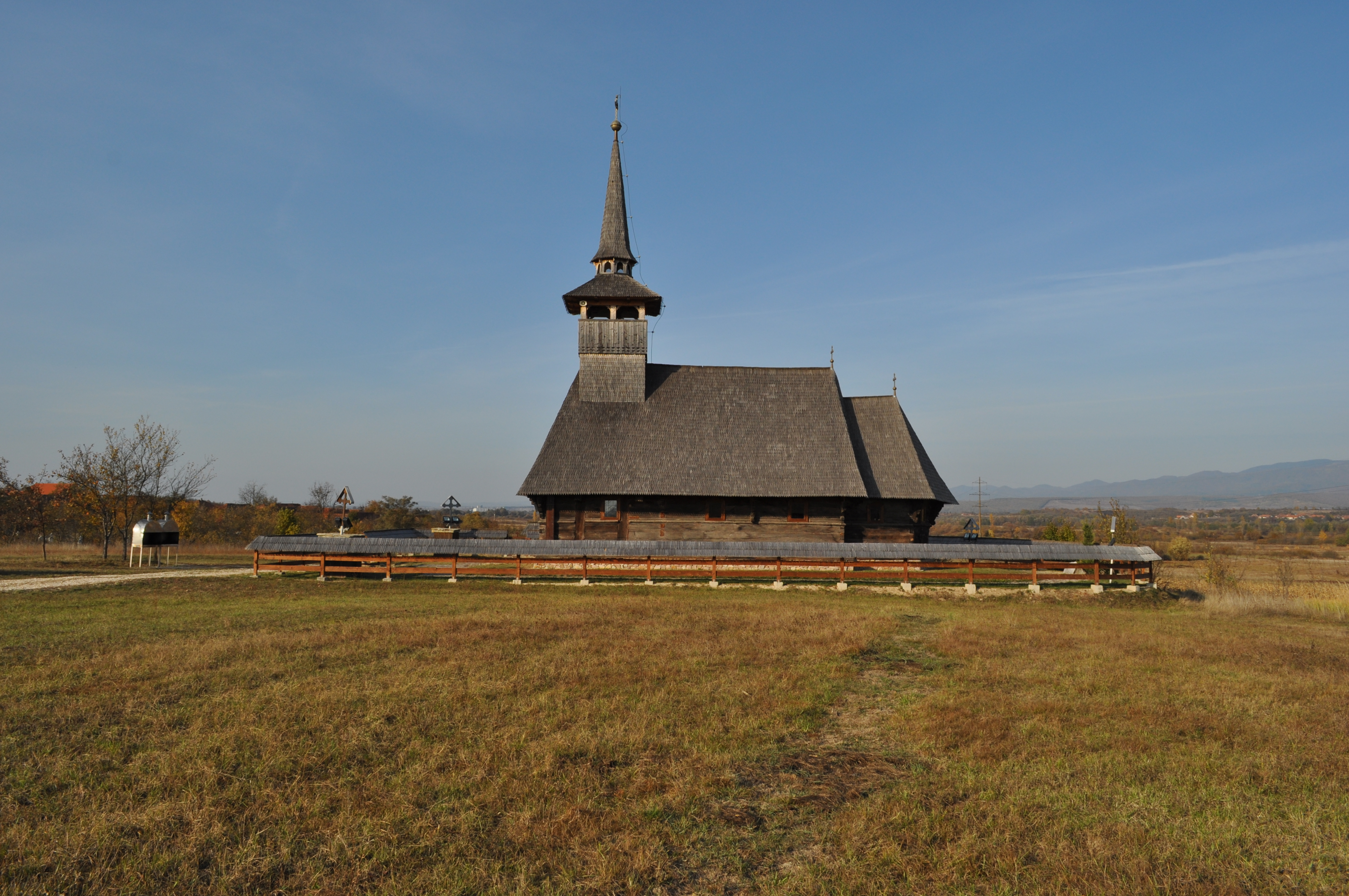
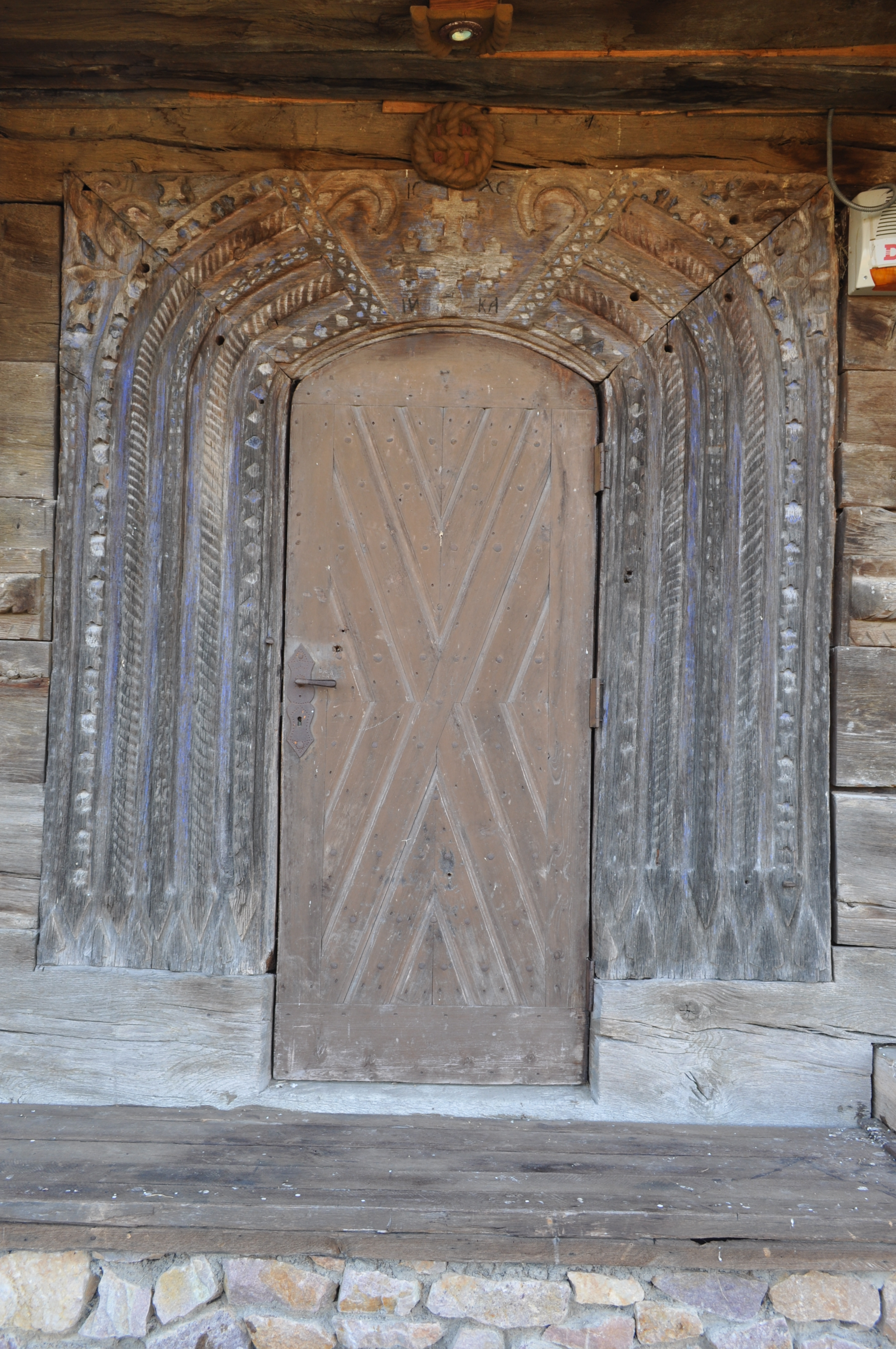
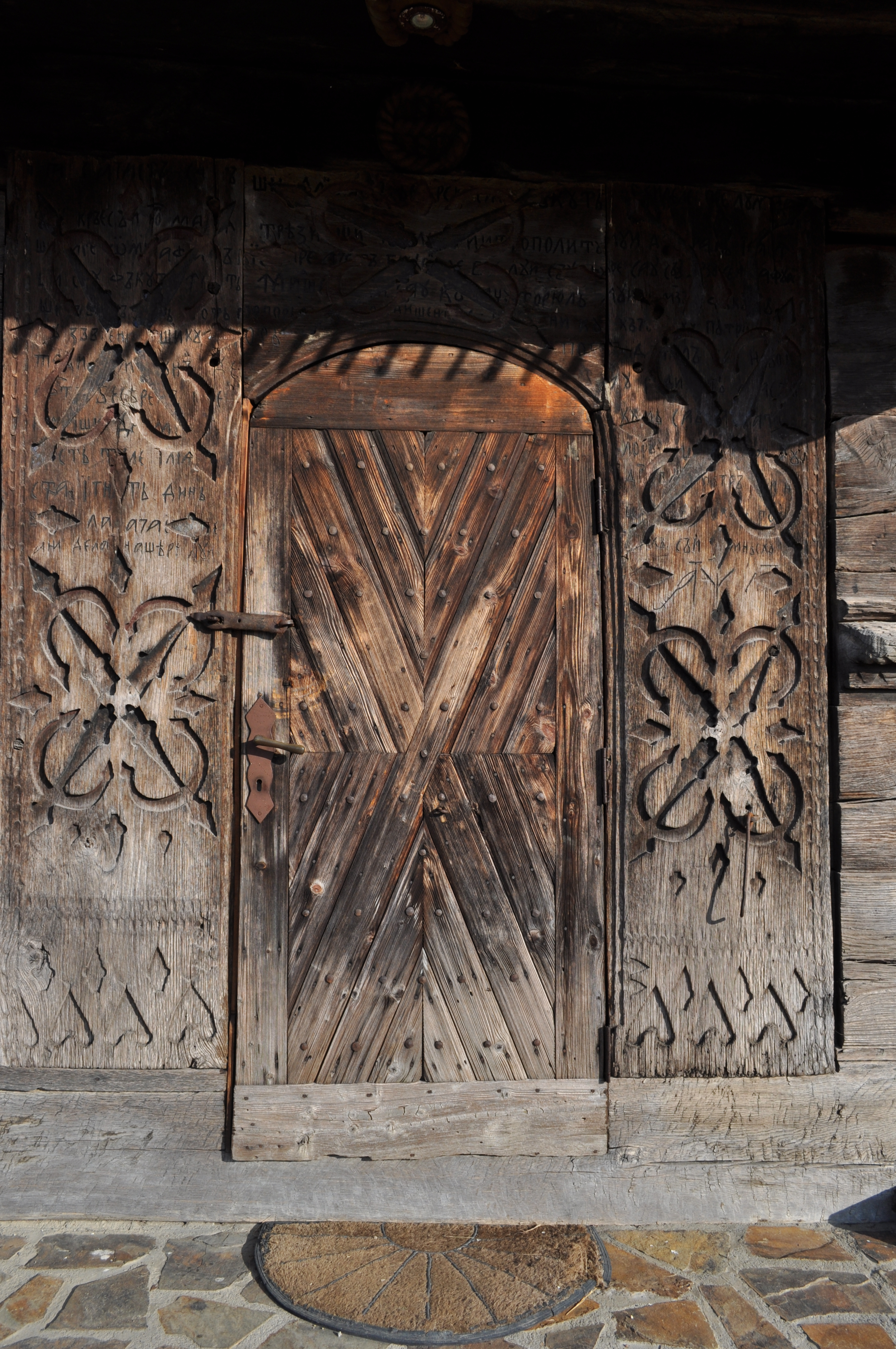
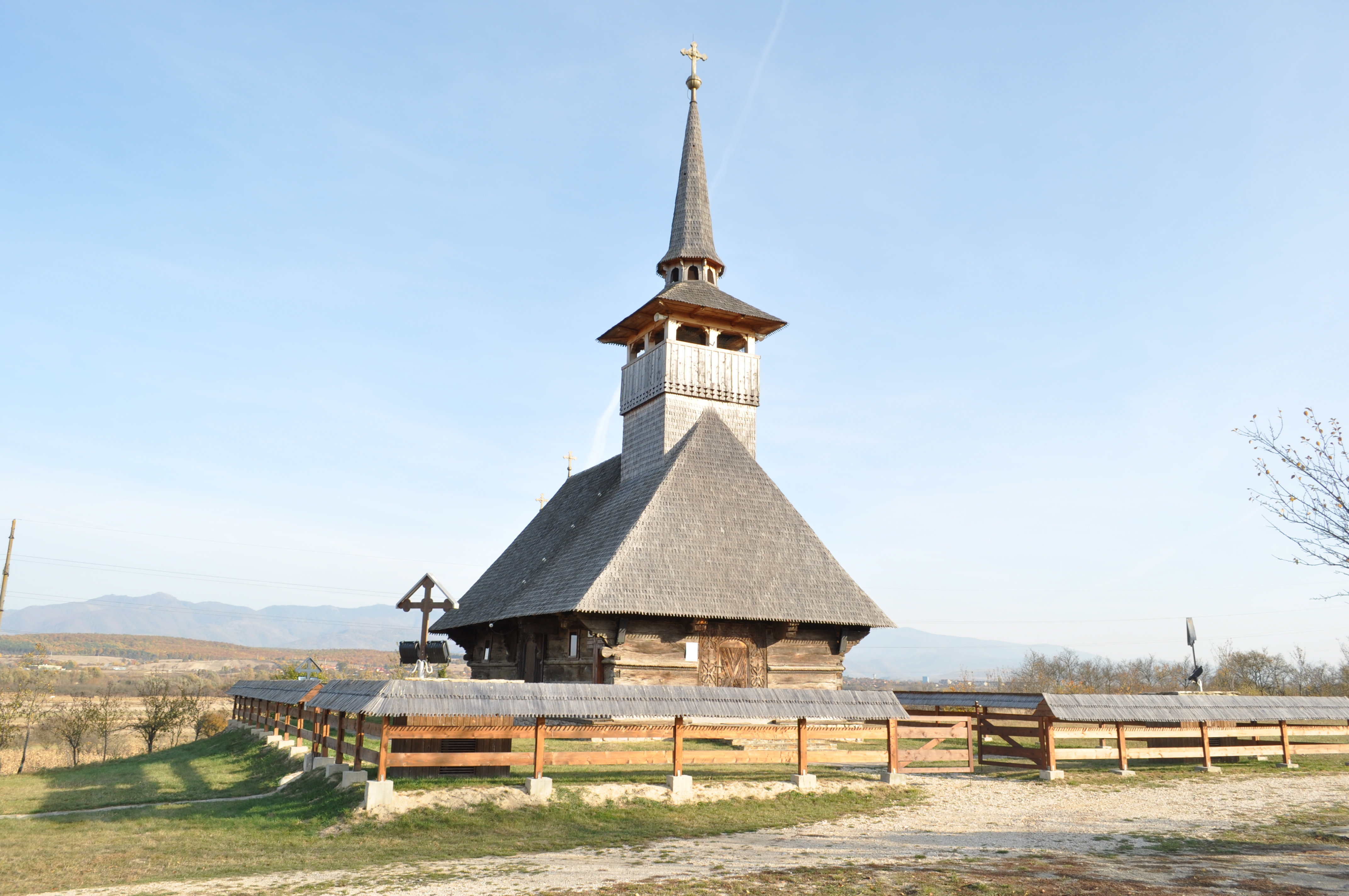
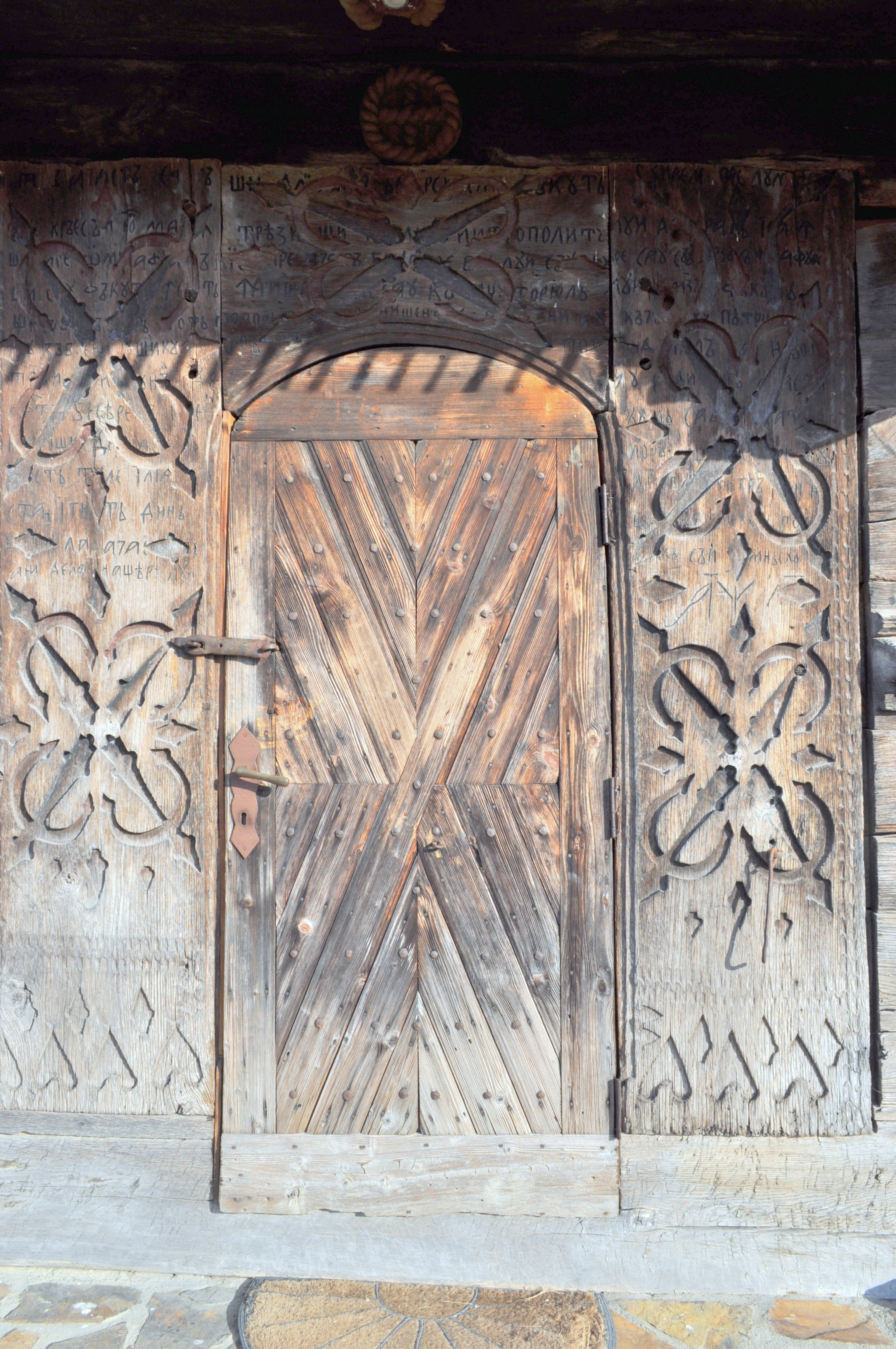
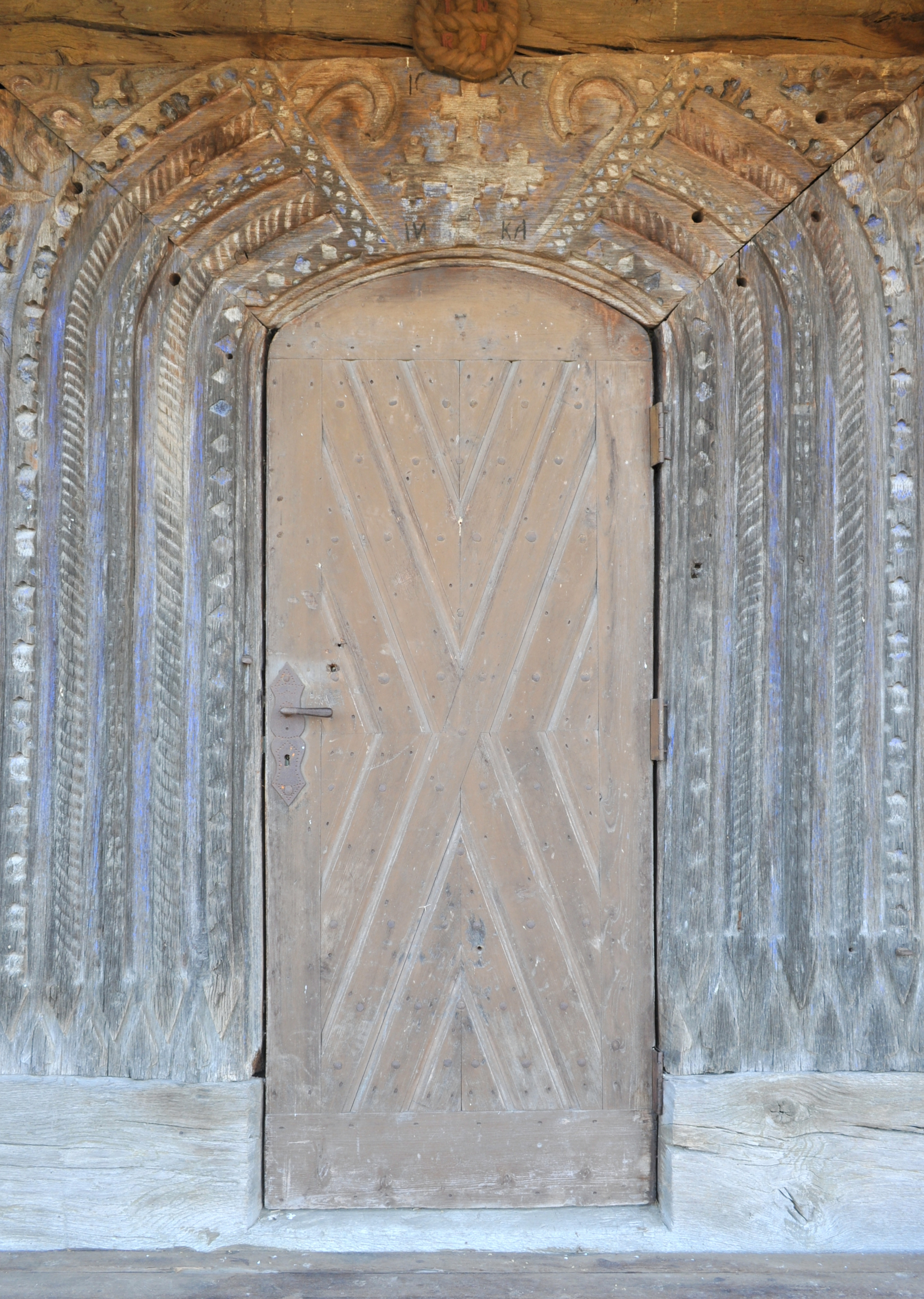
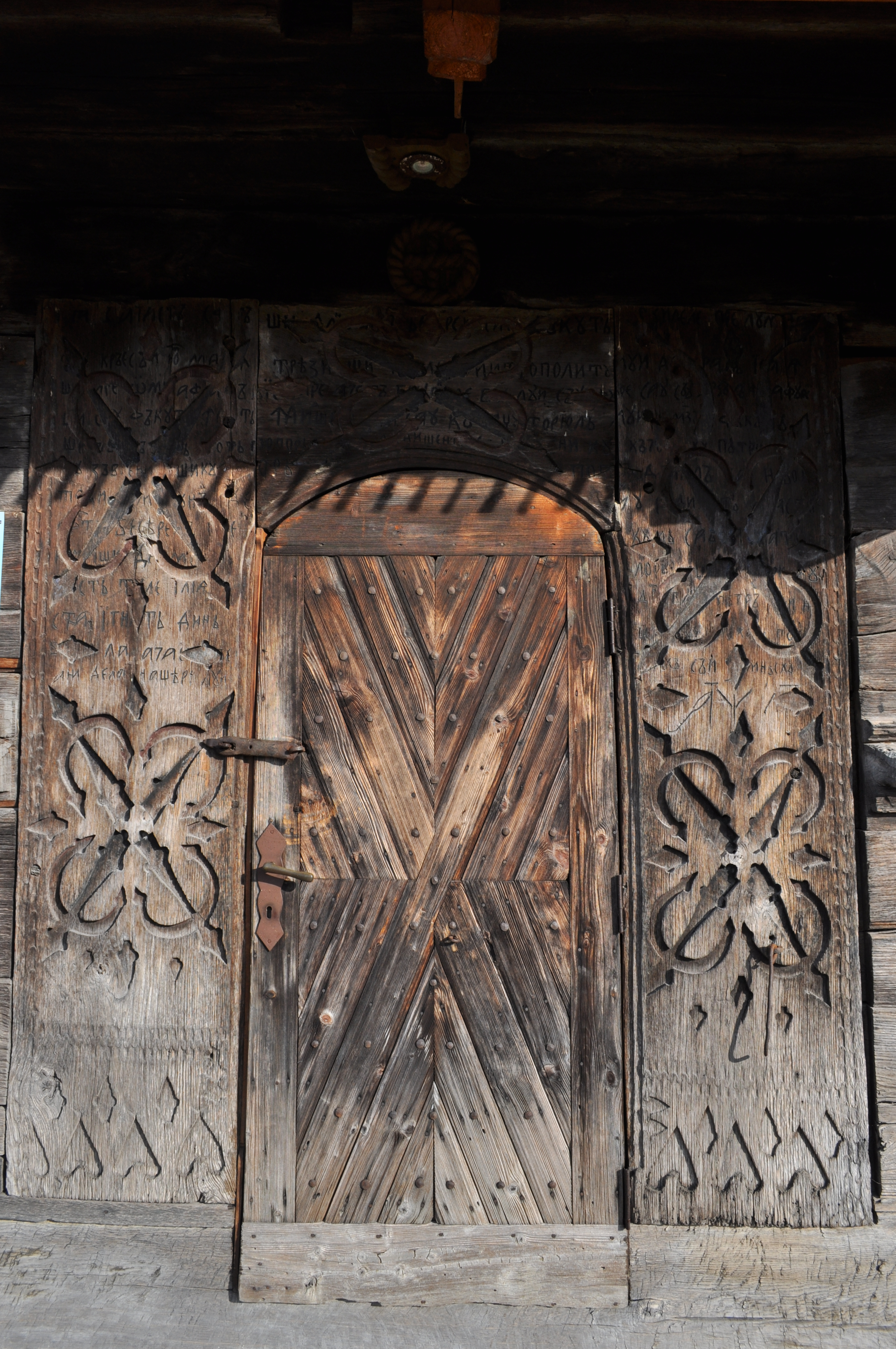
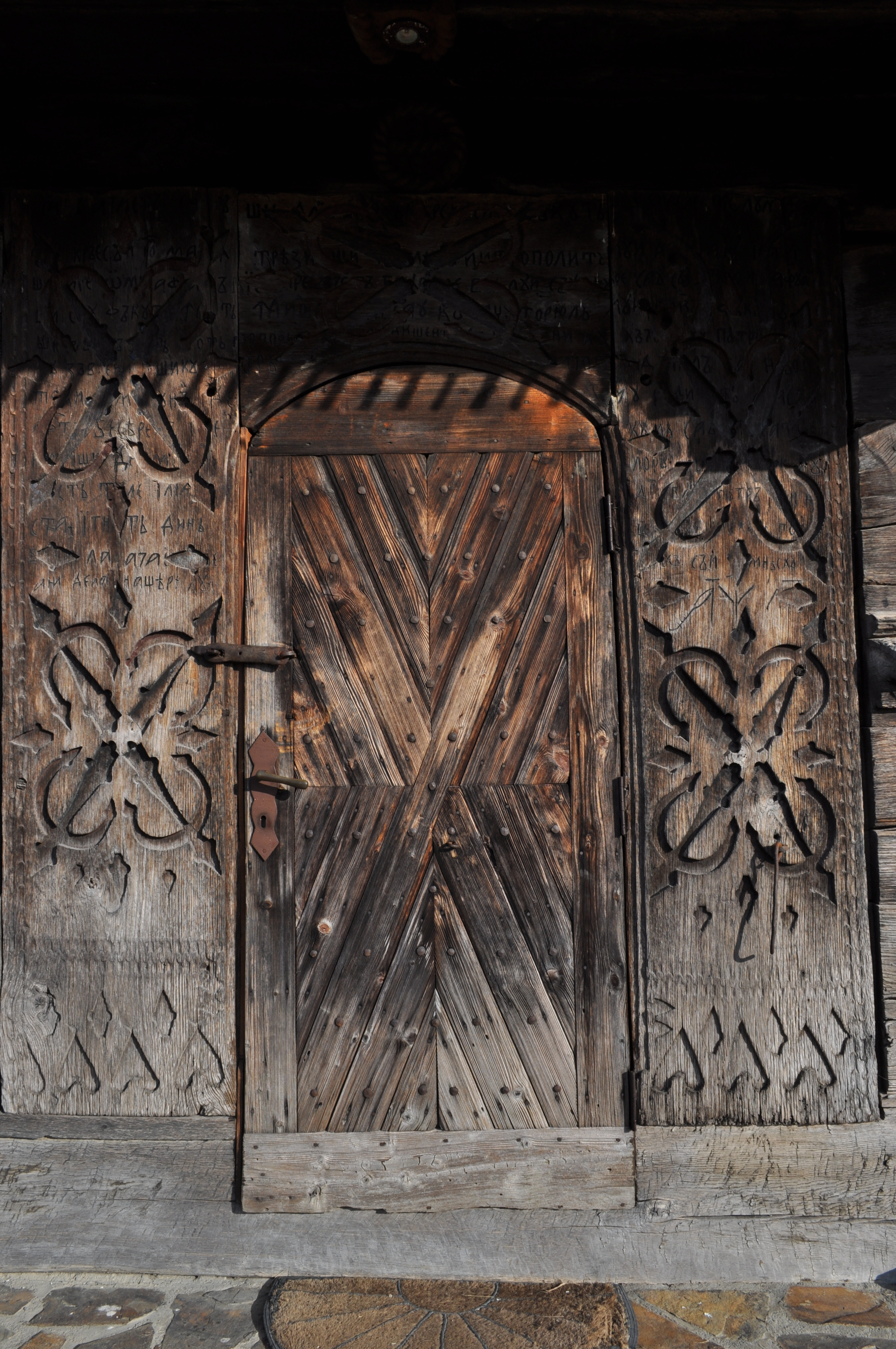
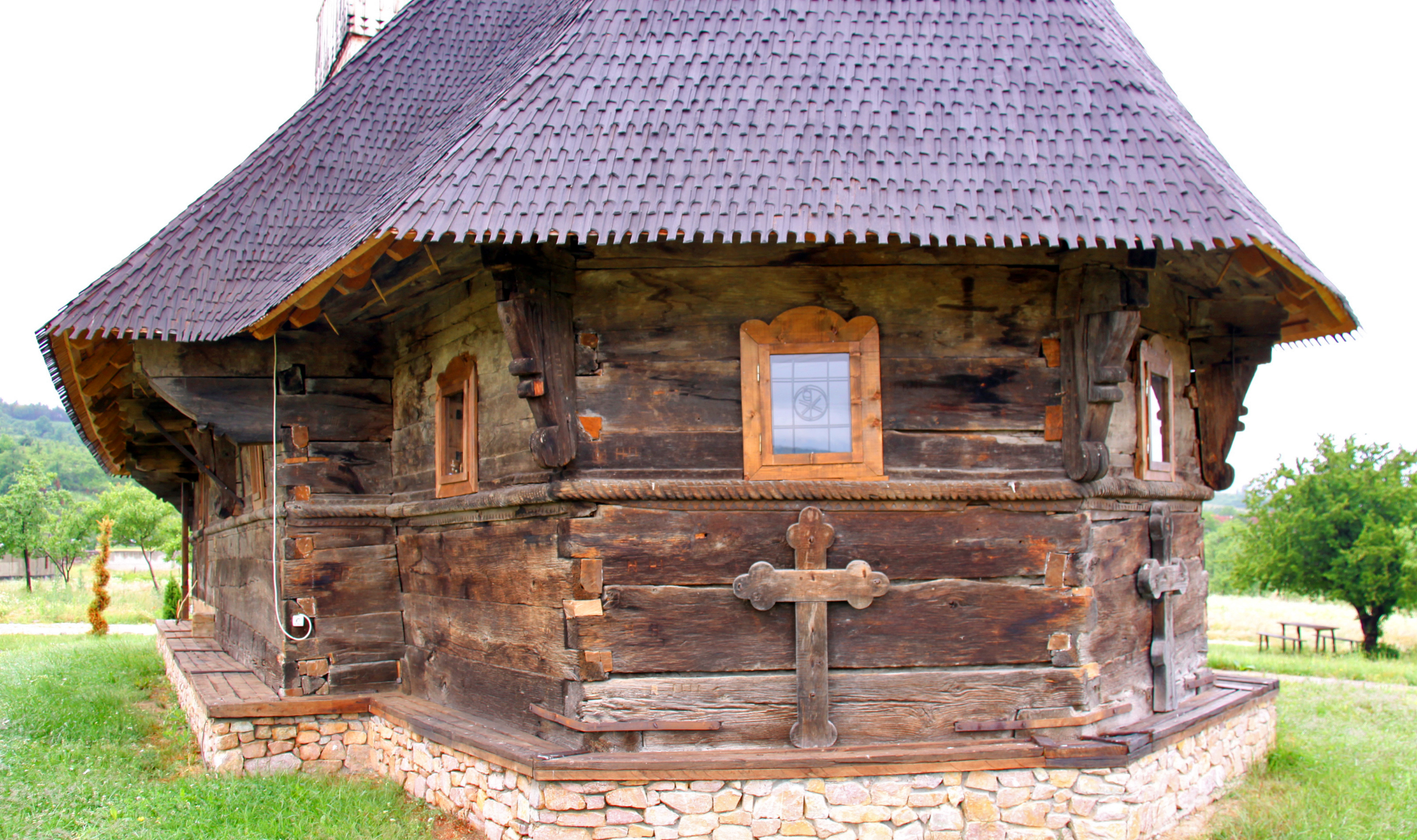
butea la răsărit, terminată ca și modelul ei din Brădet cu unghi în ax
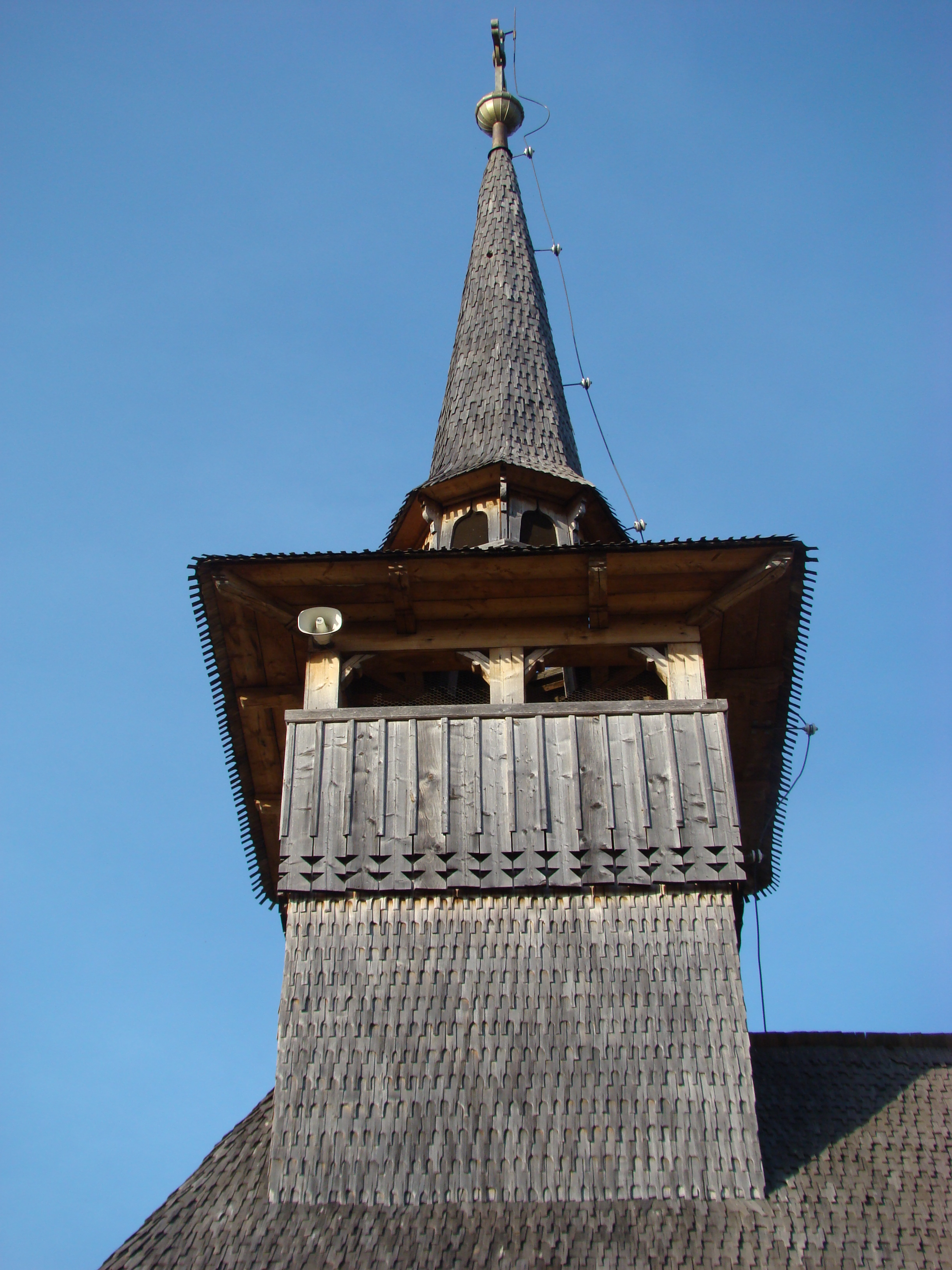
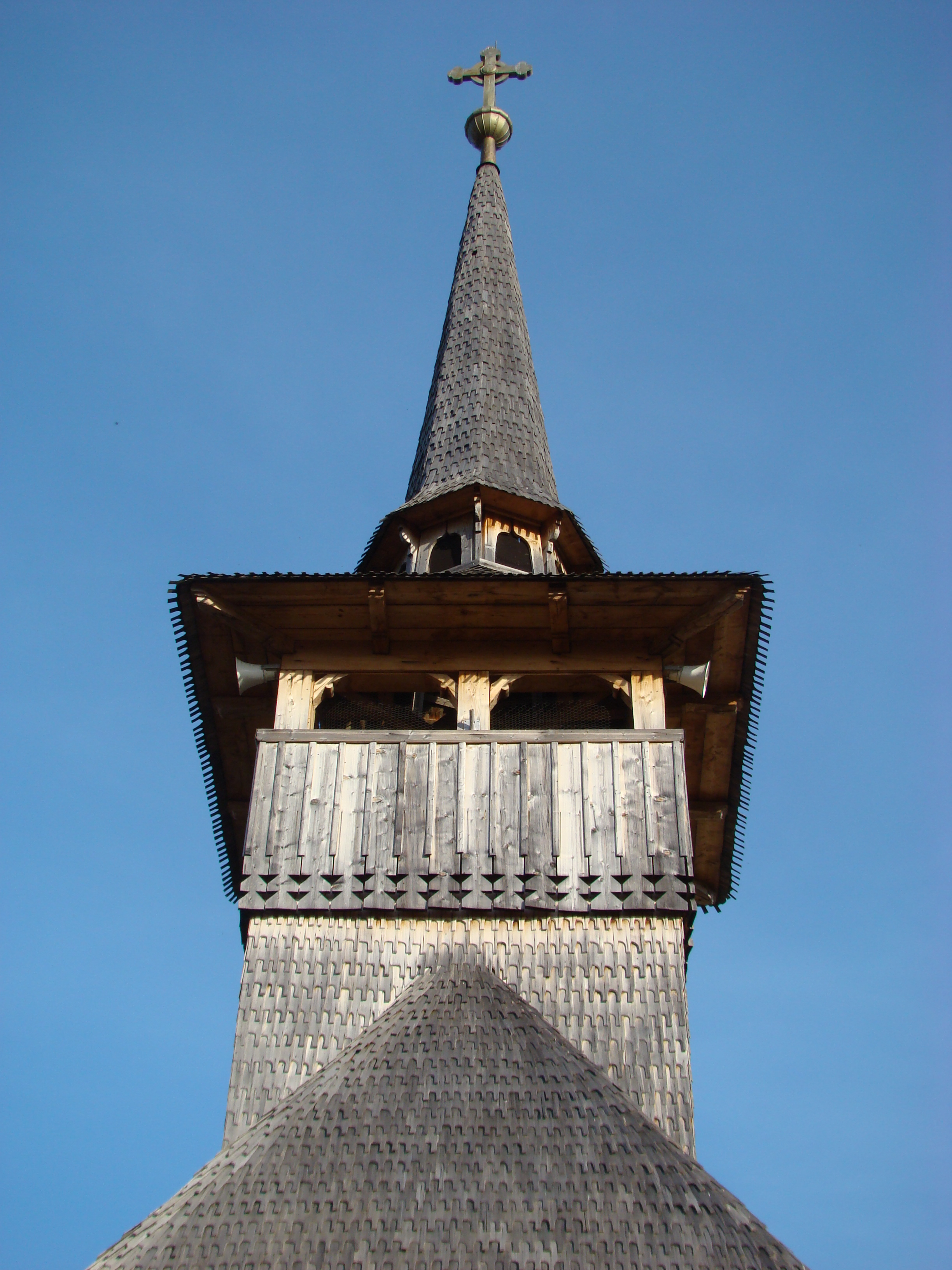
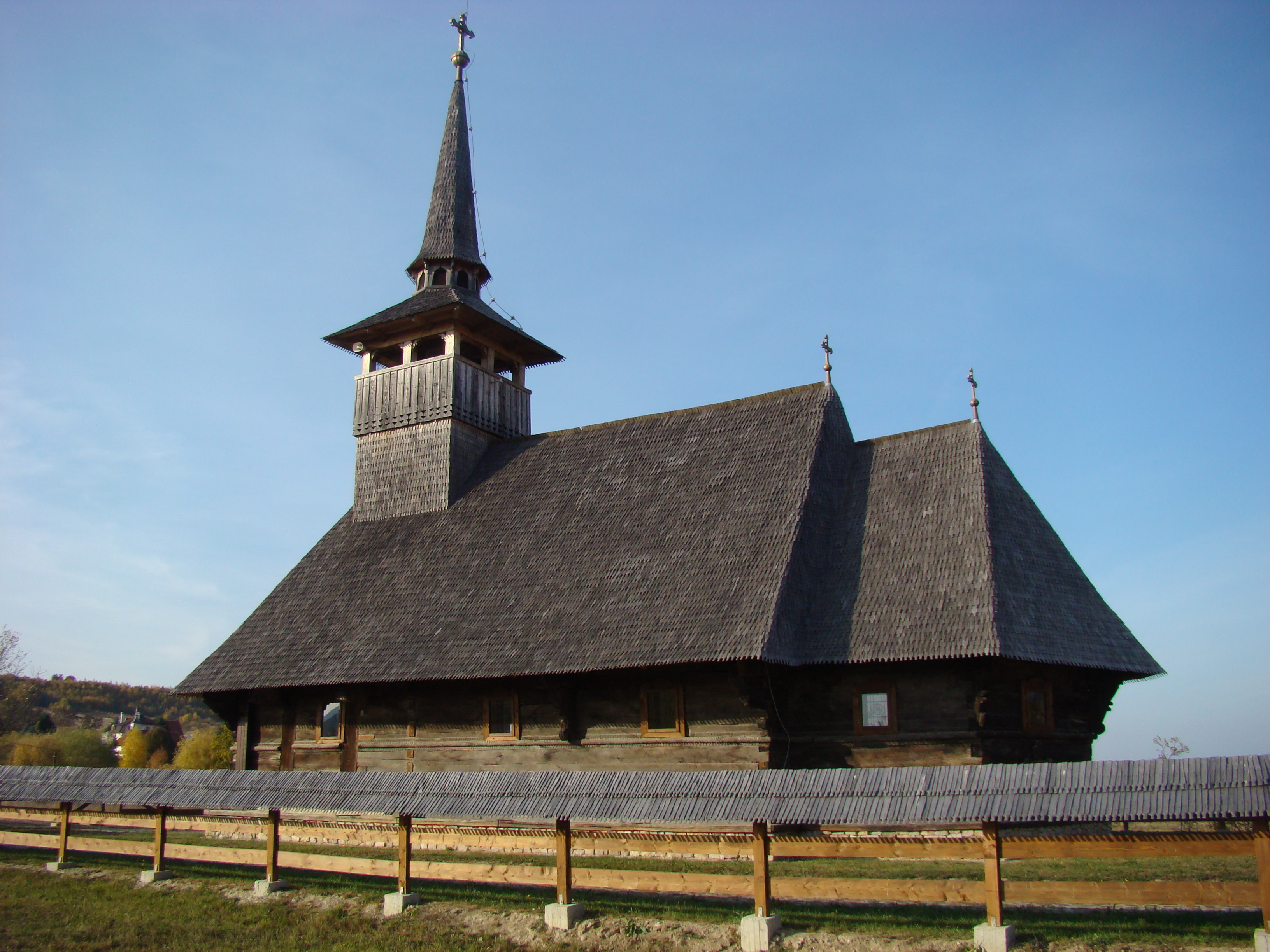
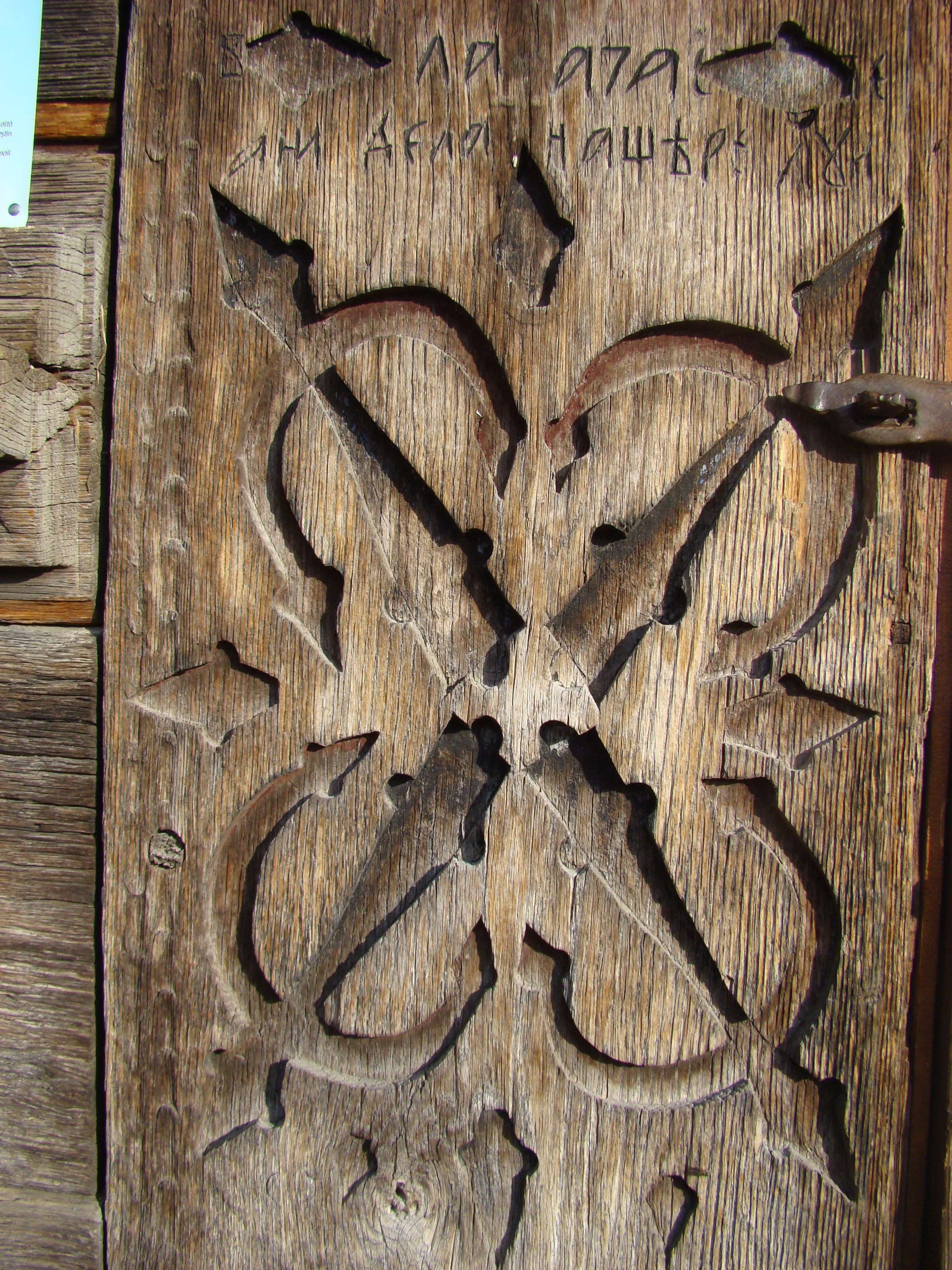
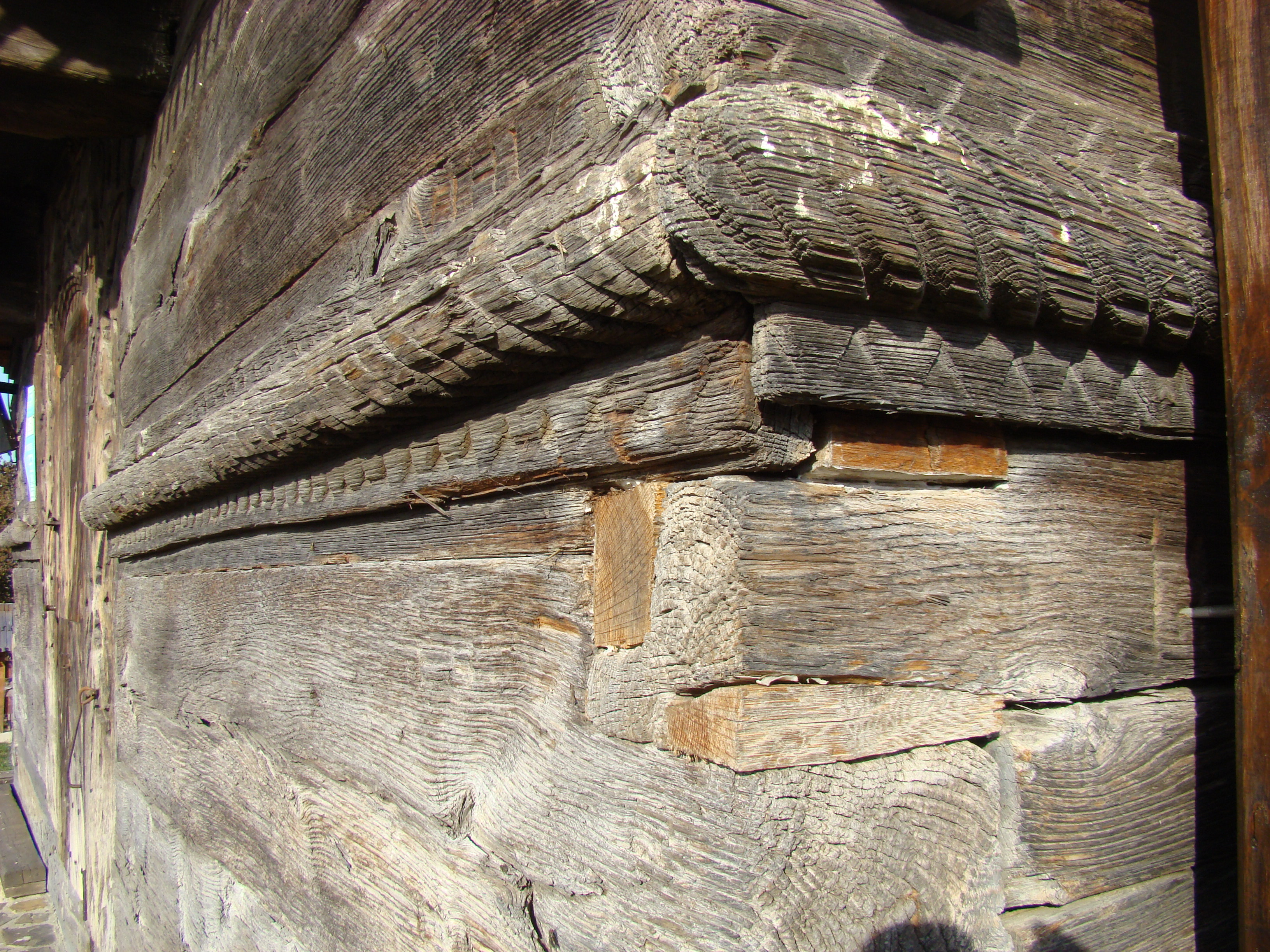
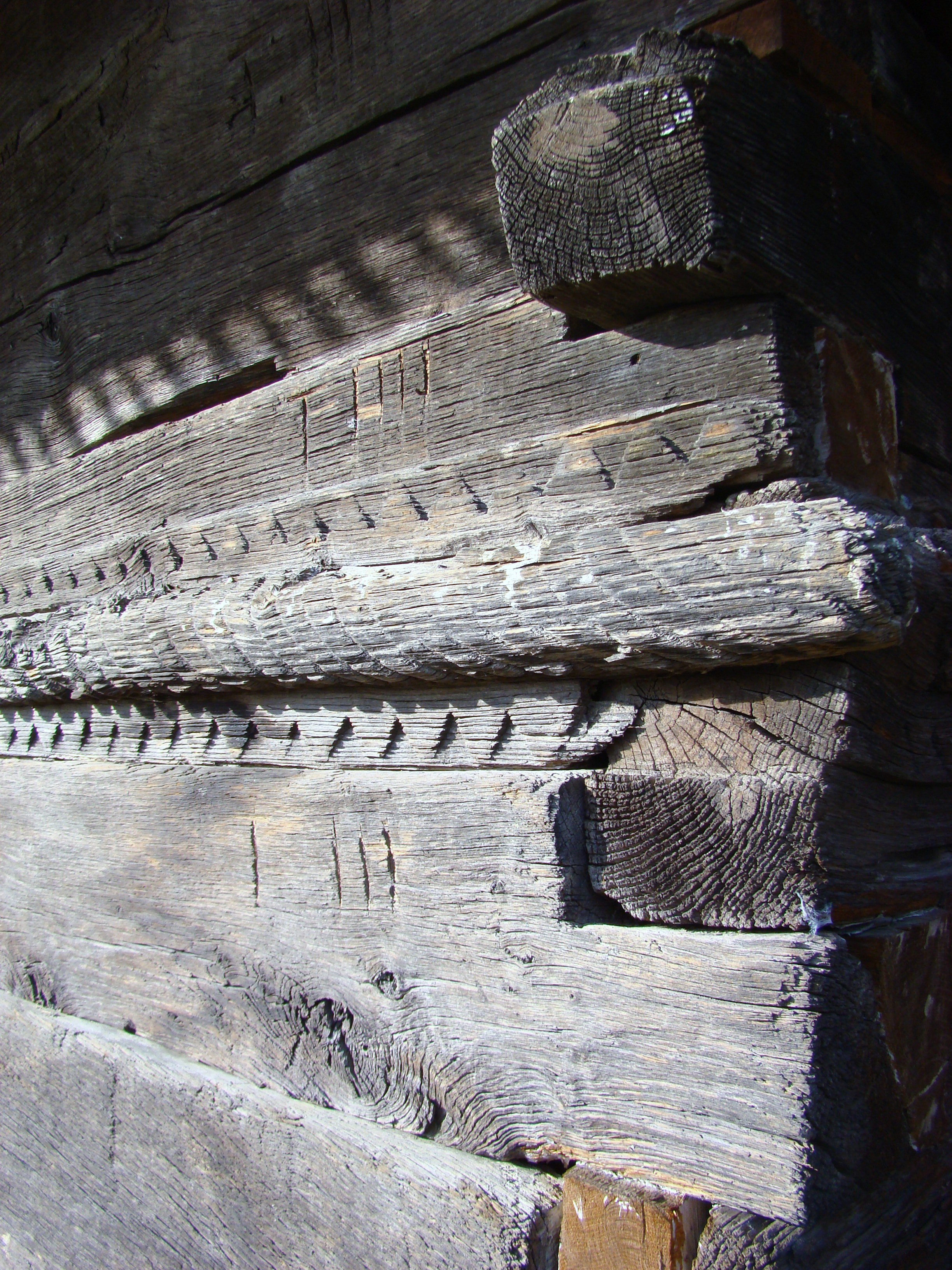
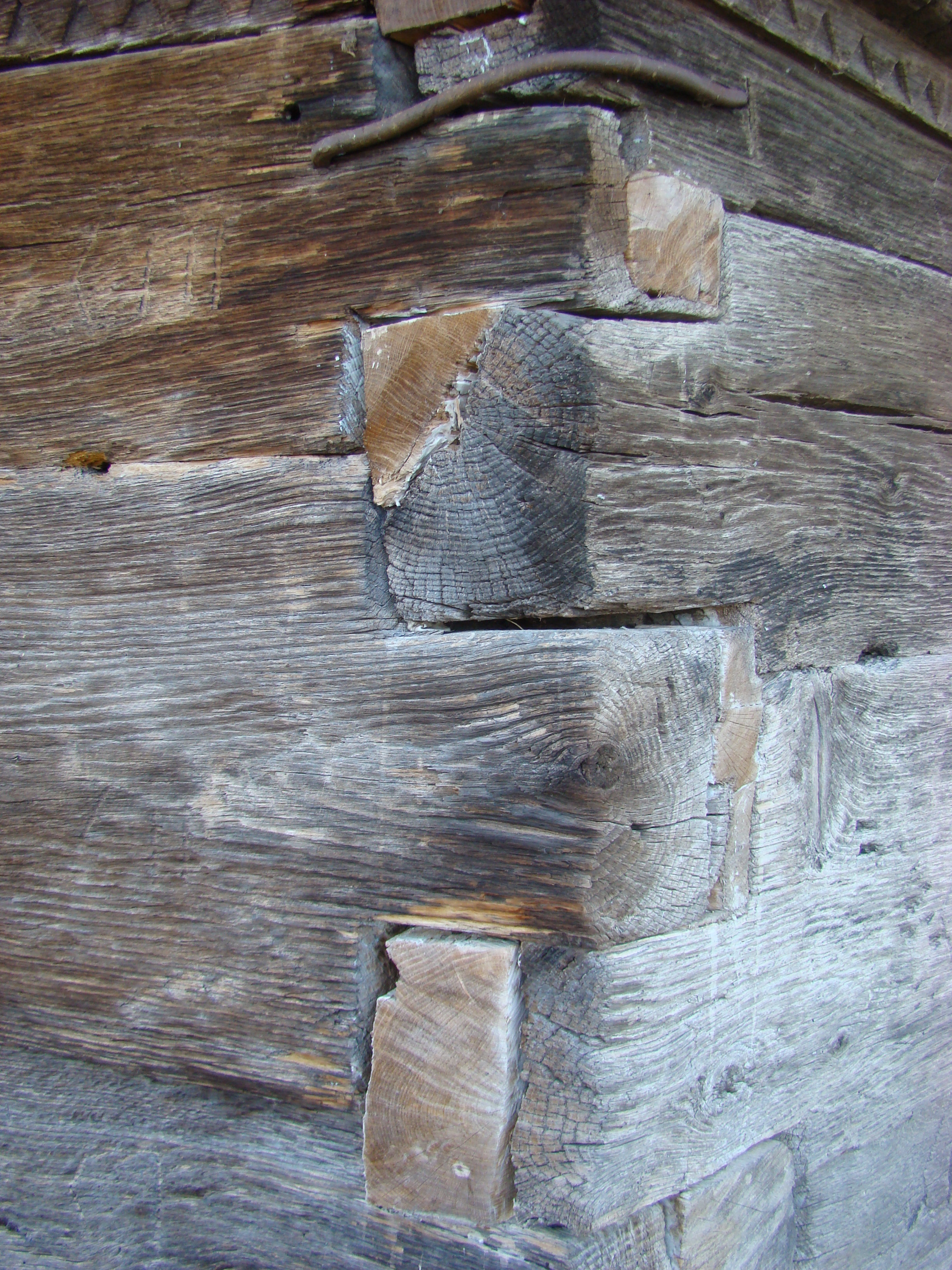
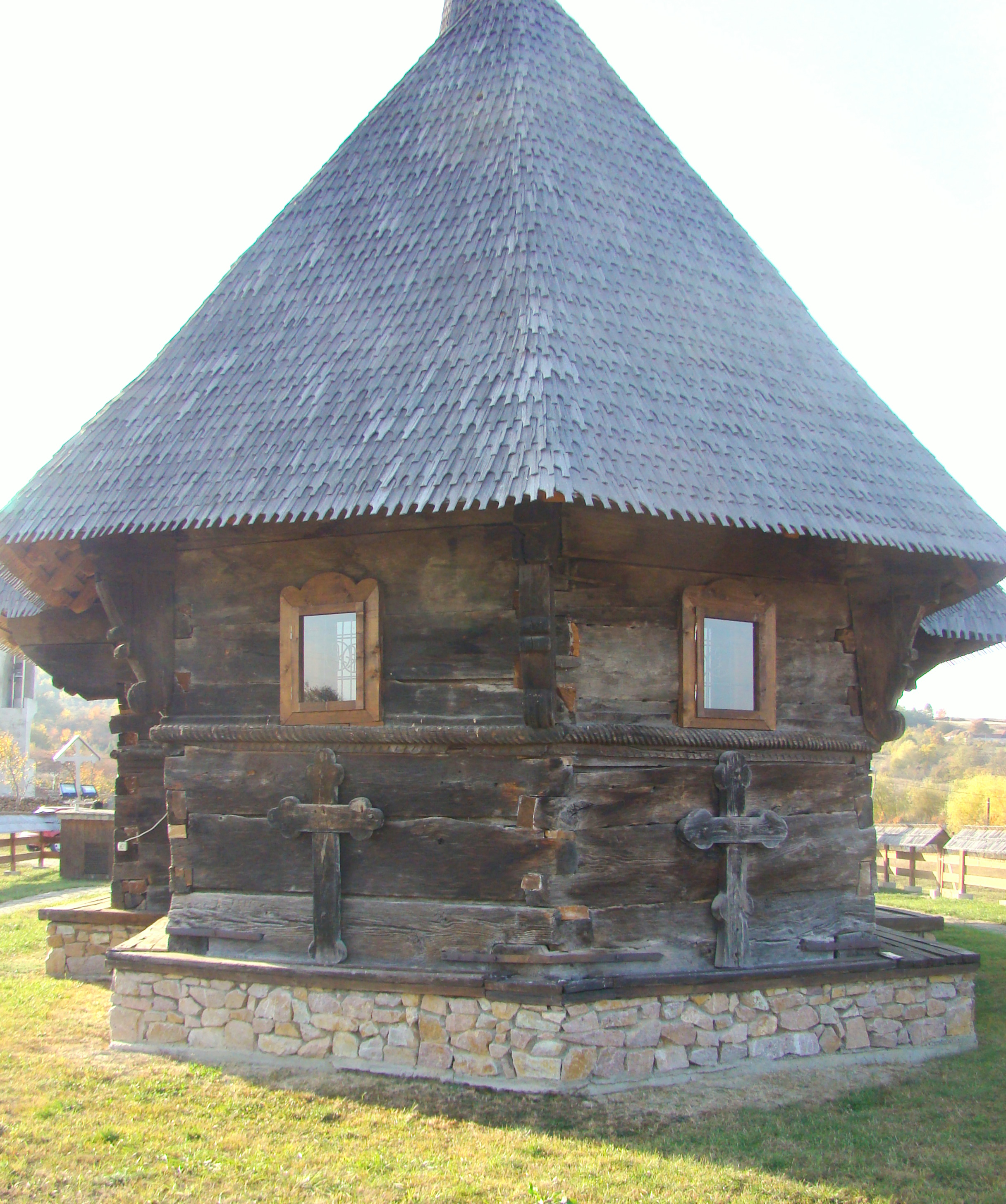
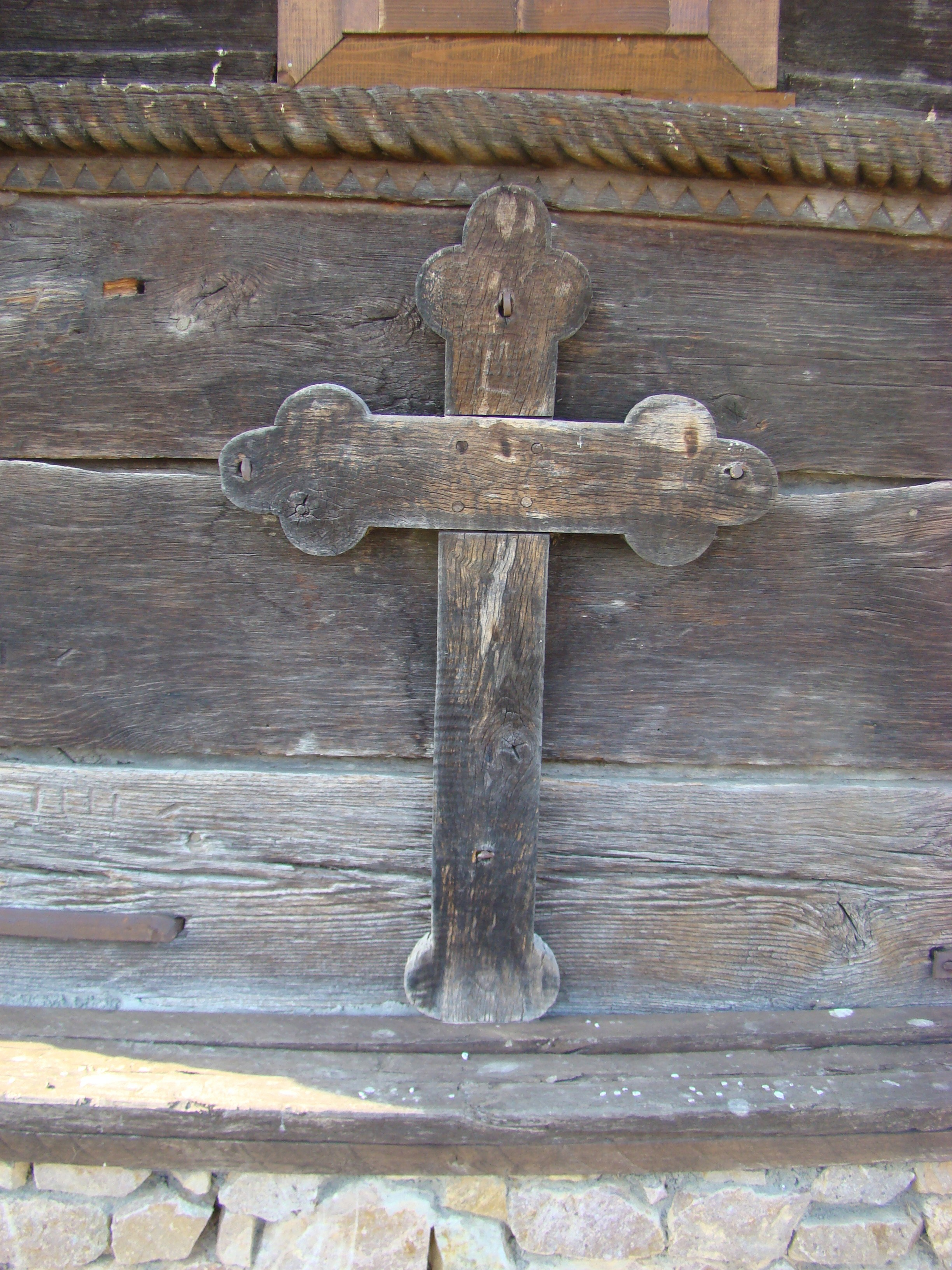
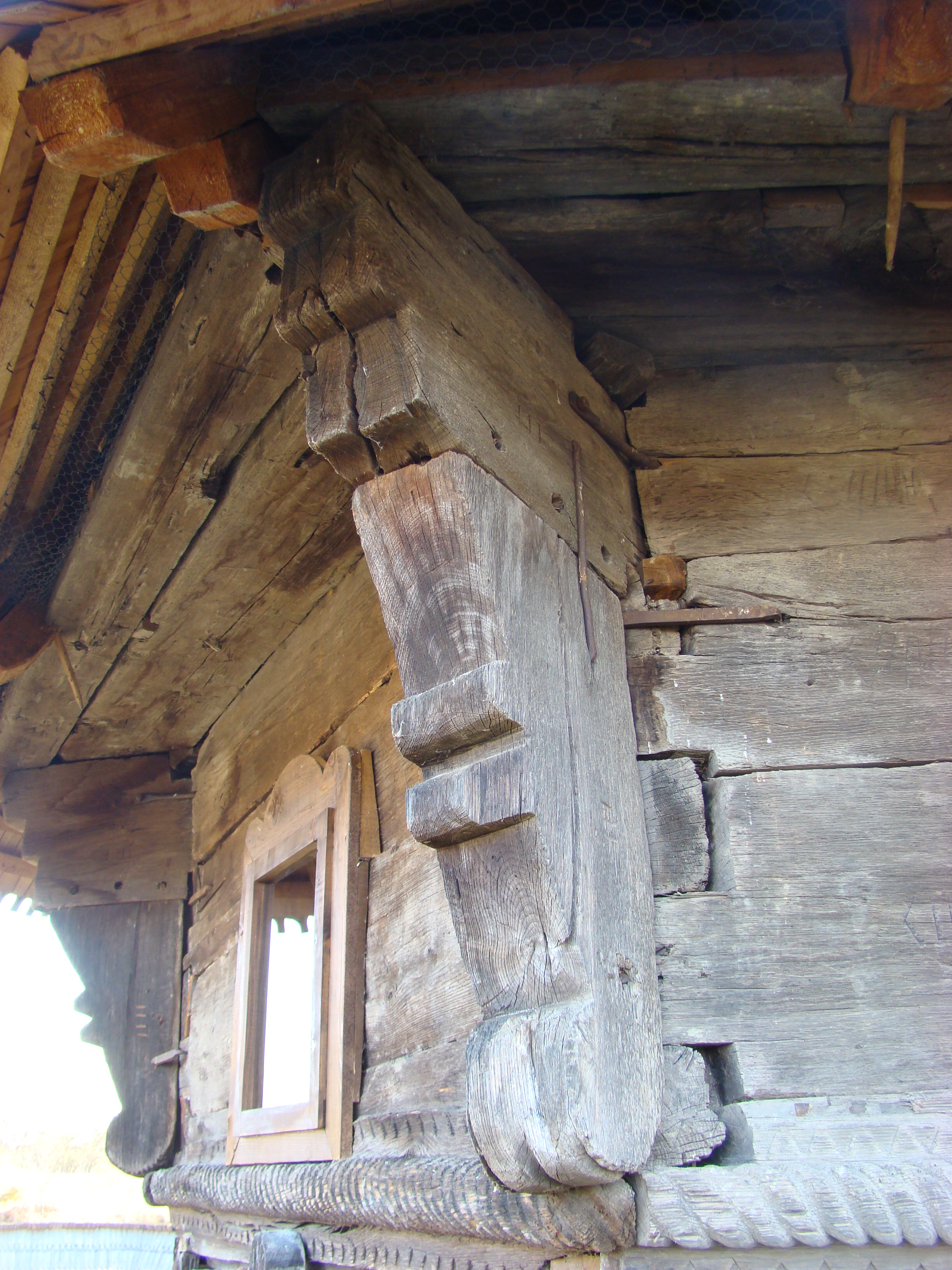
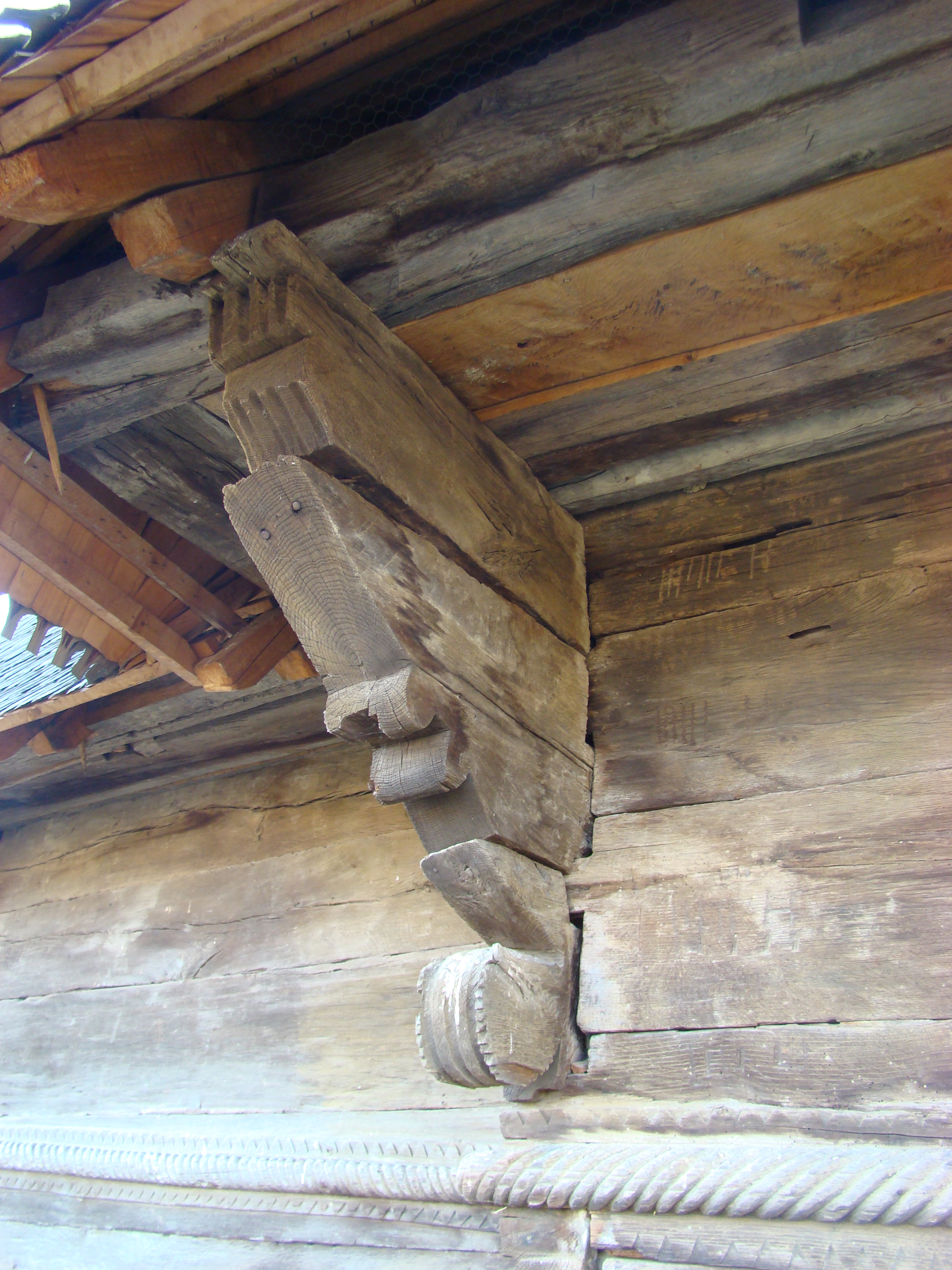
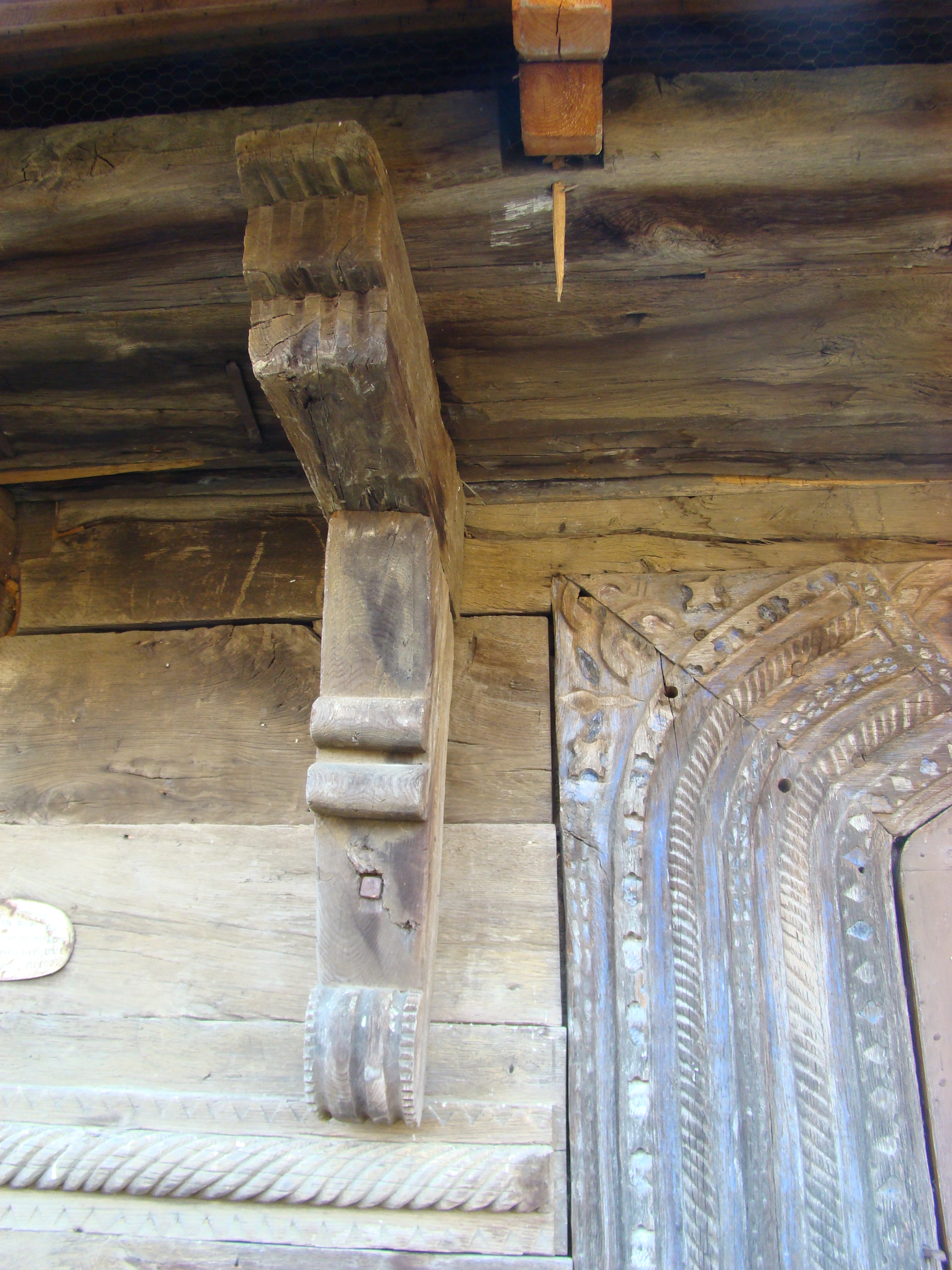
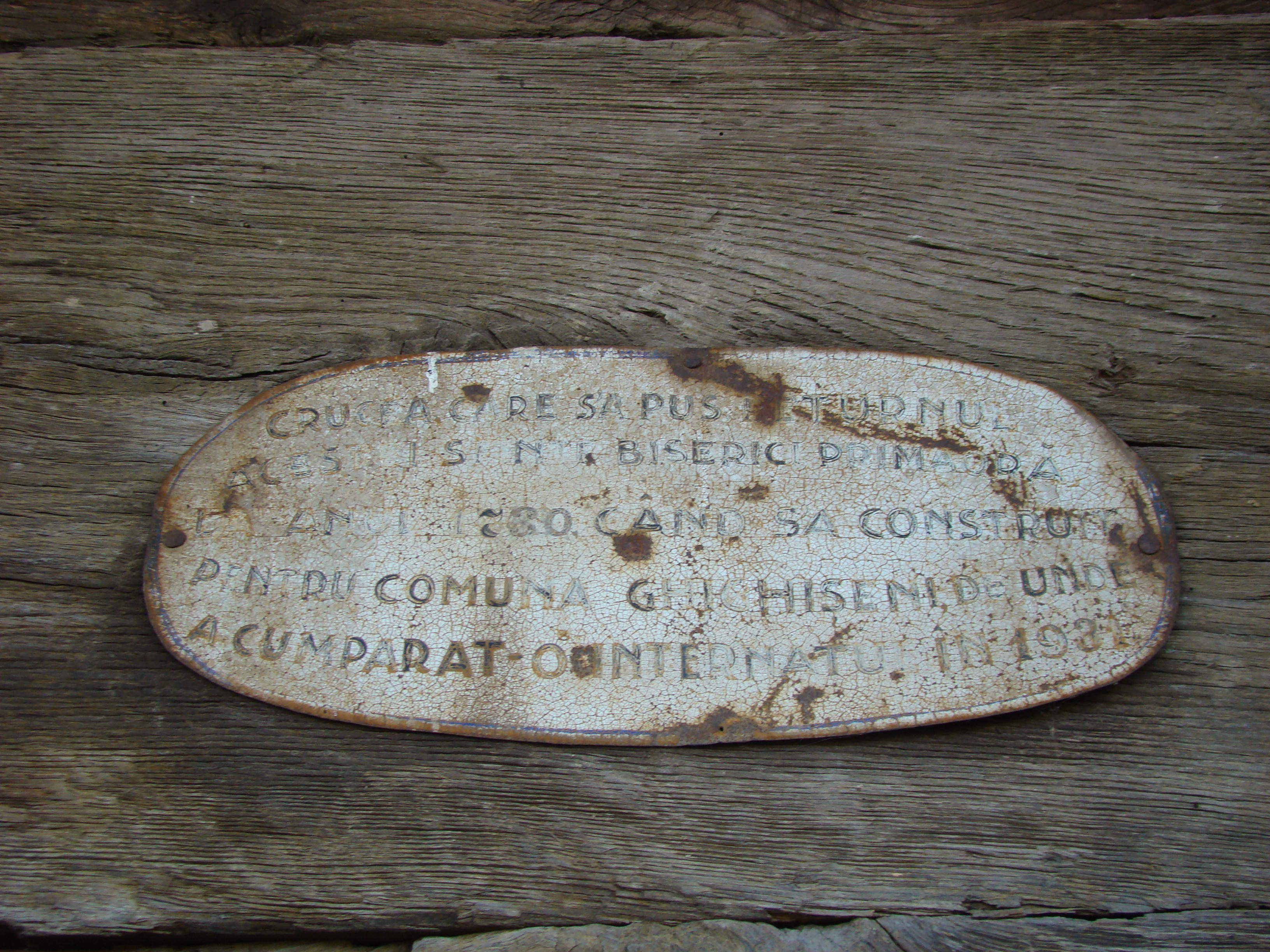
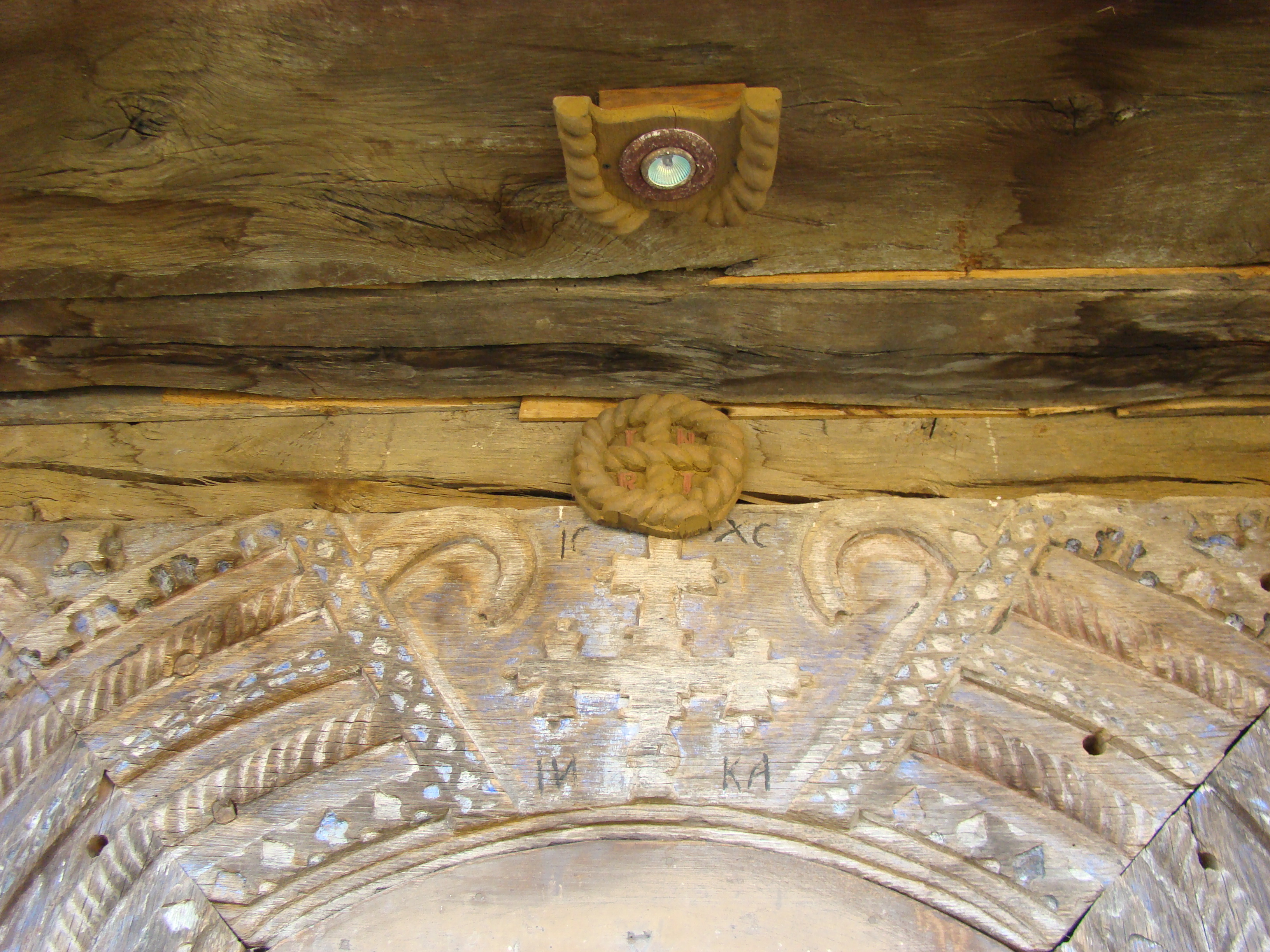
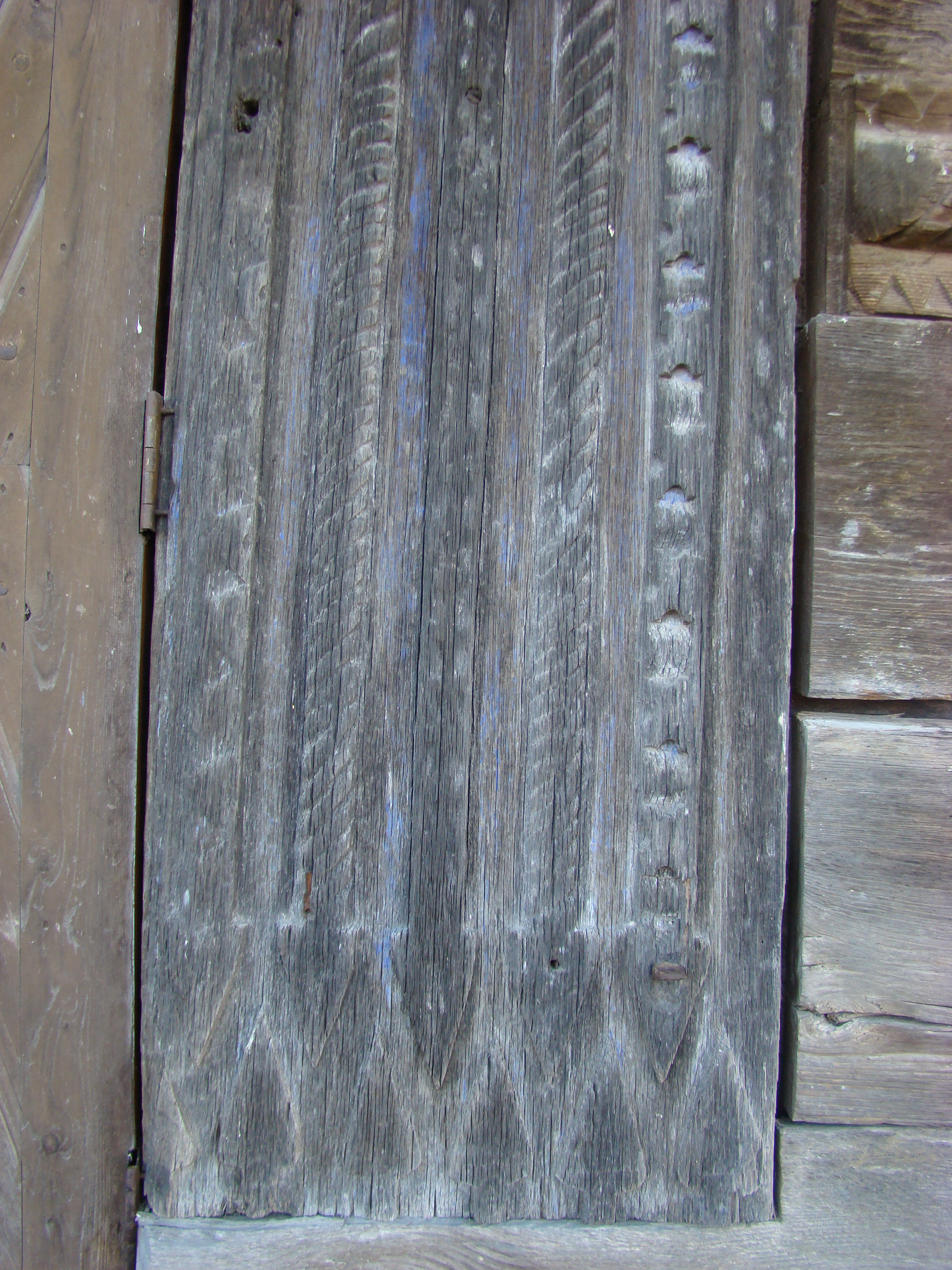
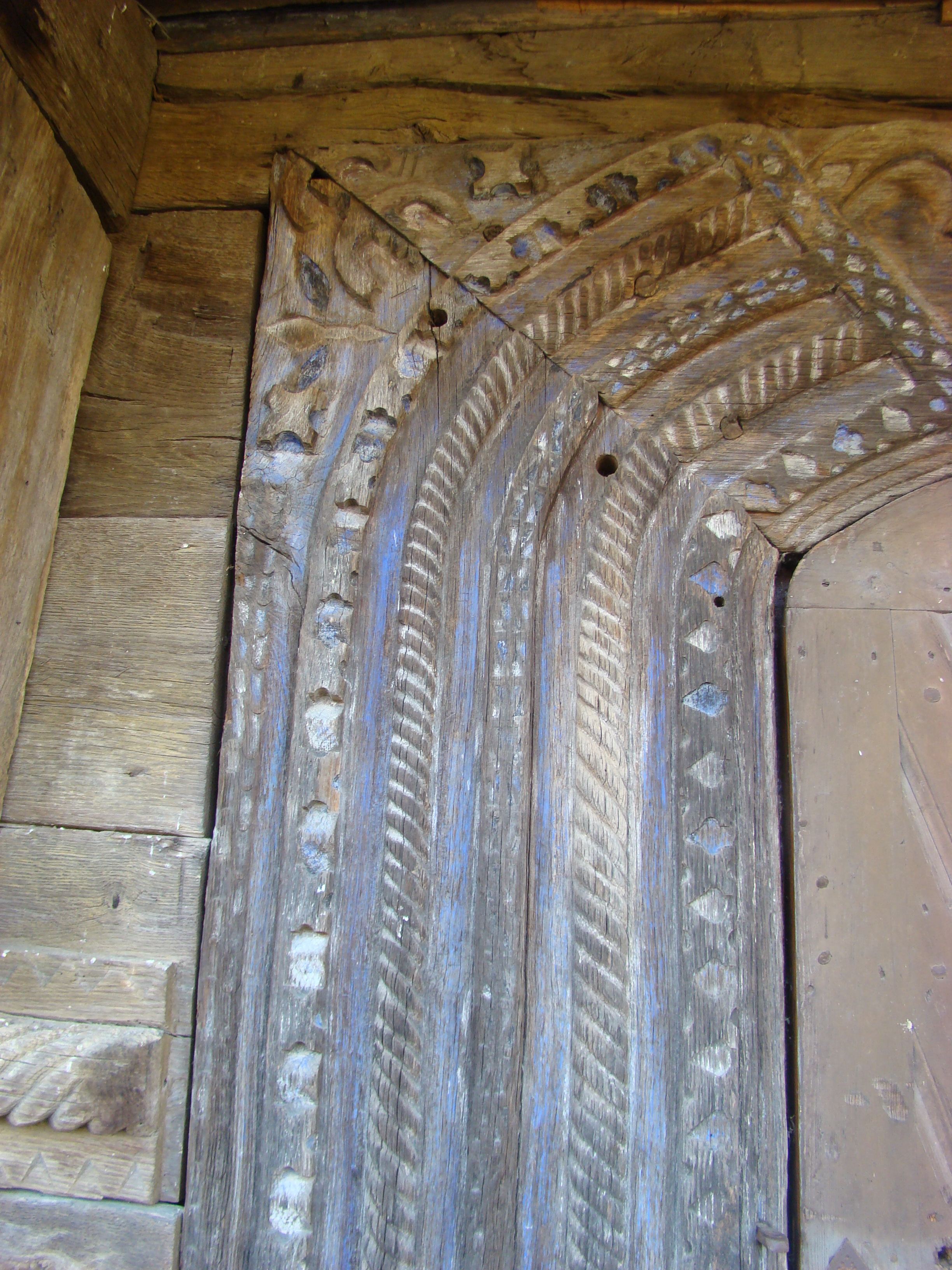
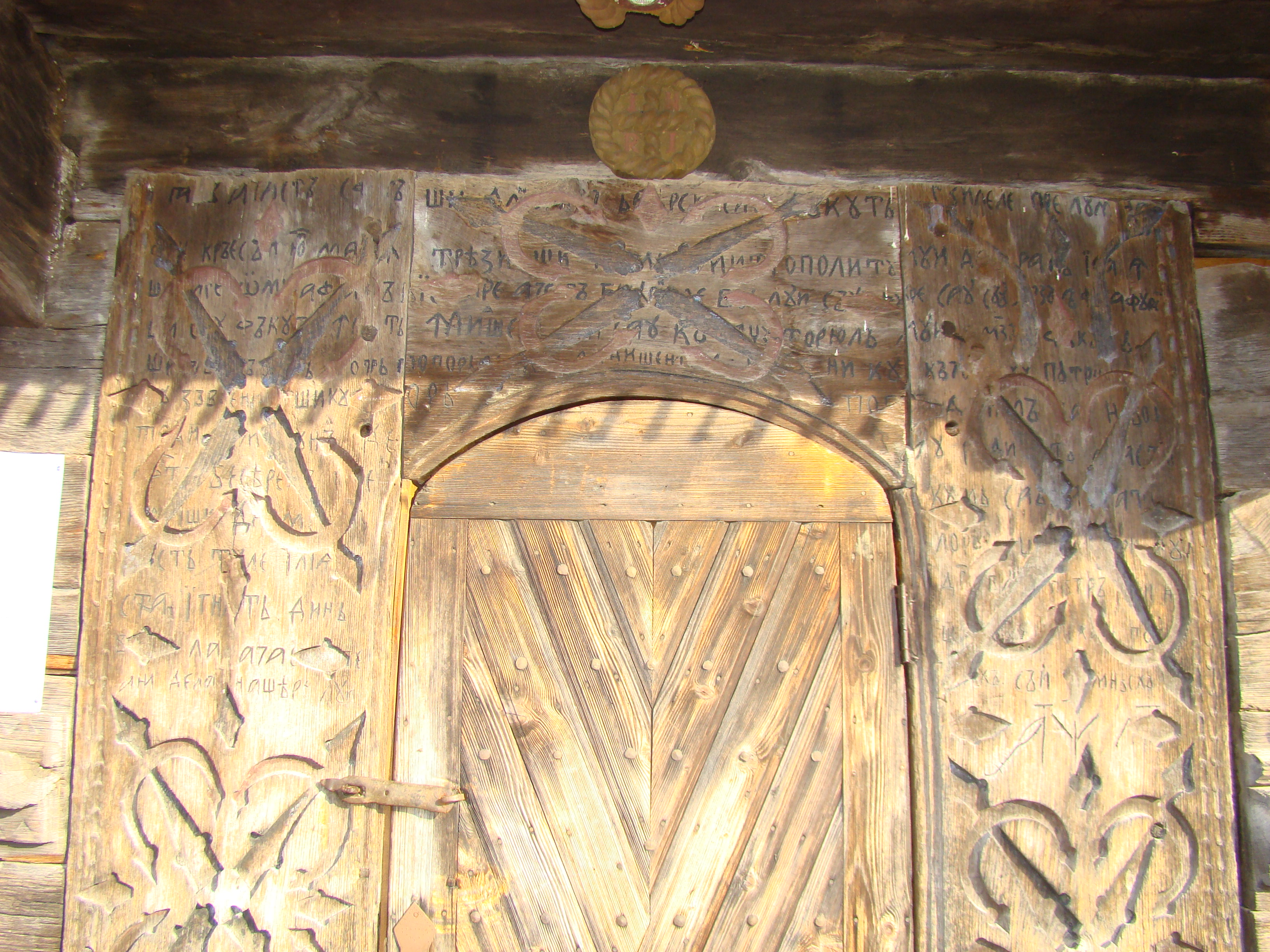
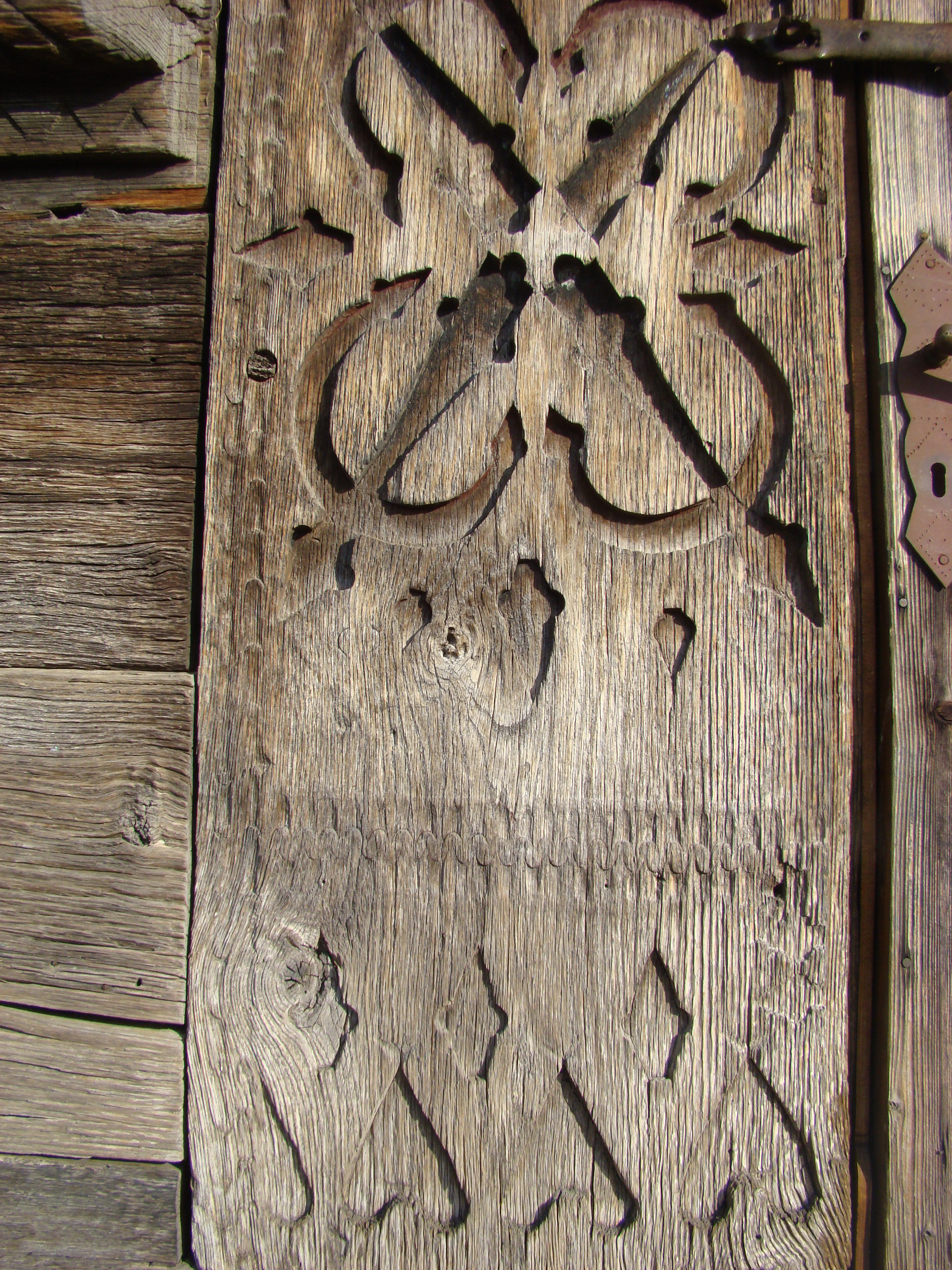
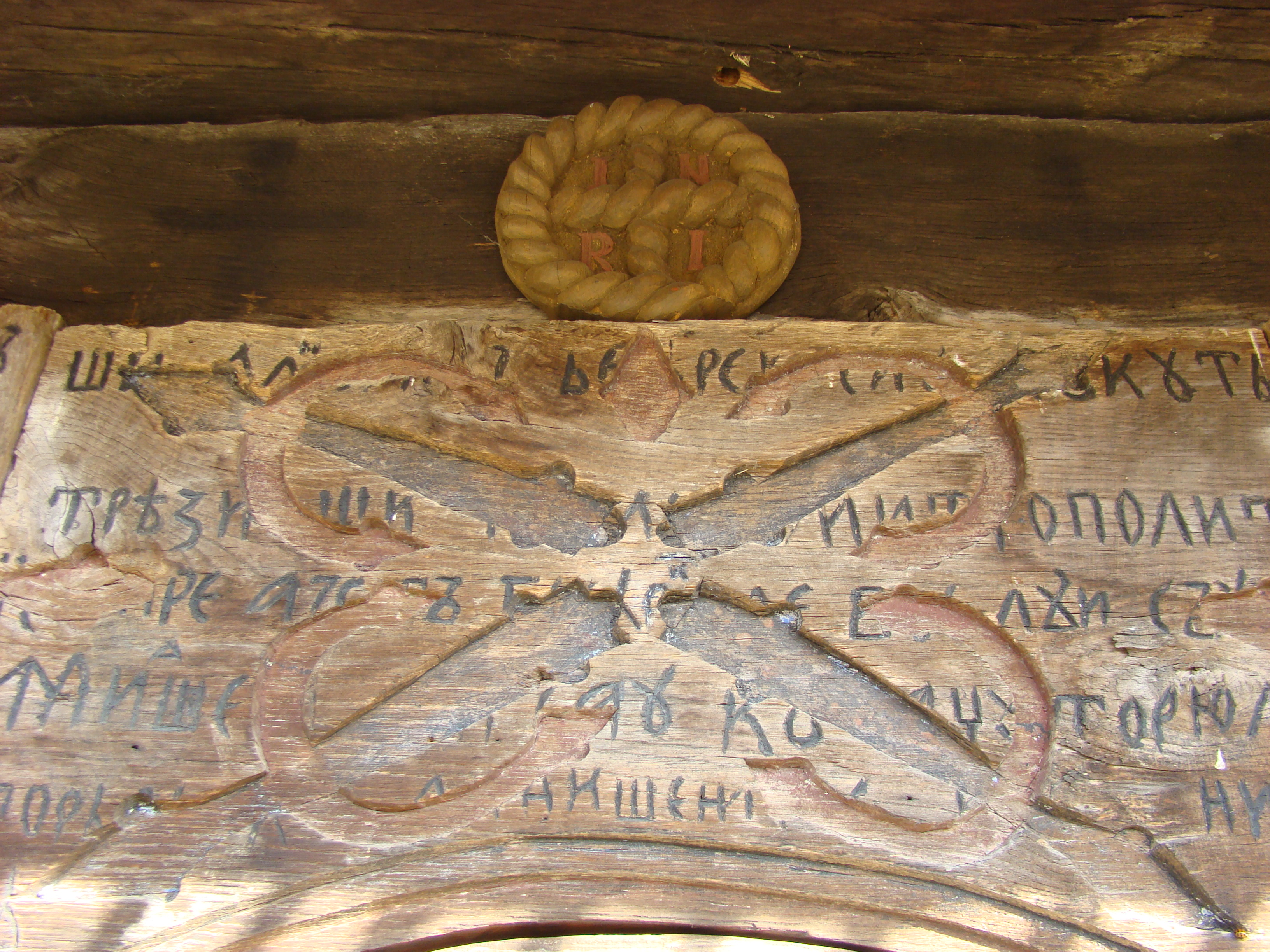
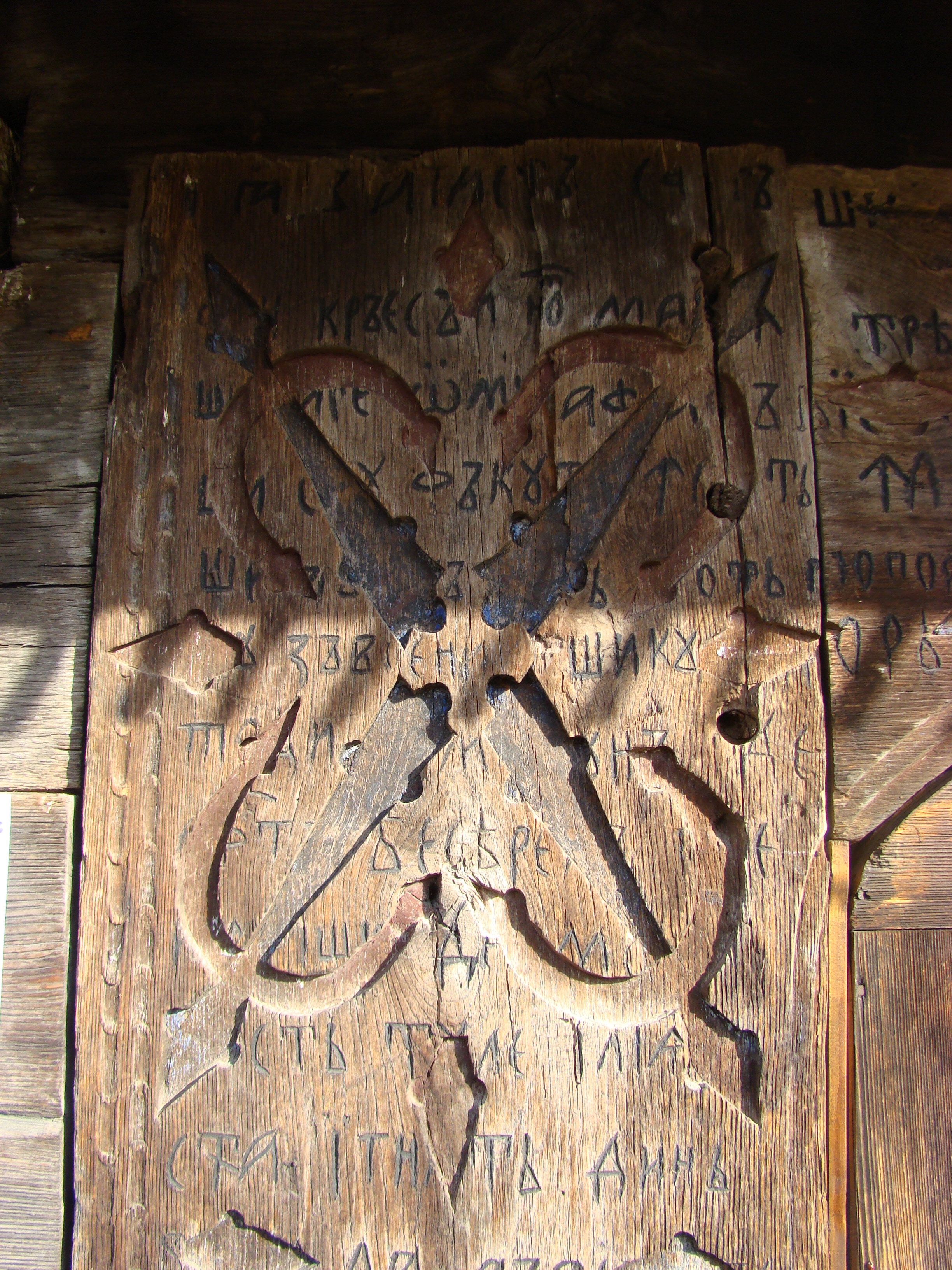

## Imagini din interior

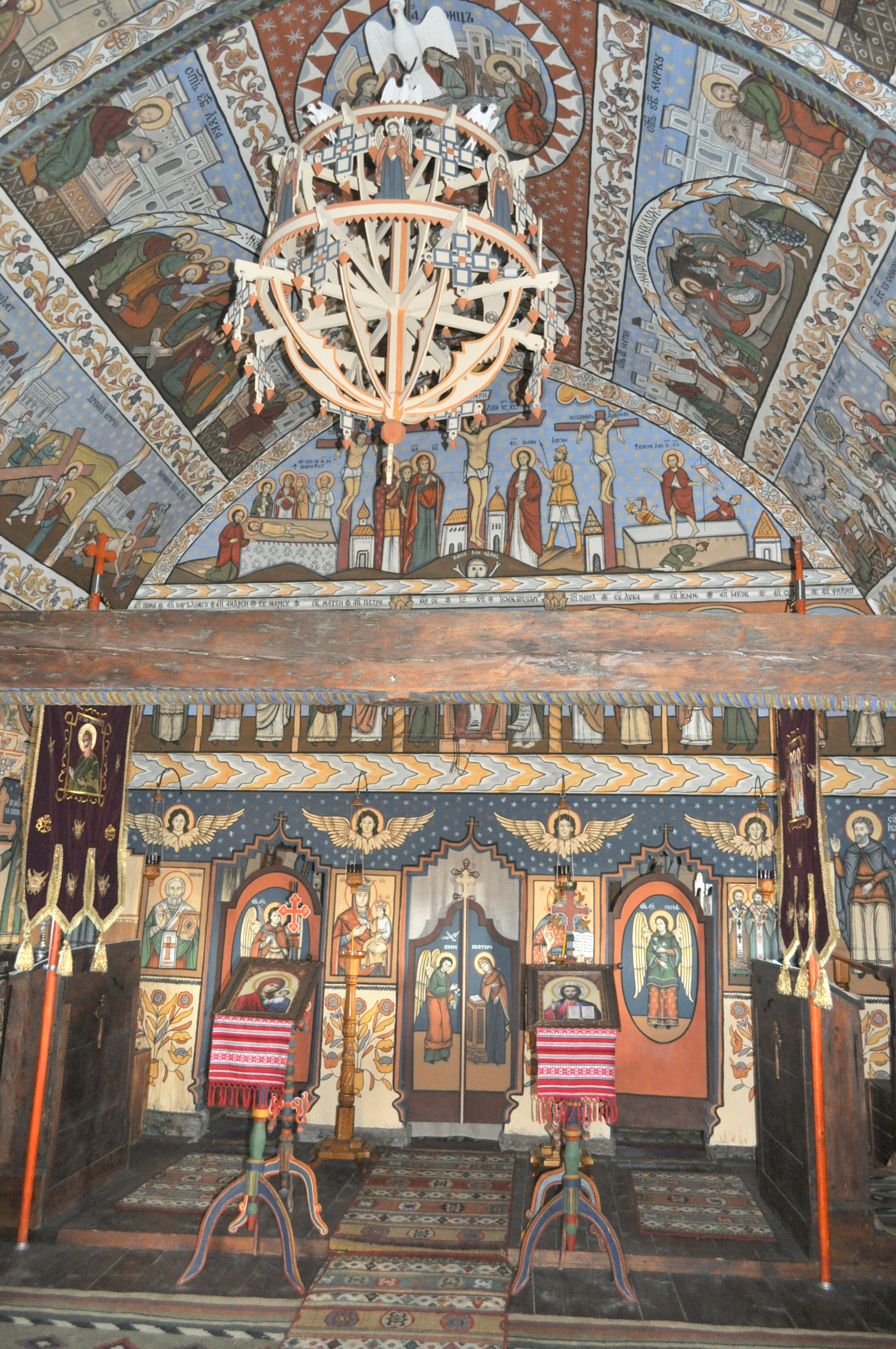
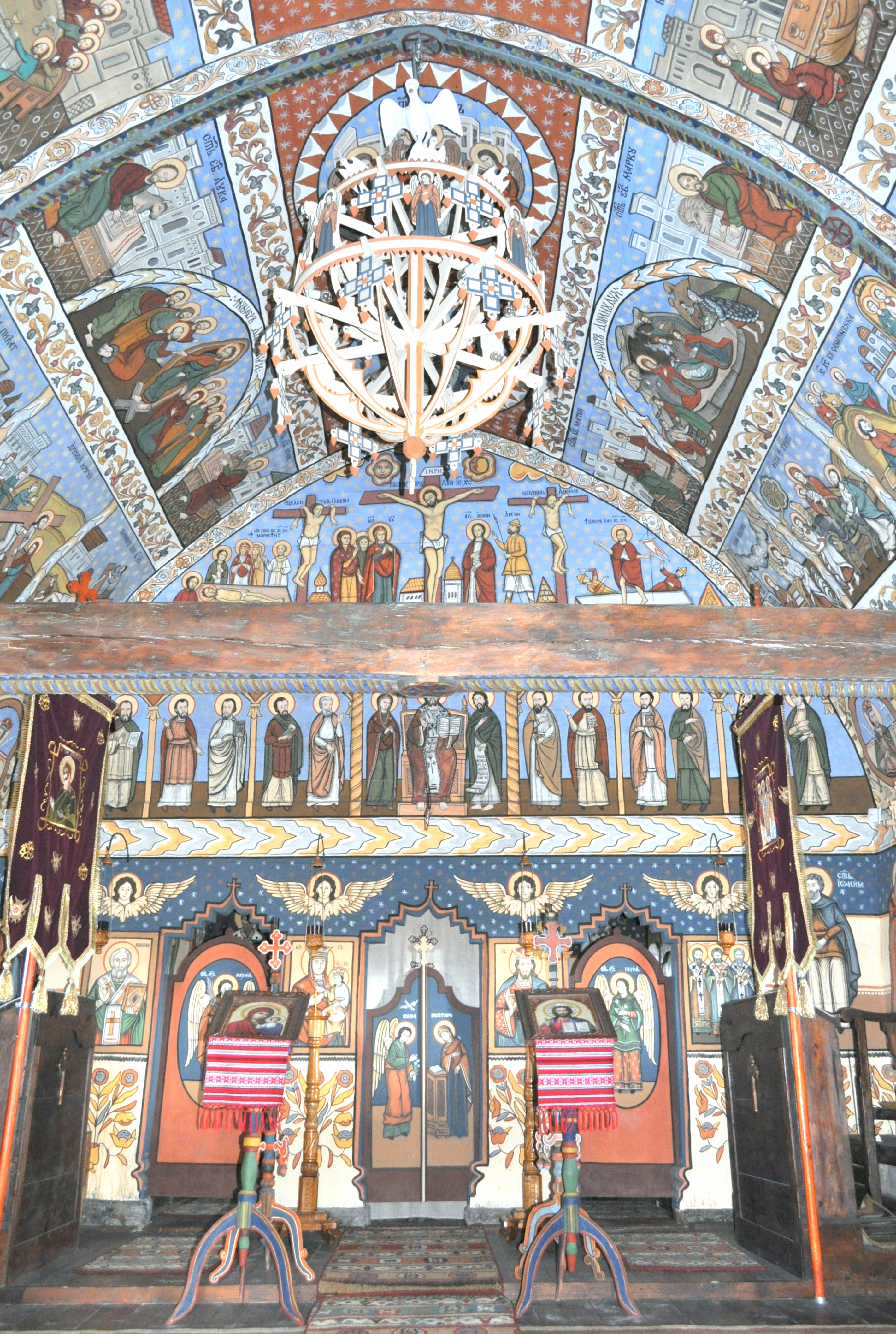
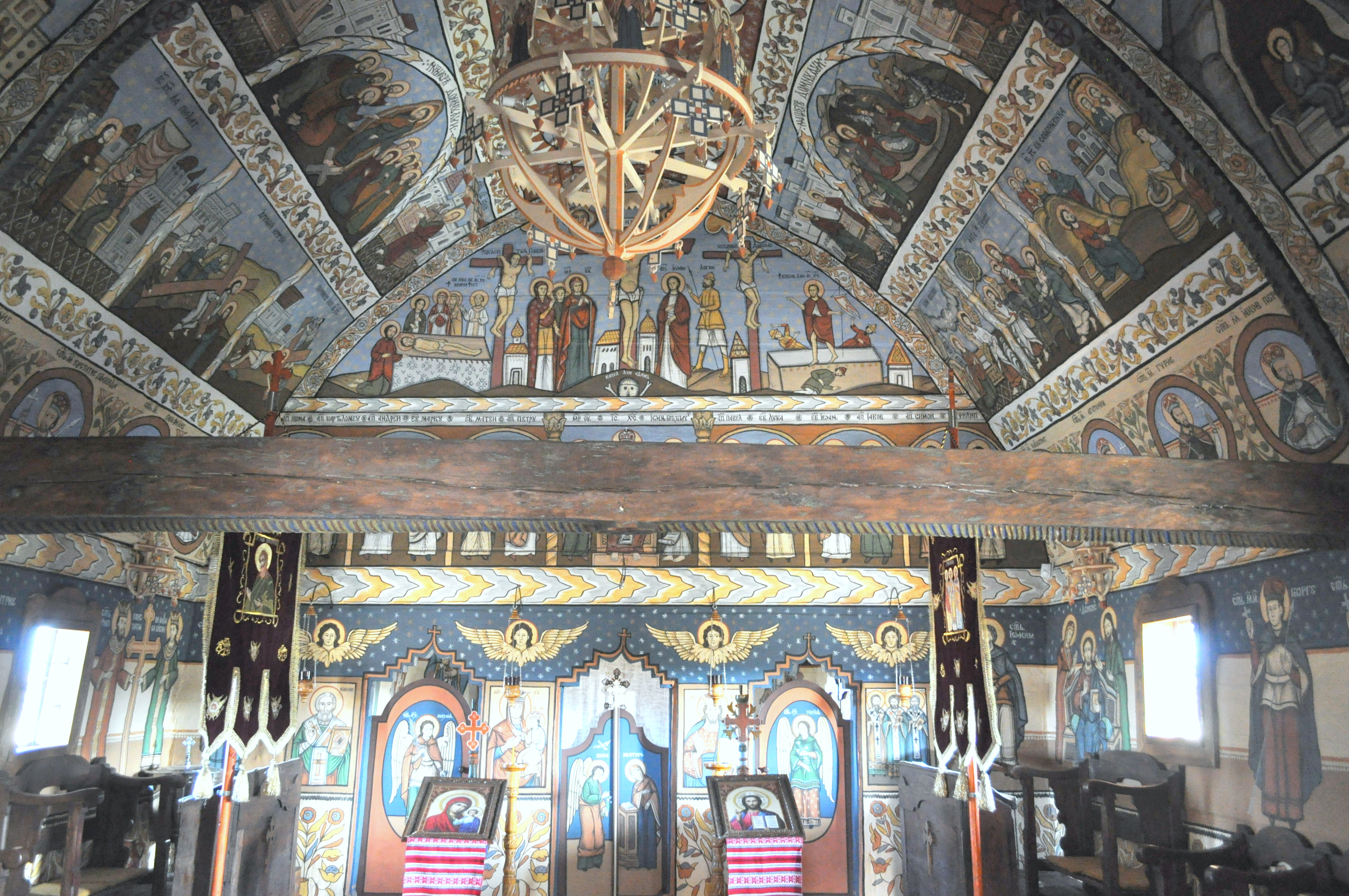
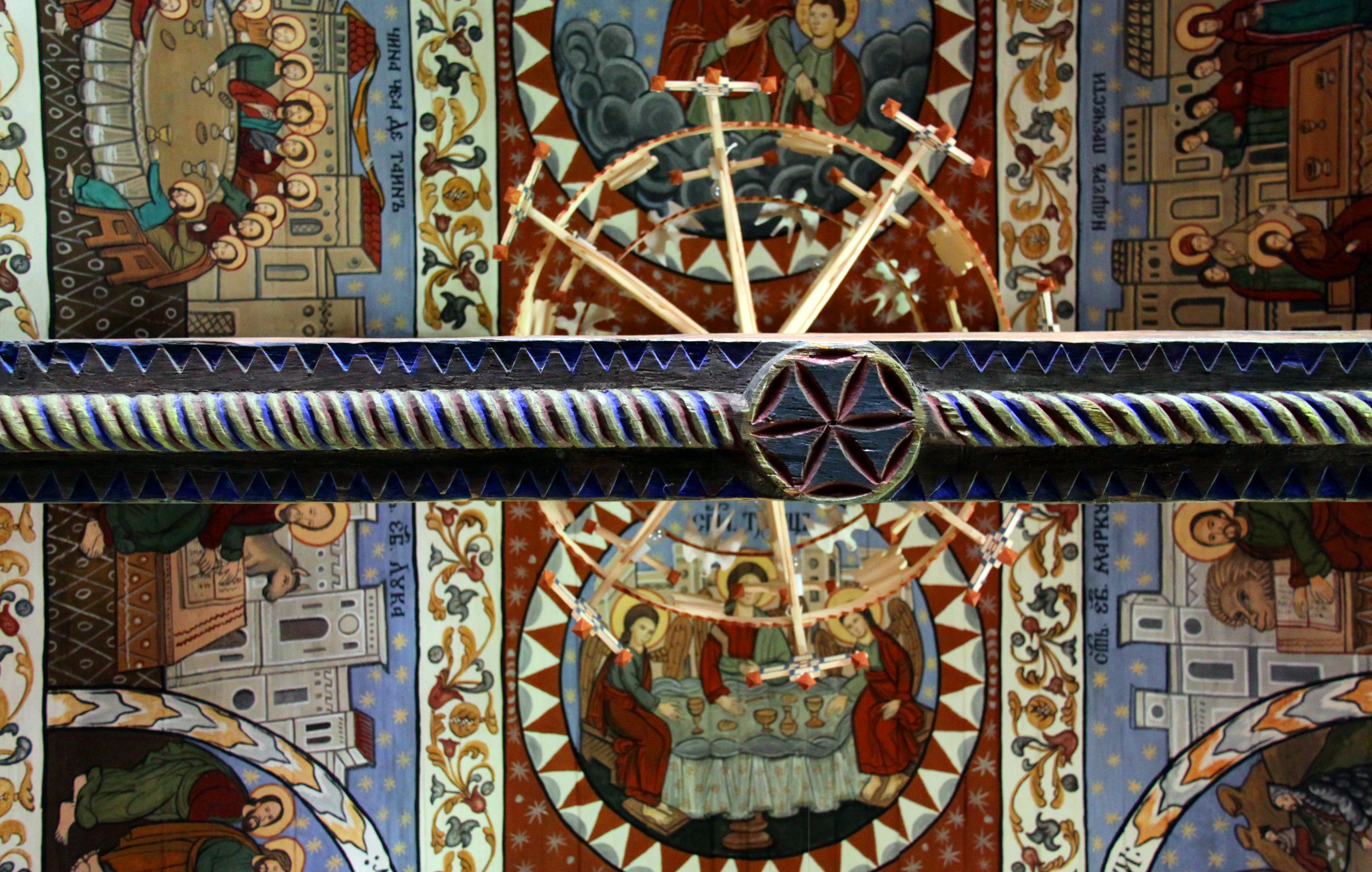
grinda tirant în naos
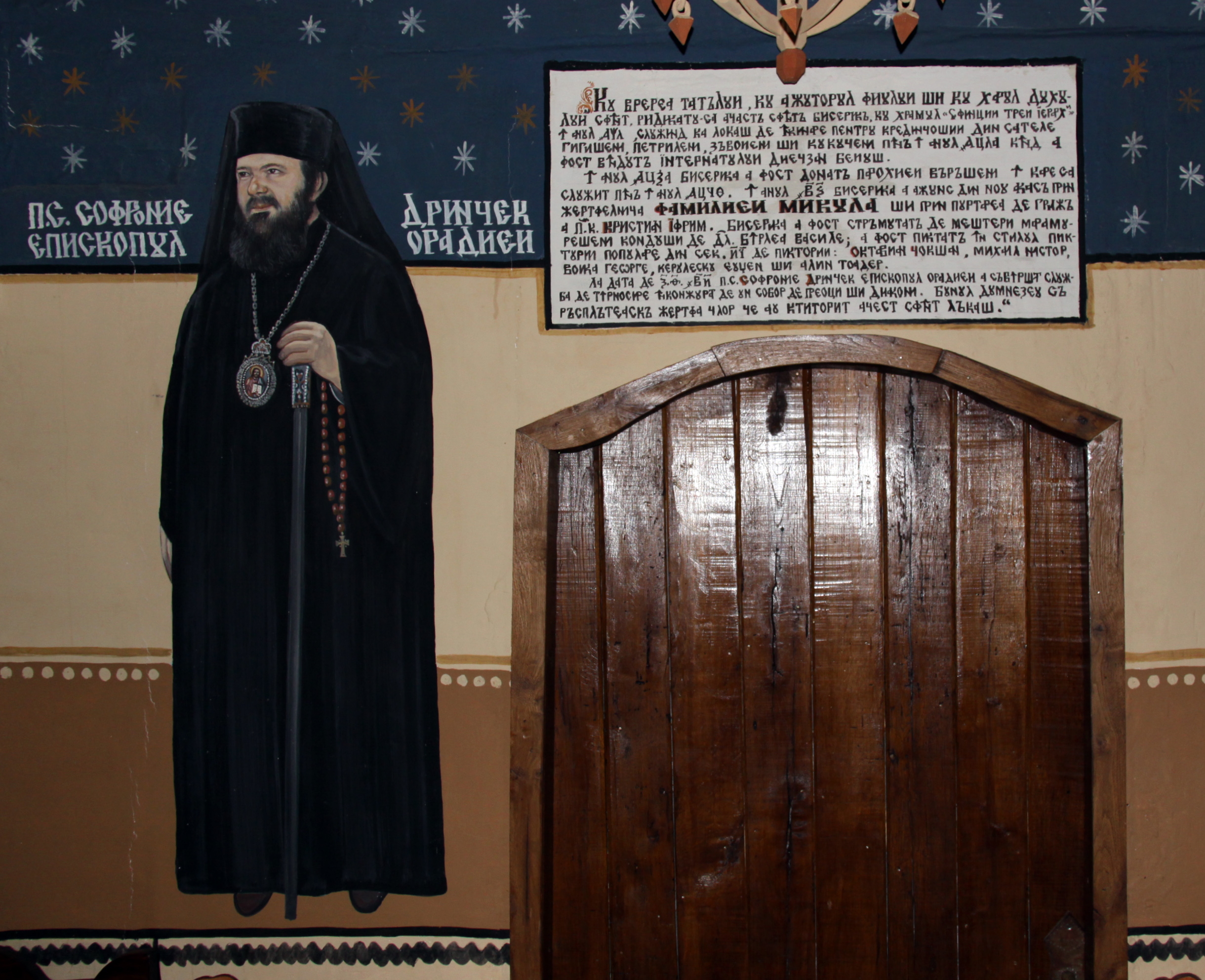
pisanie modernă
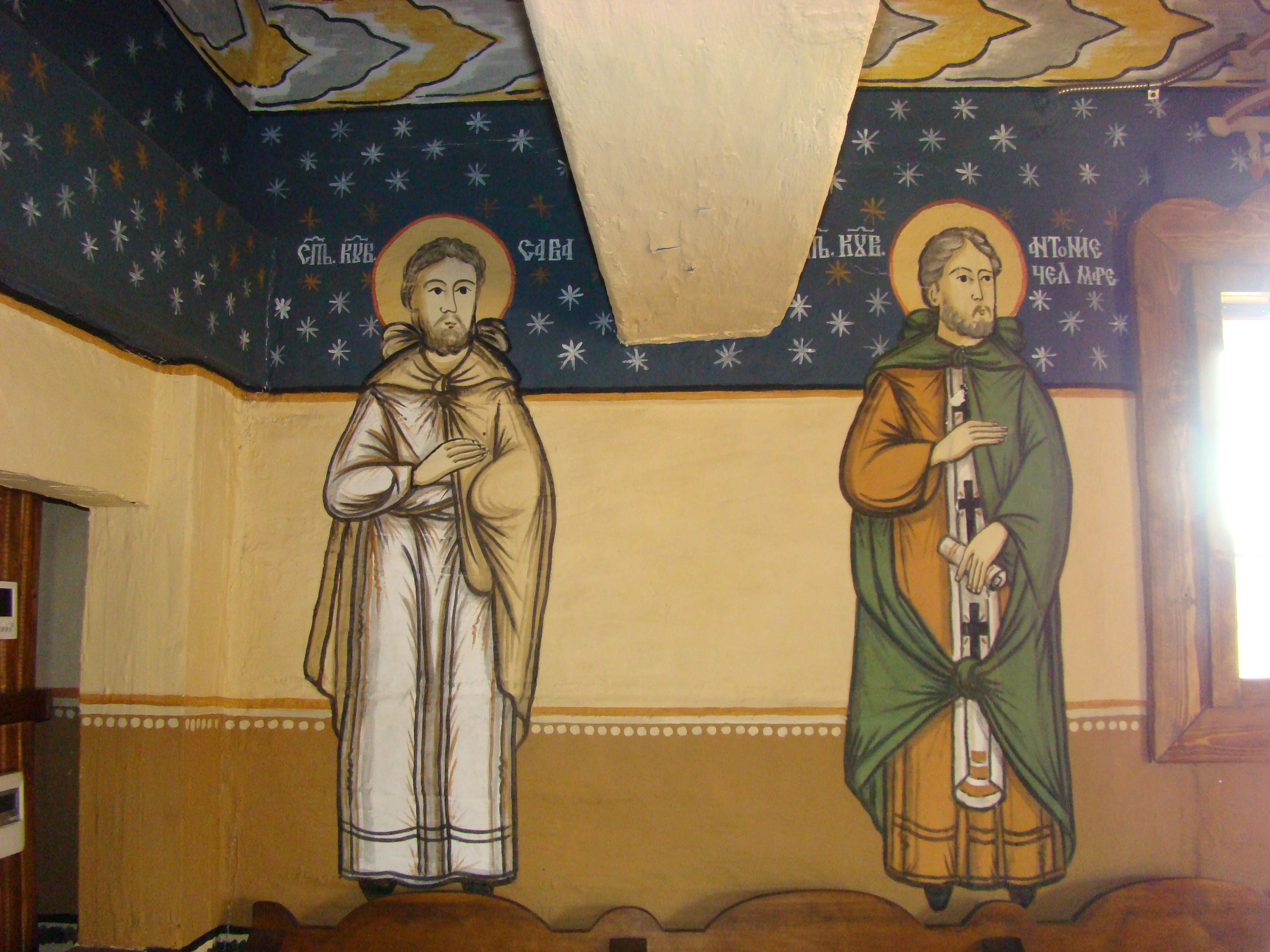
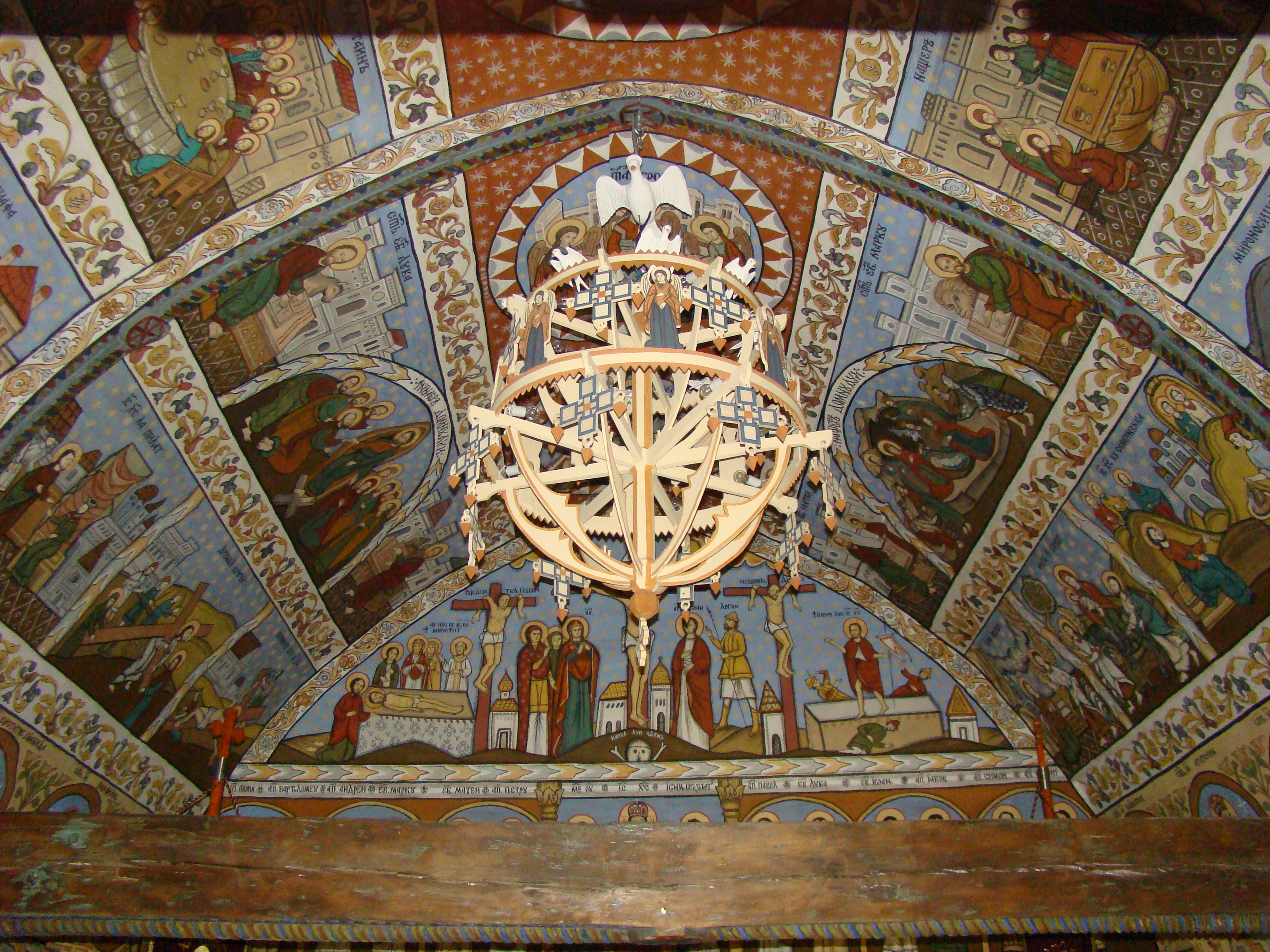
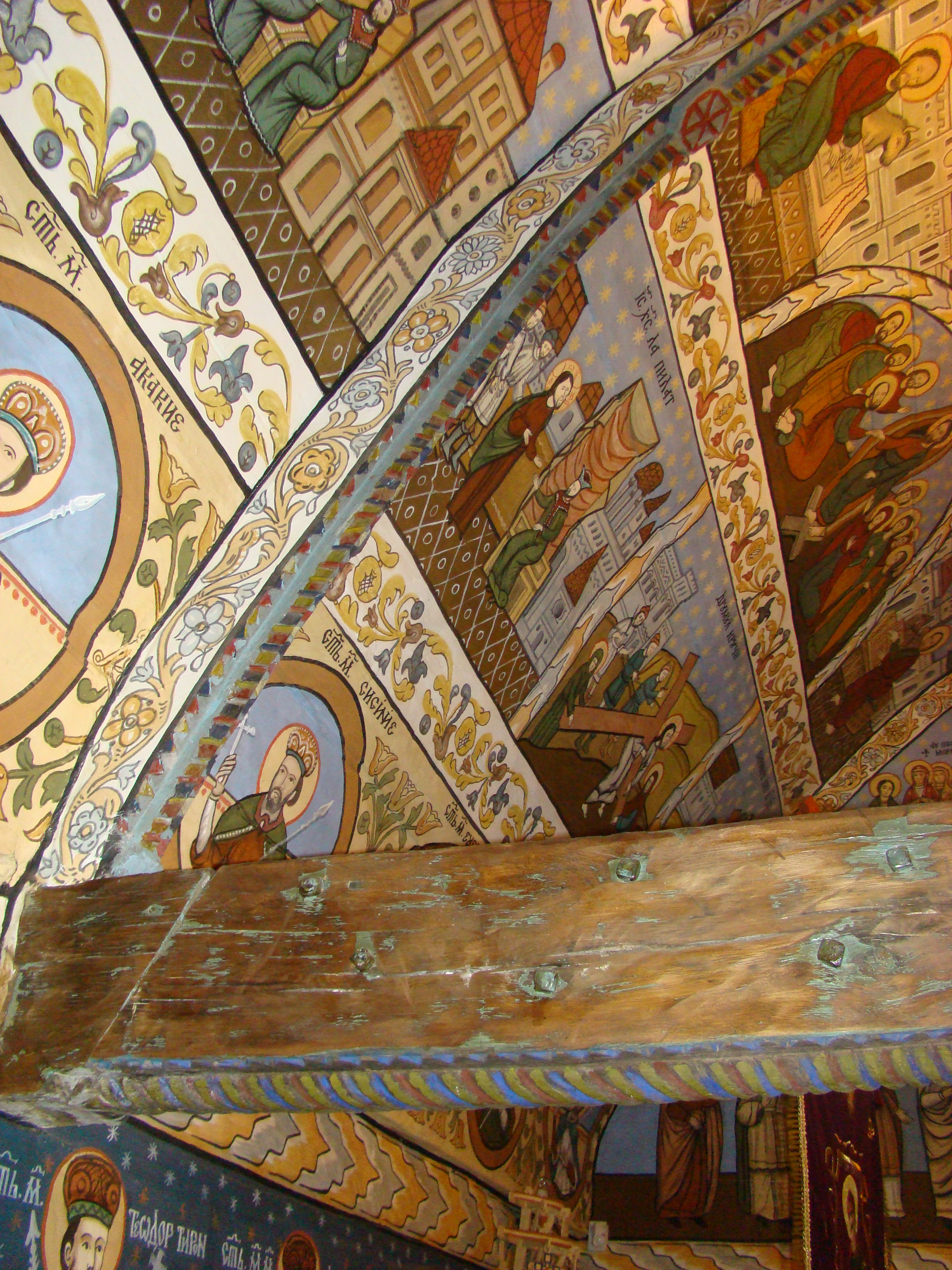
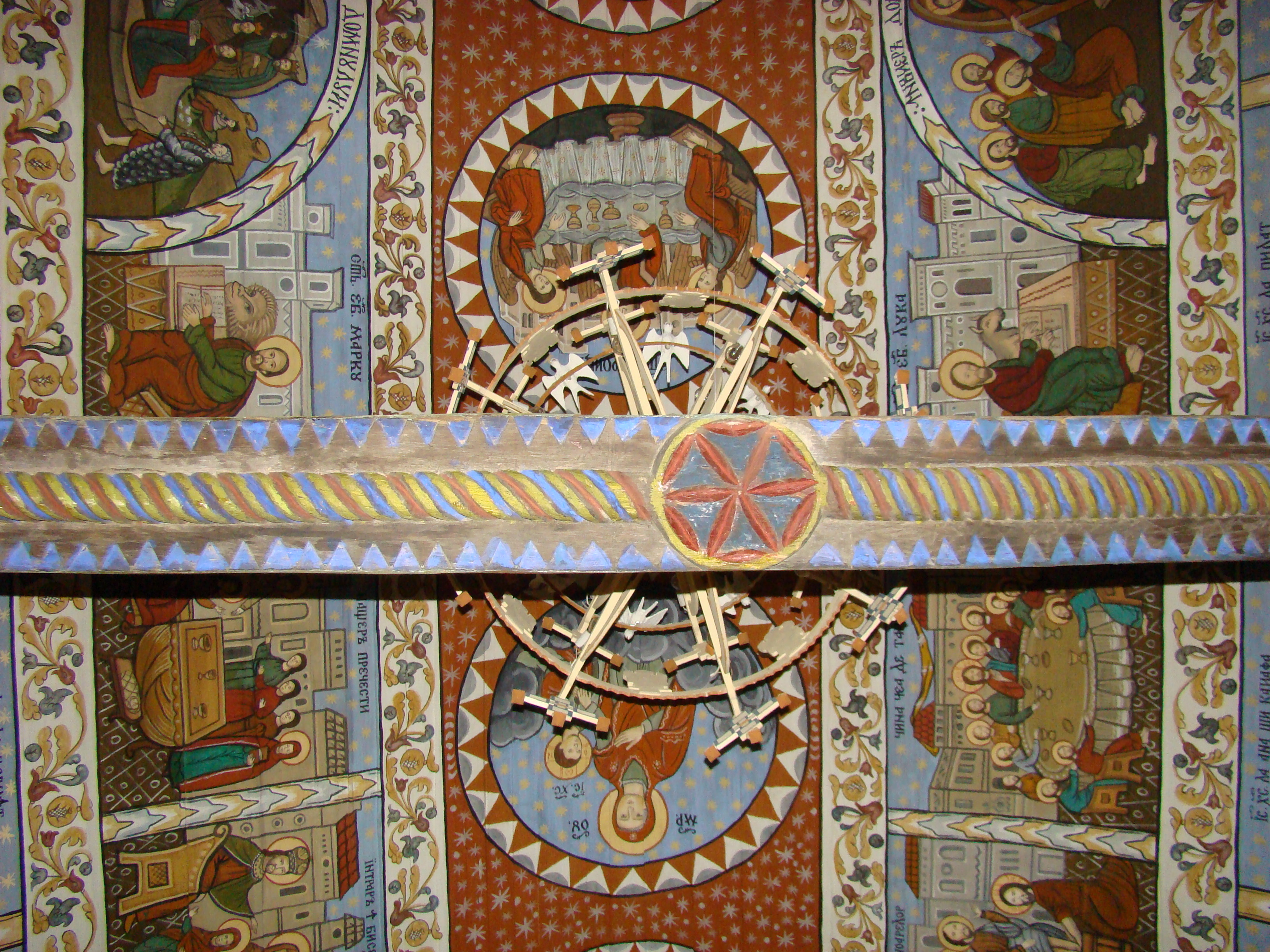
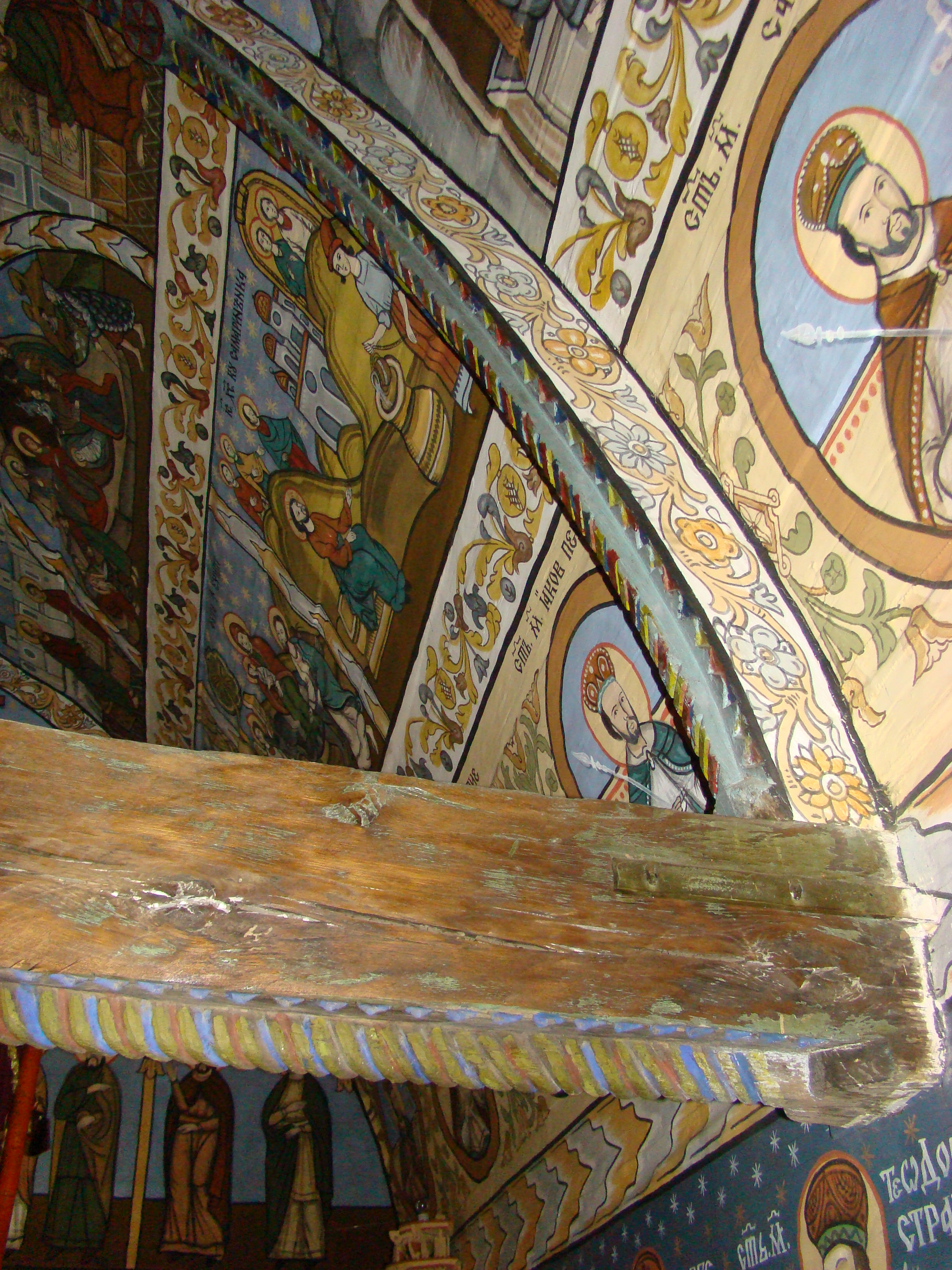
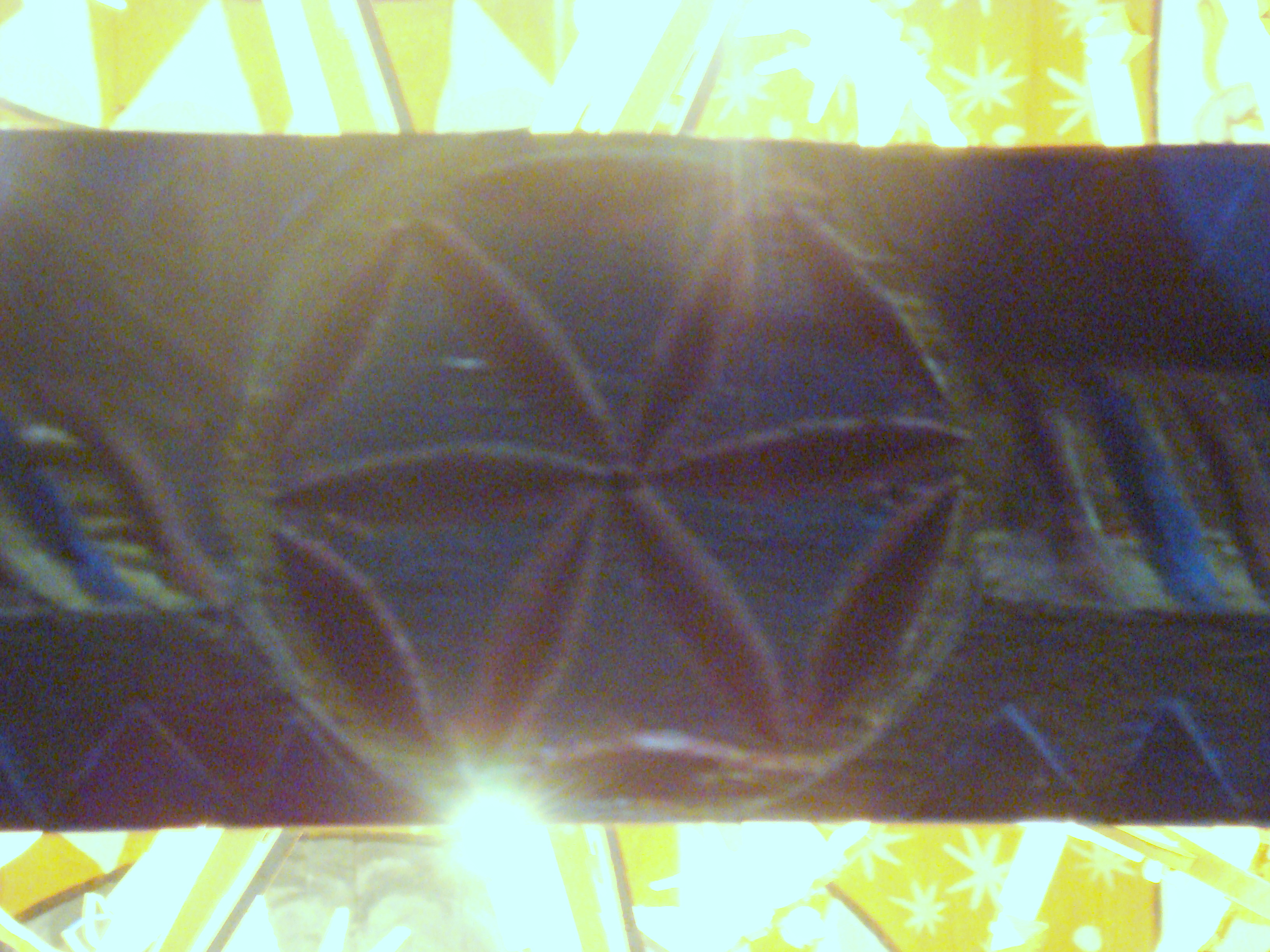
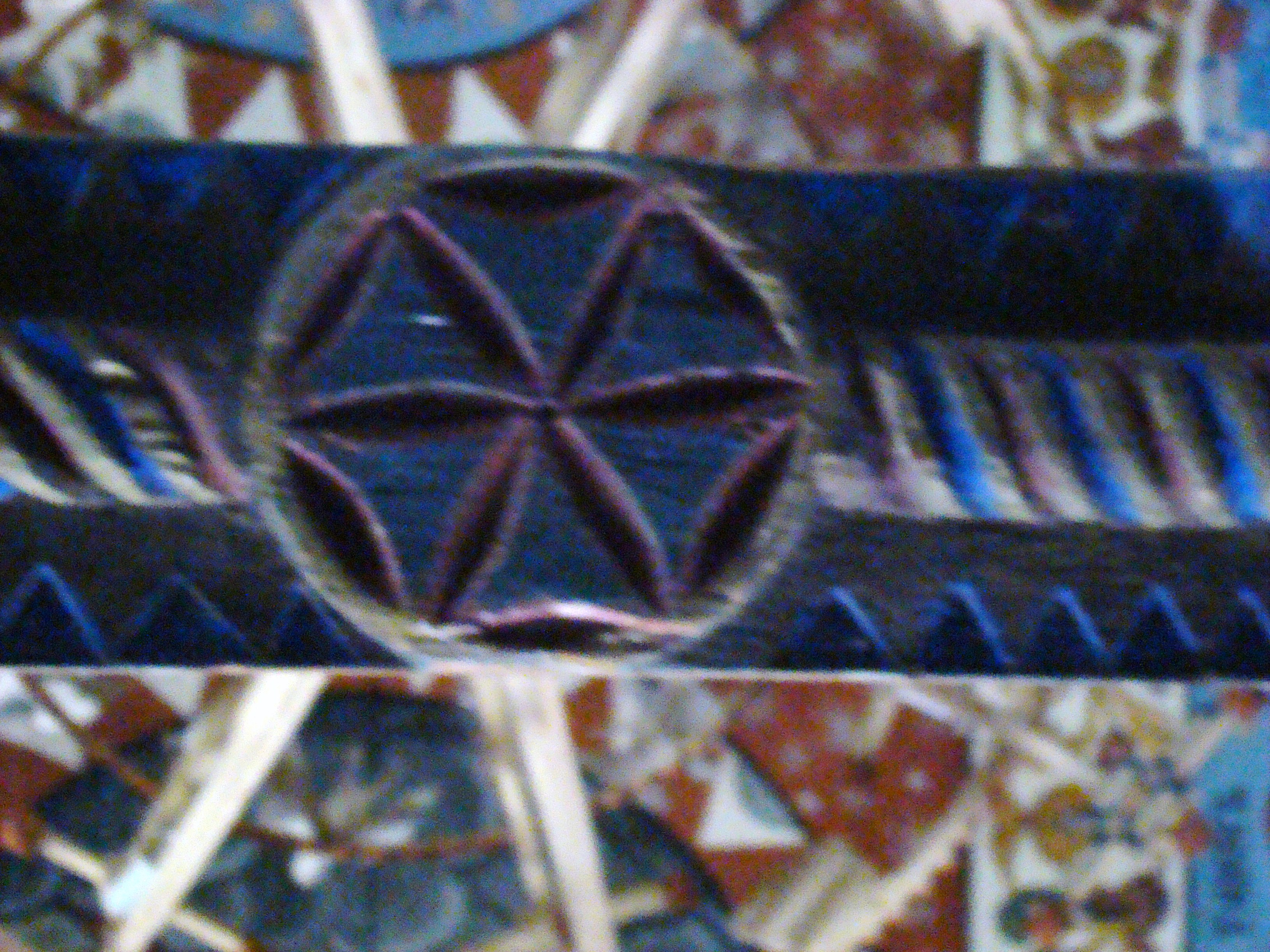
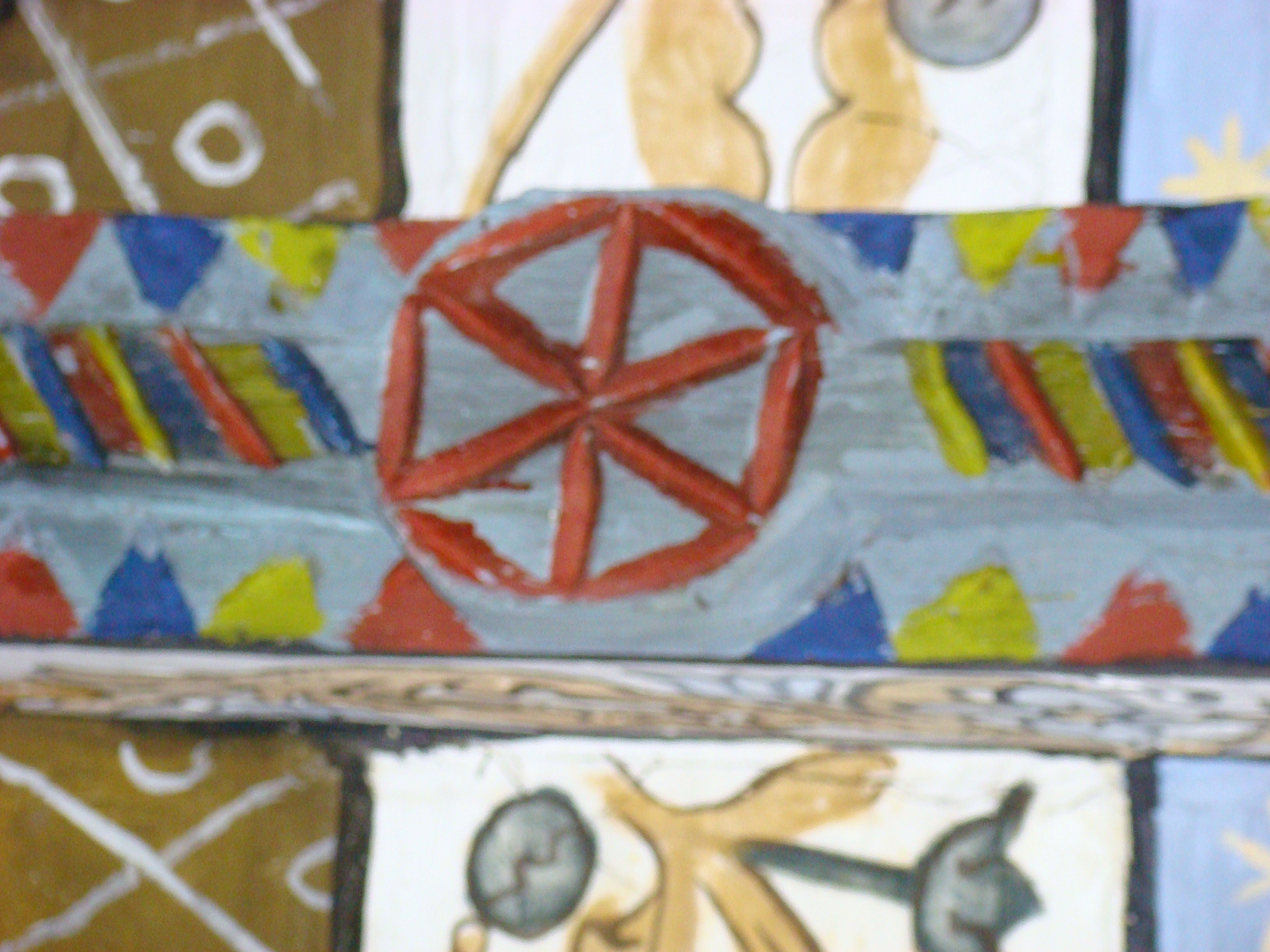
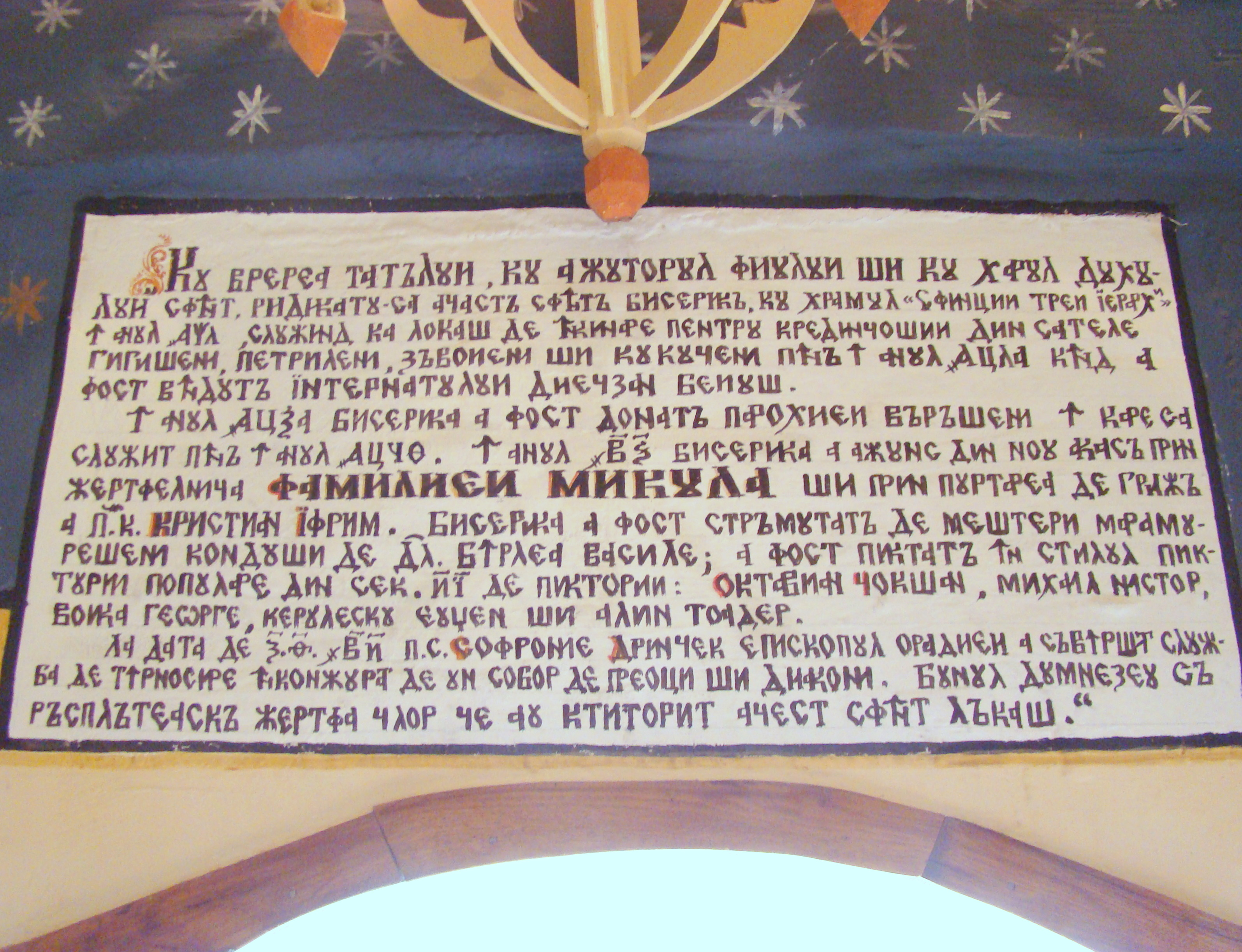
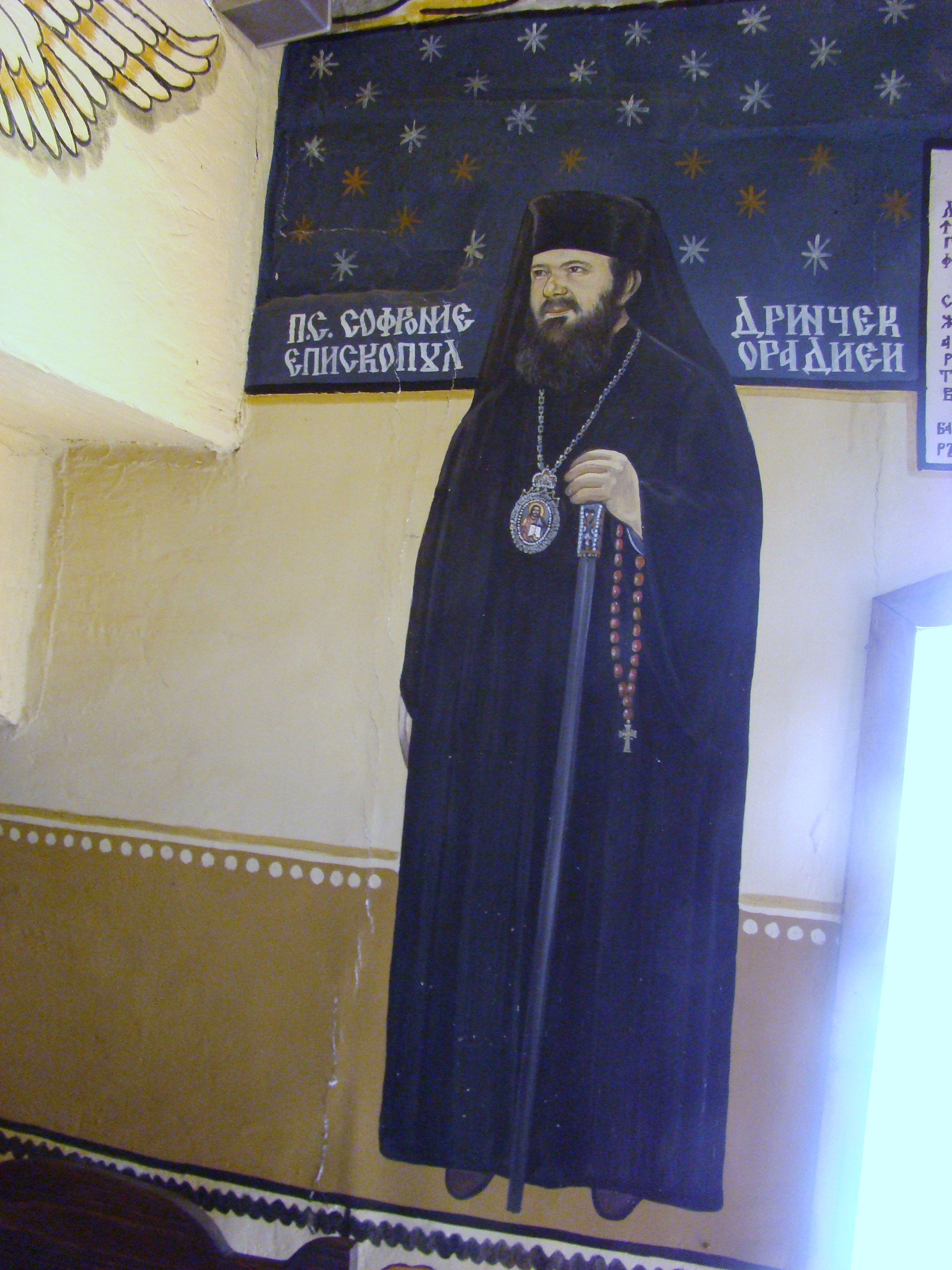
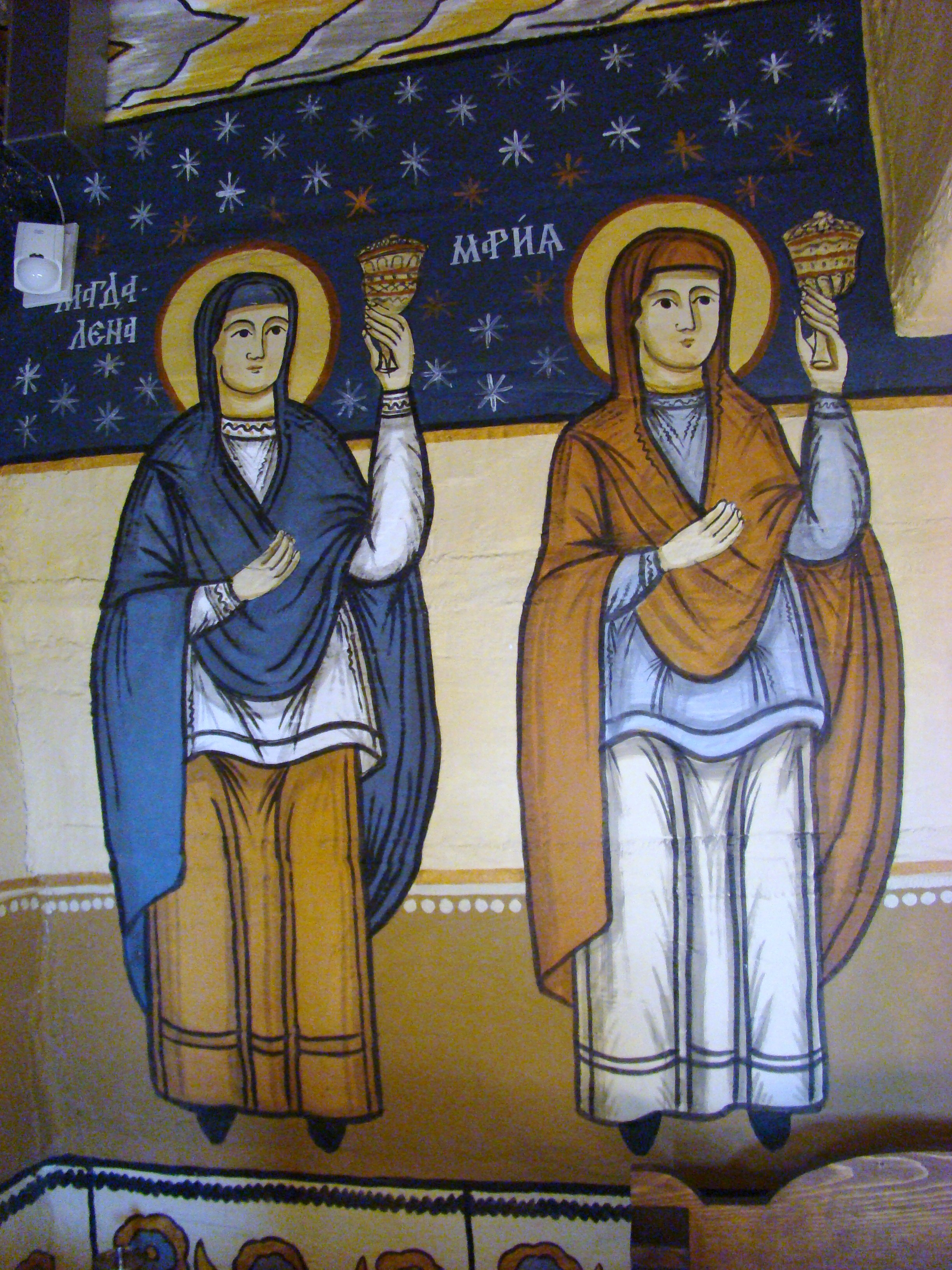
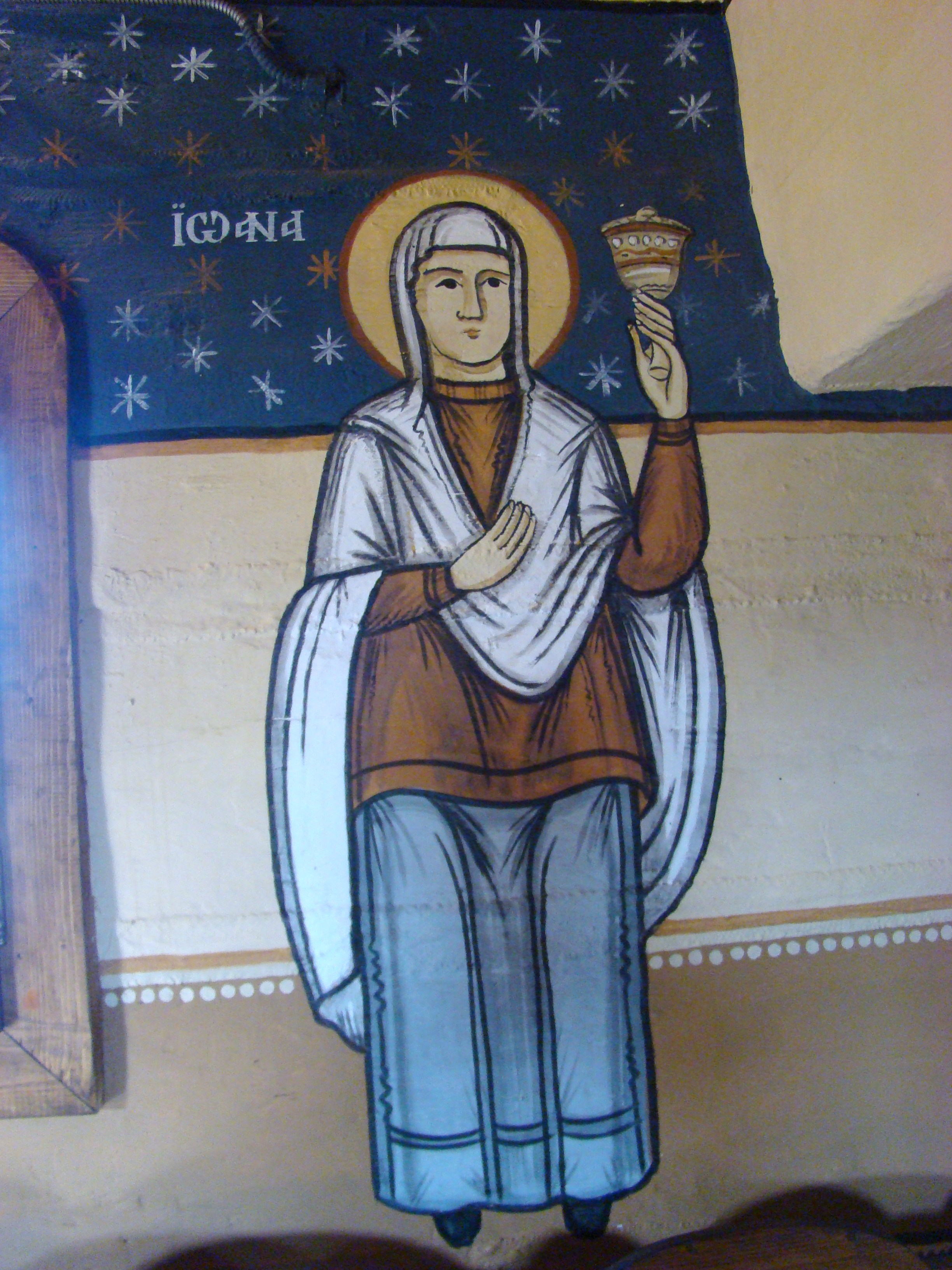
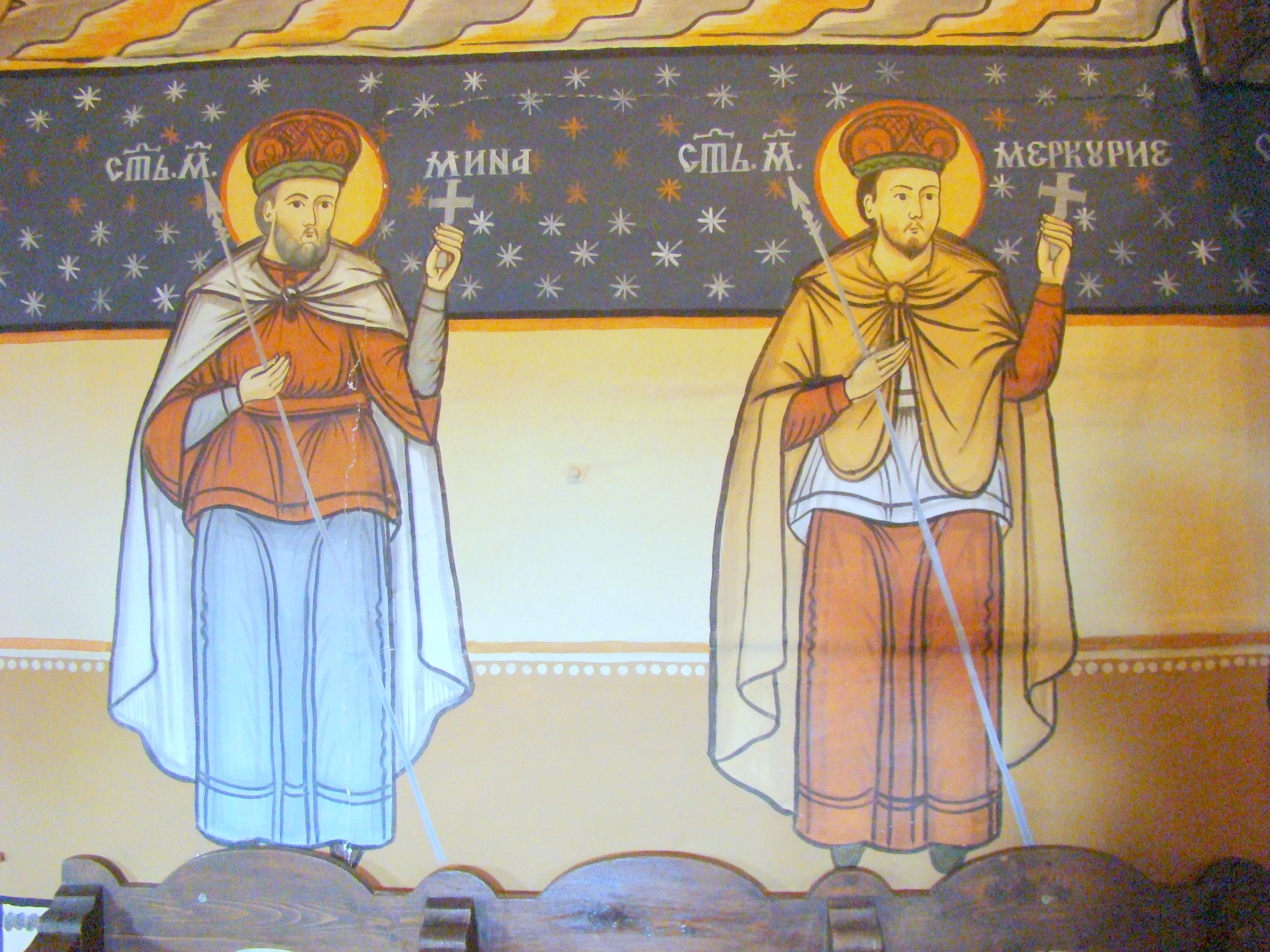
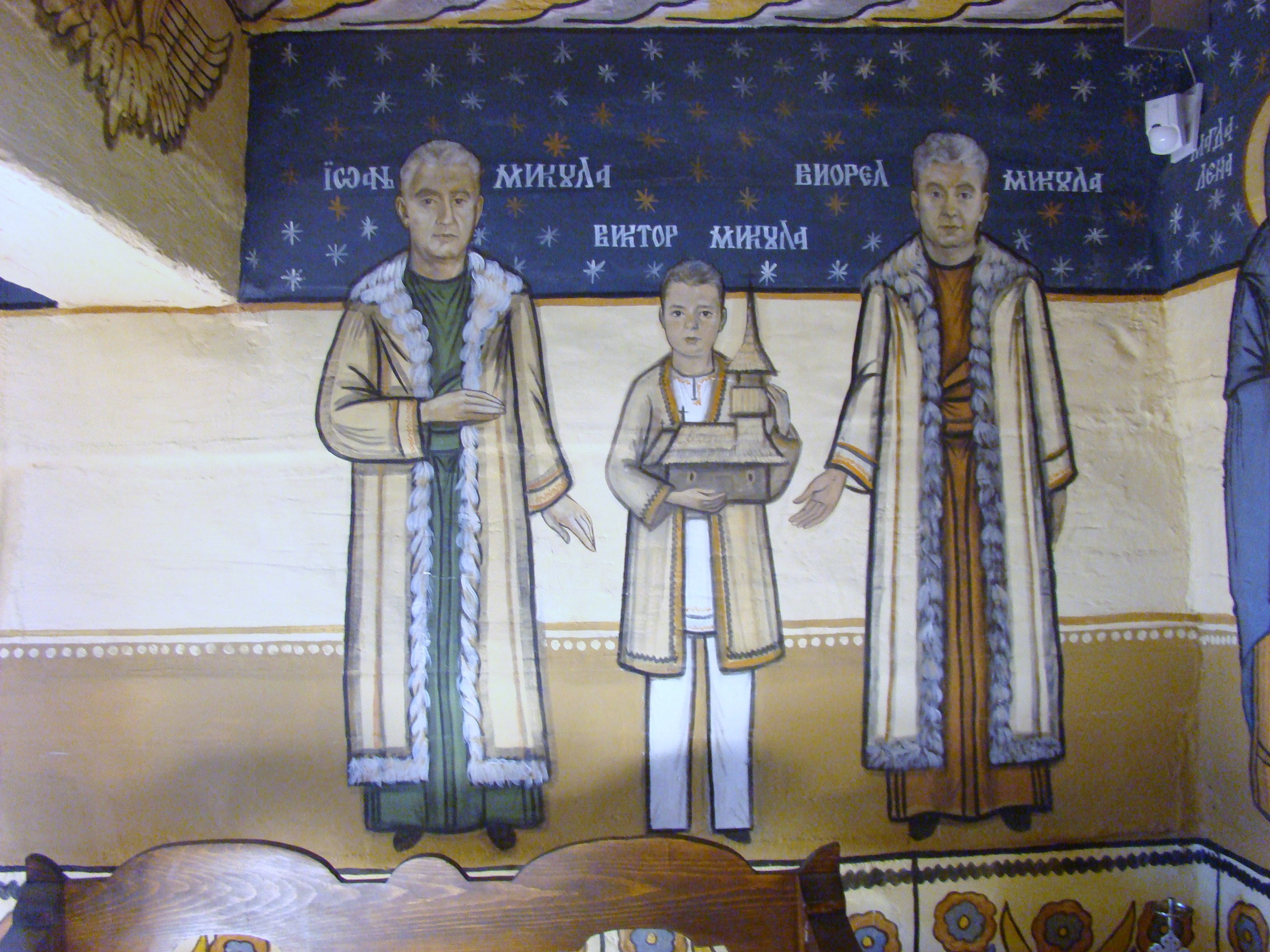
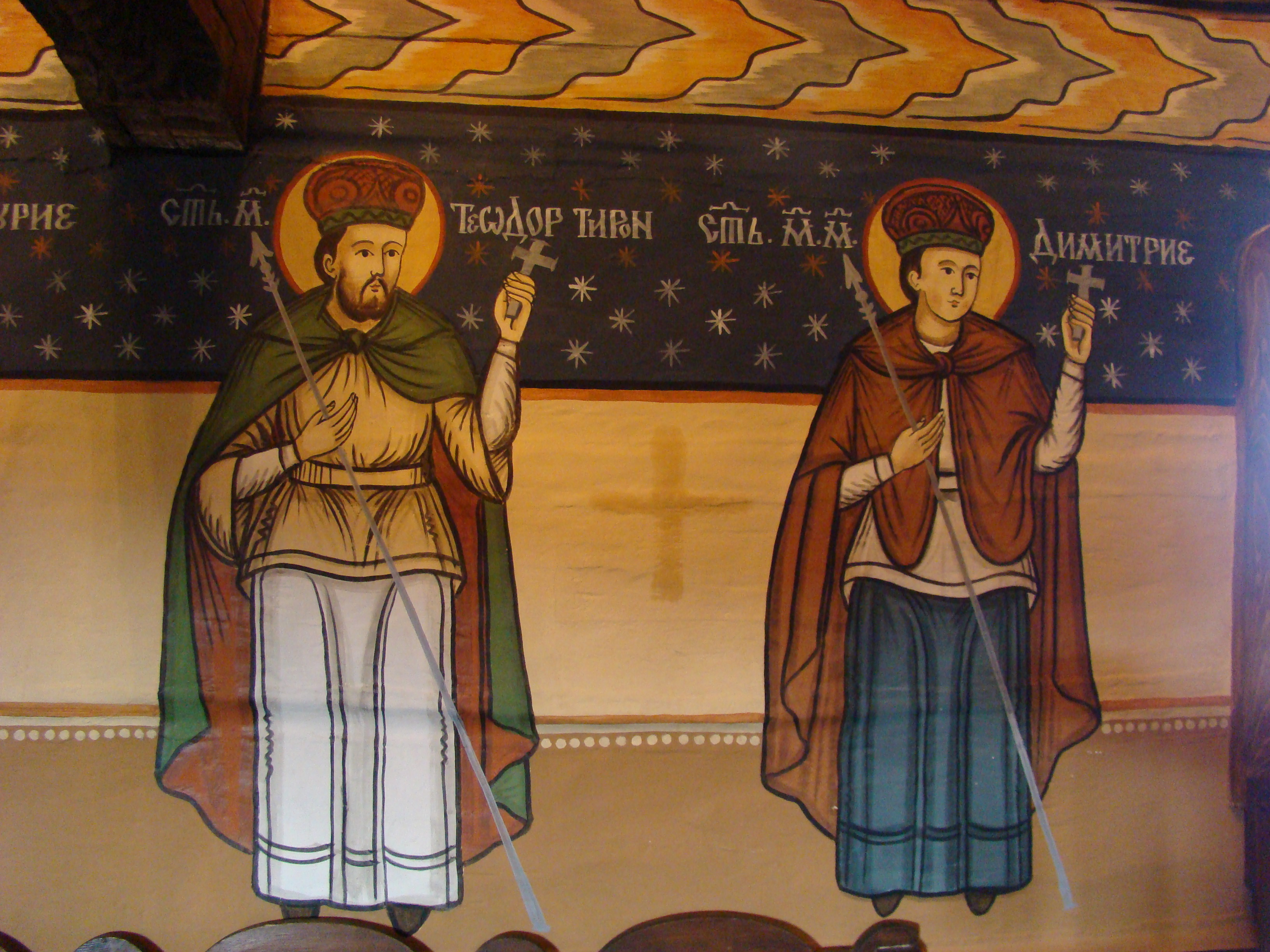
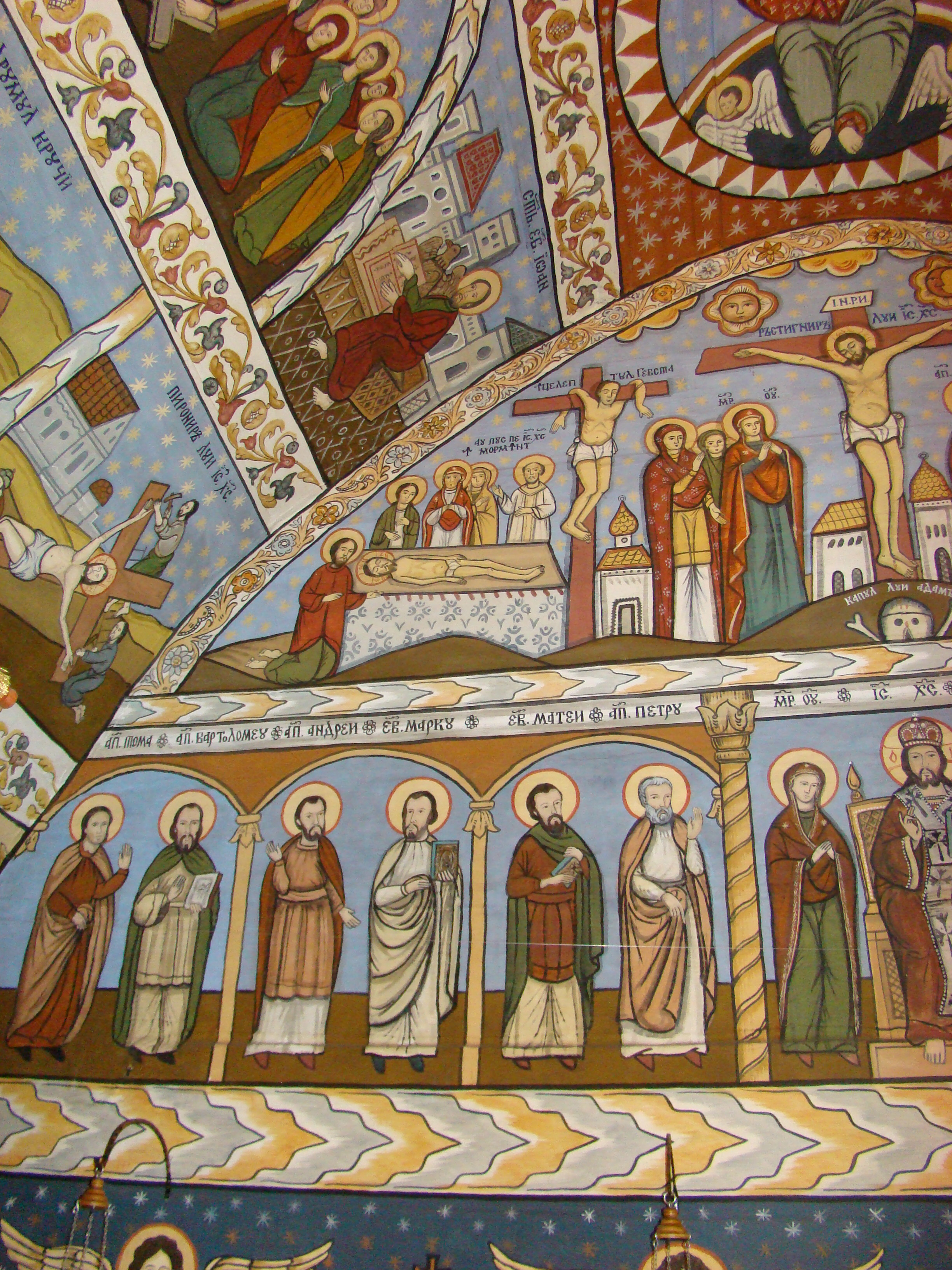
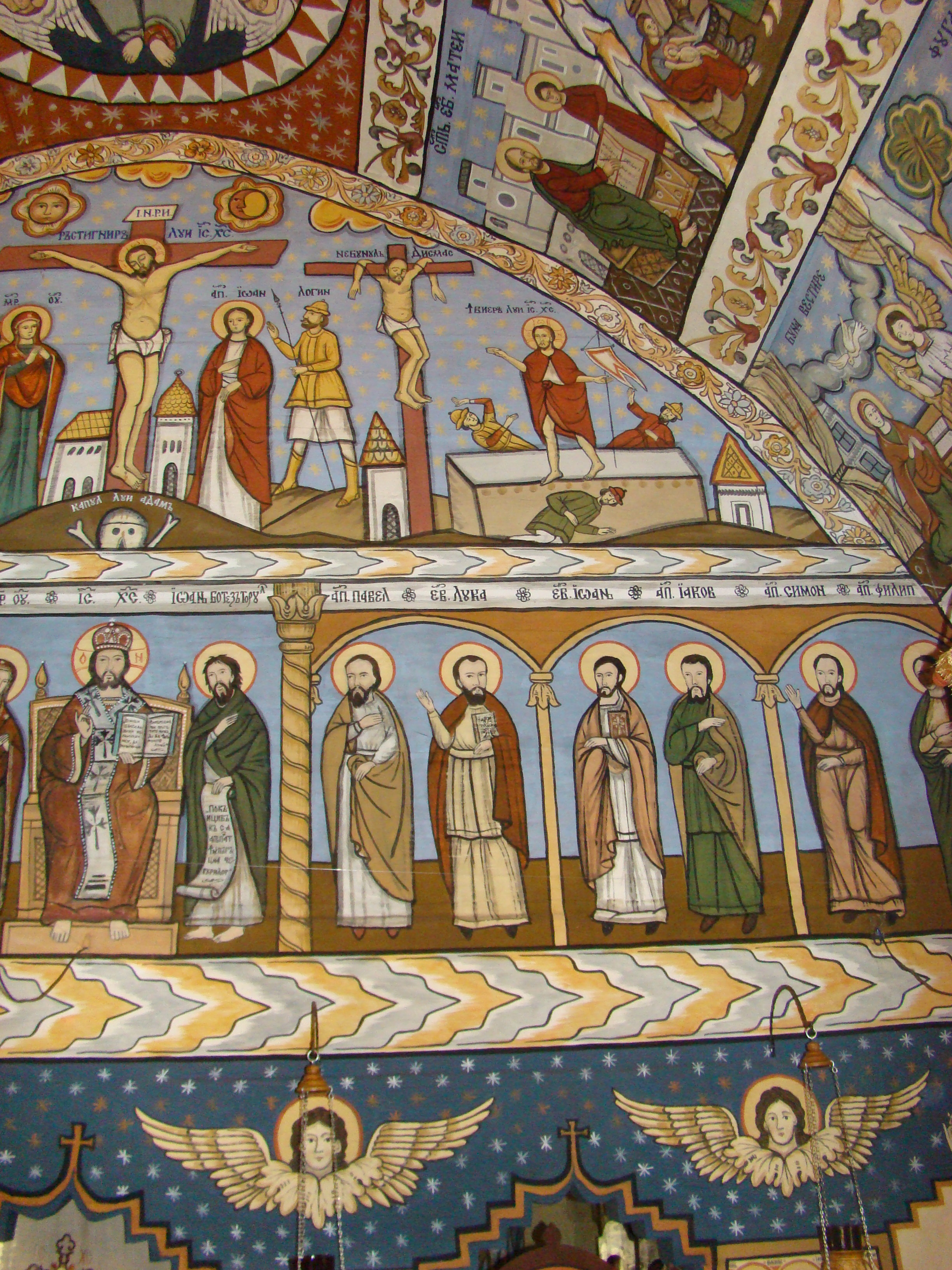
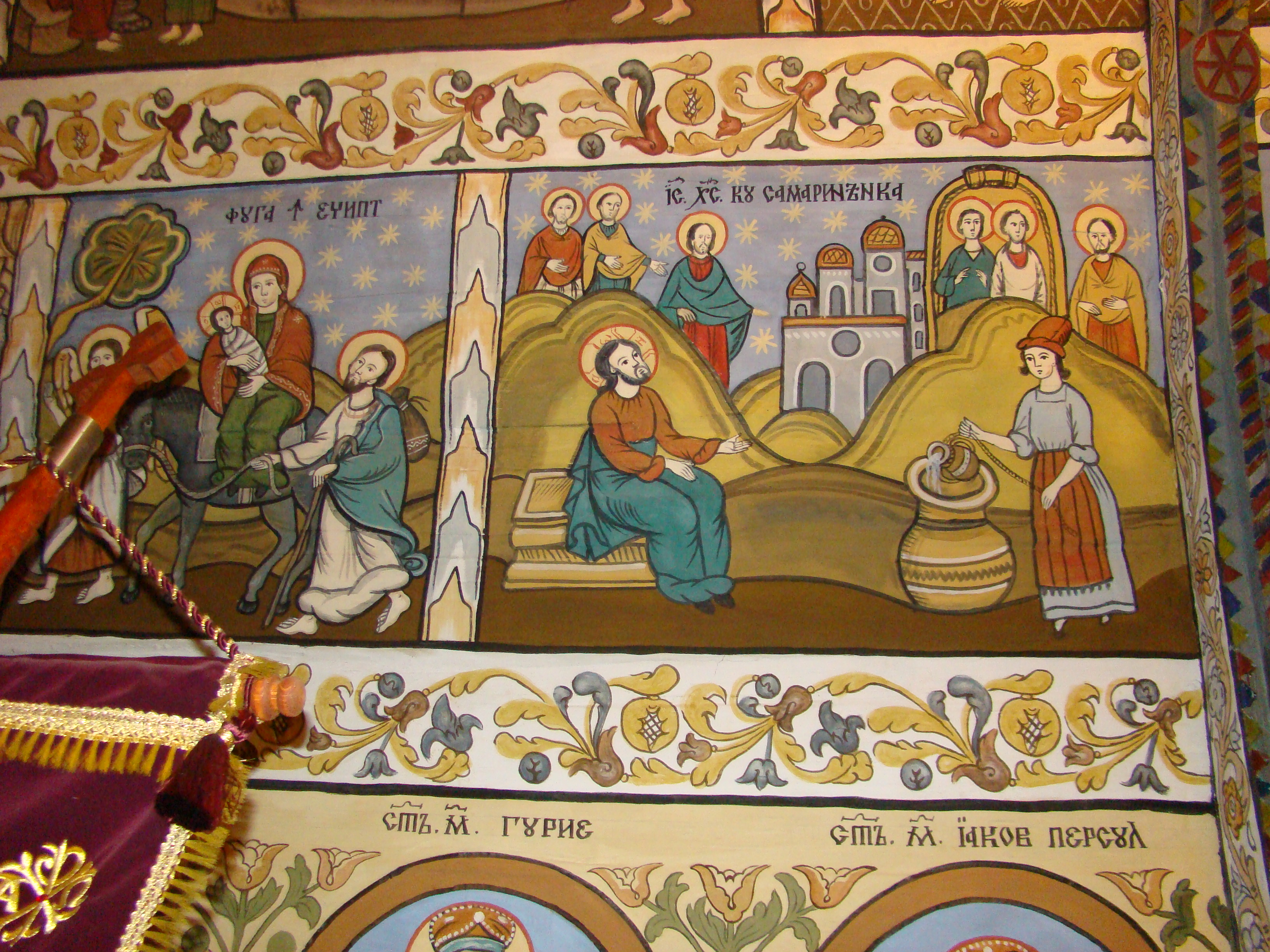
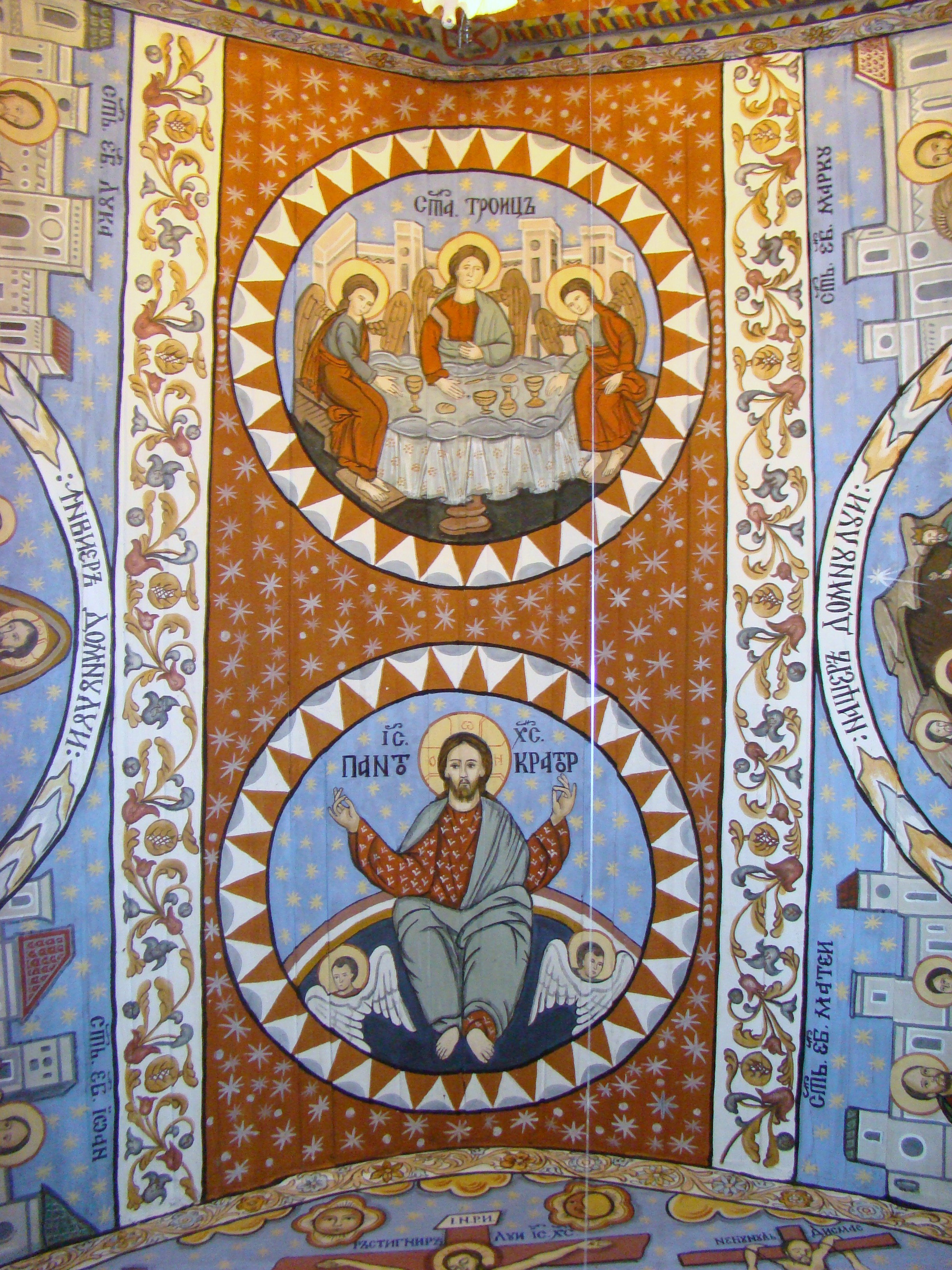
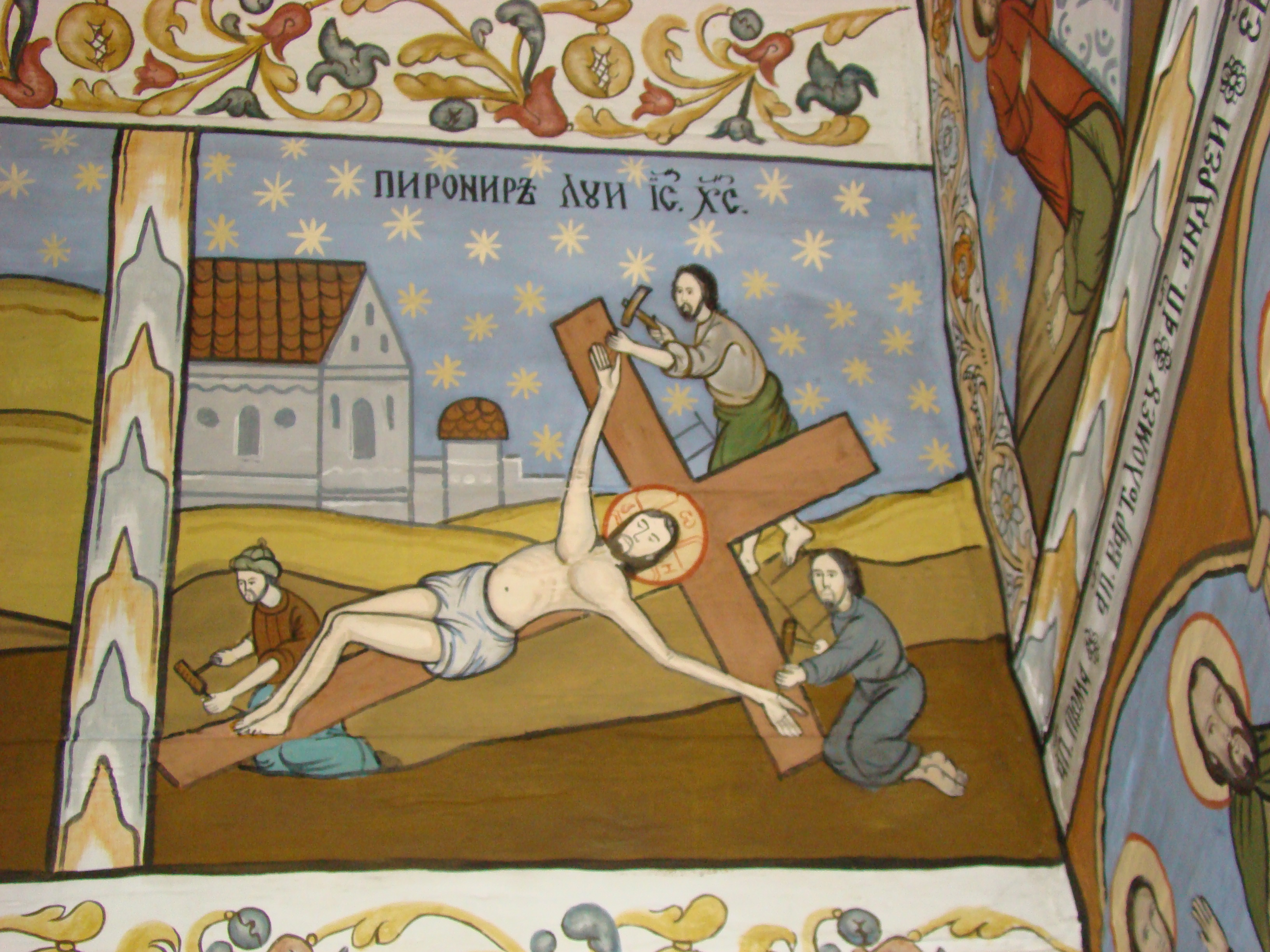
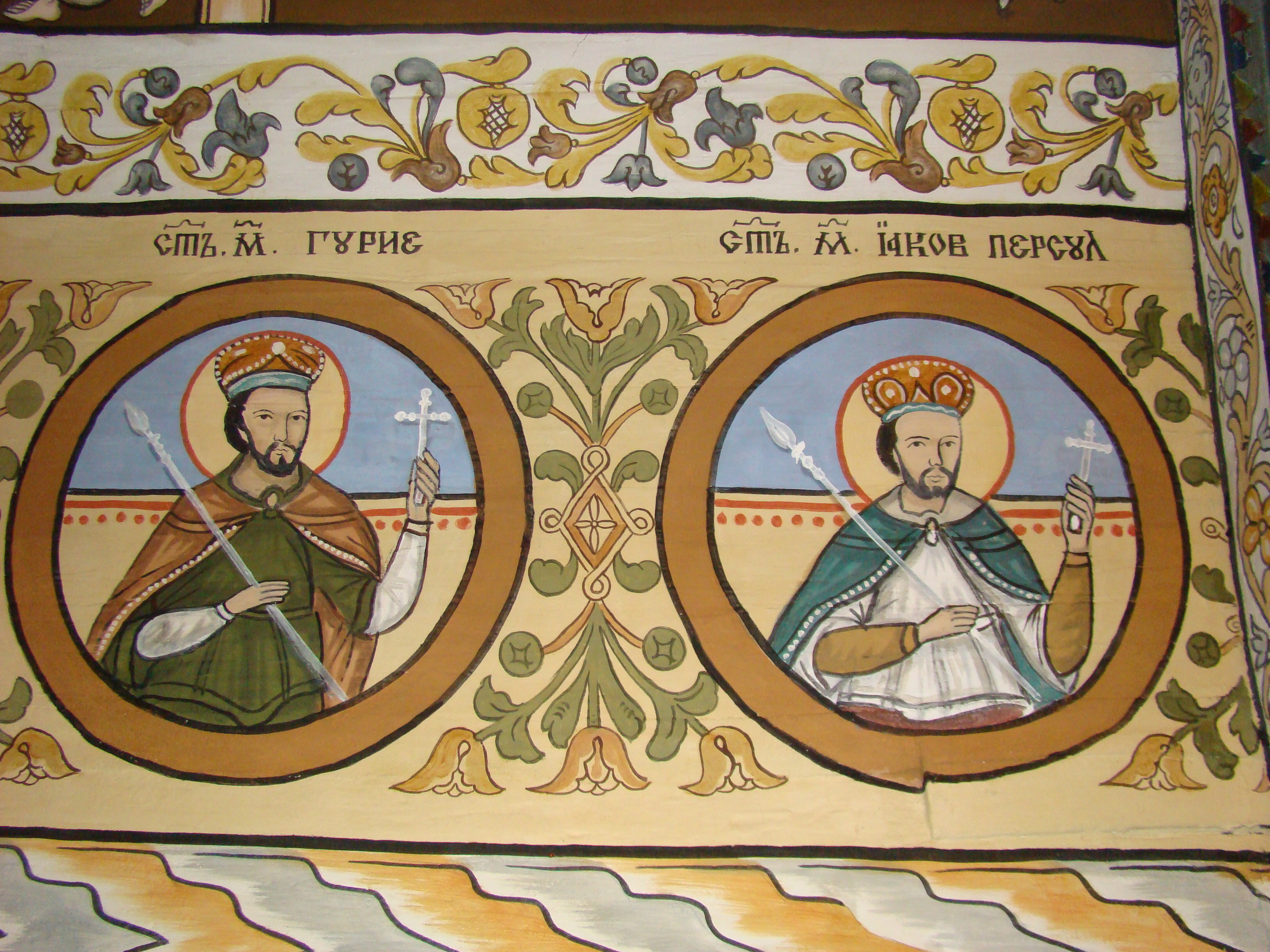
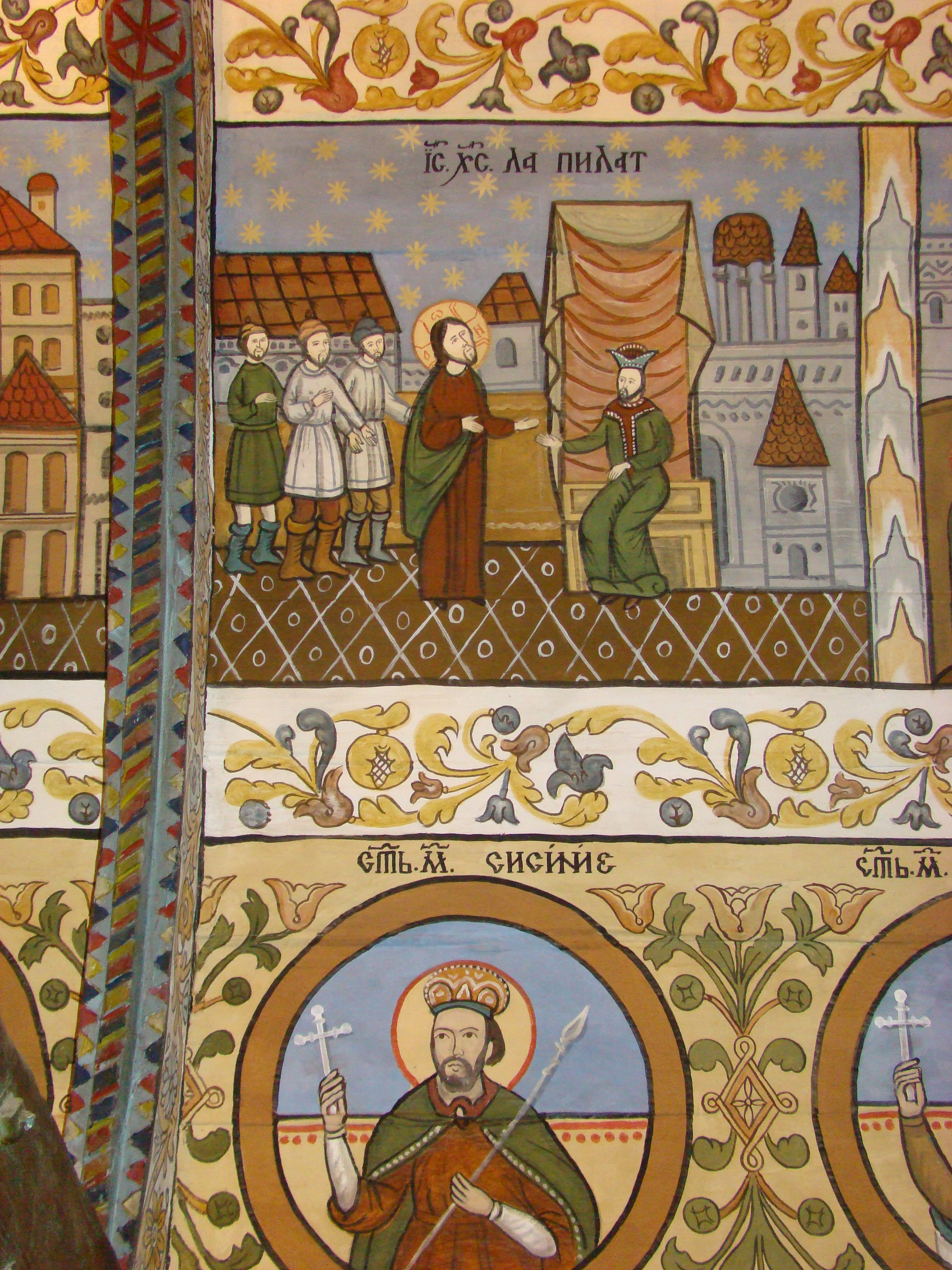
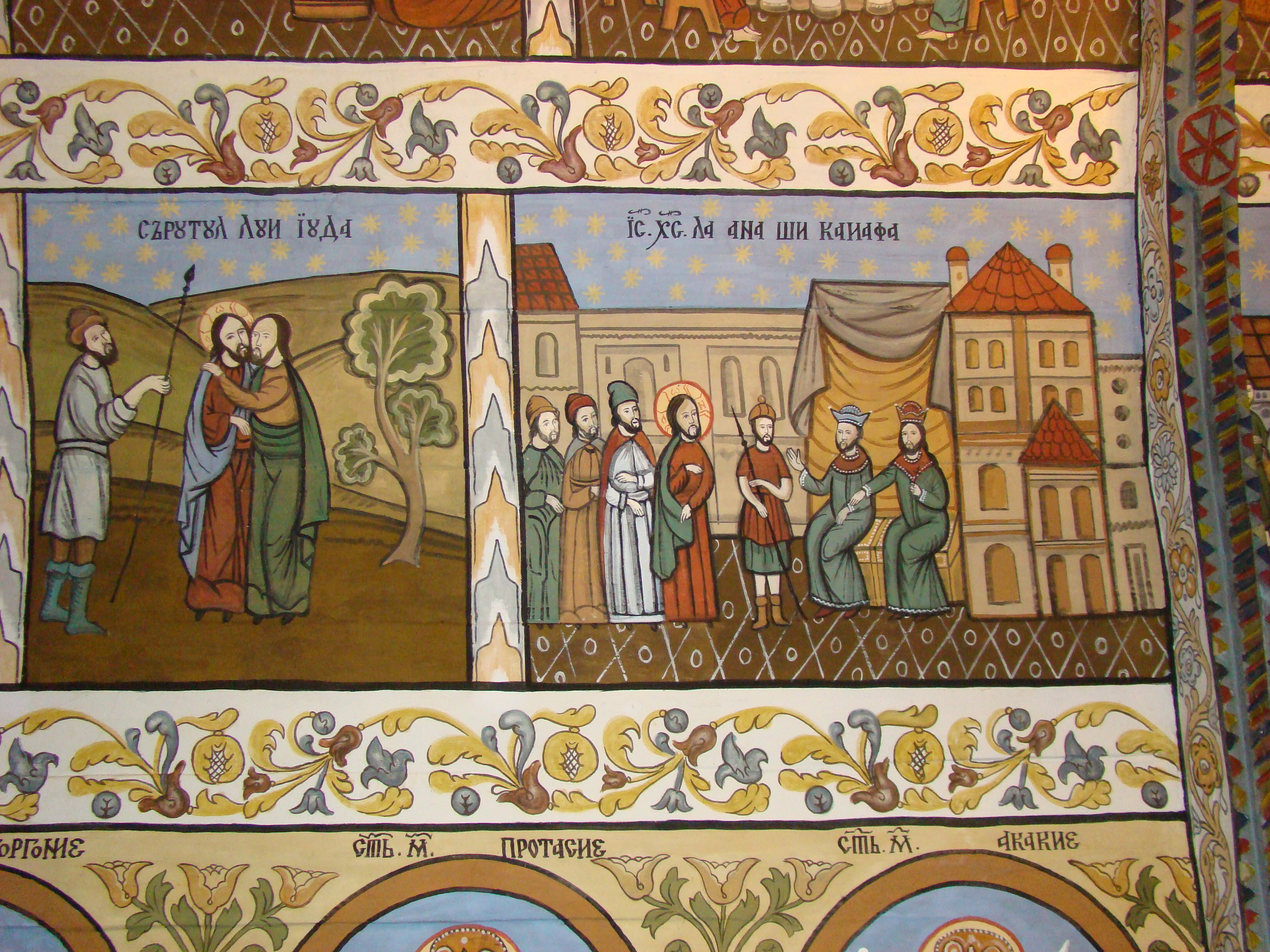
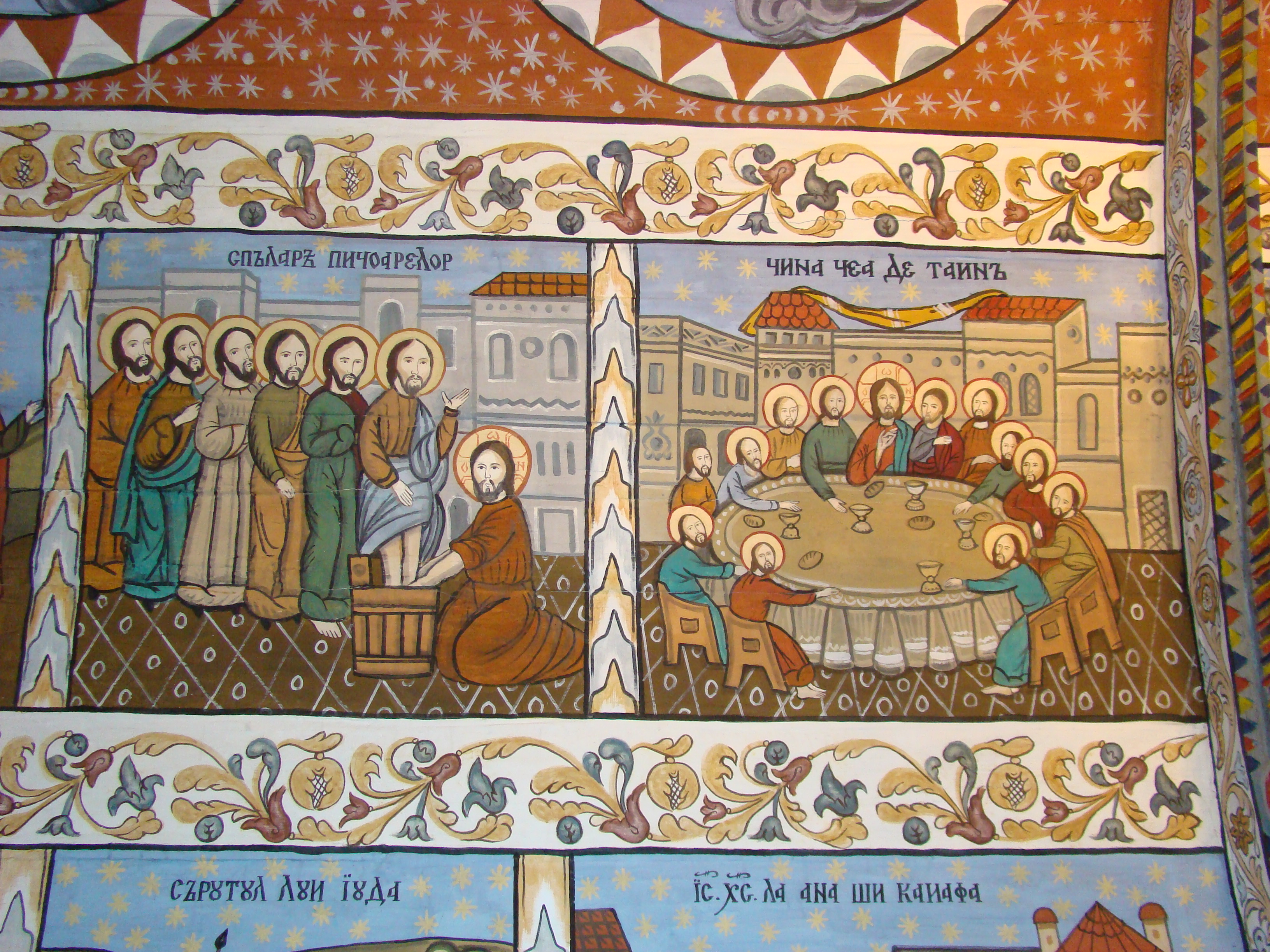
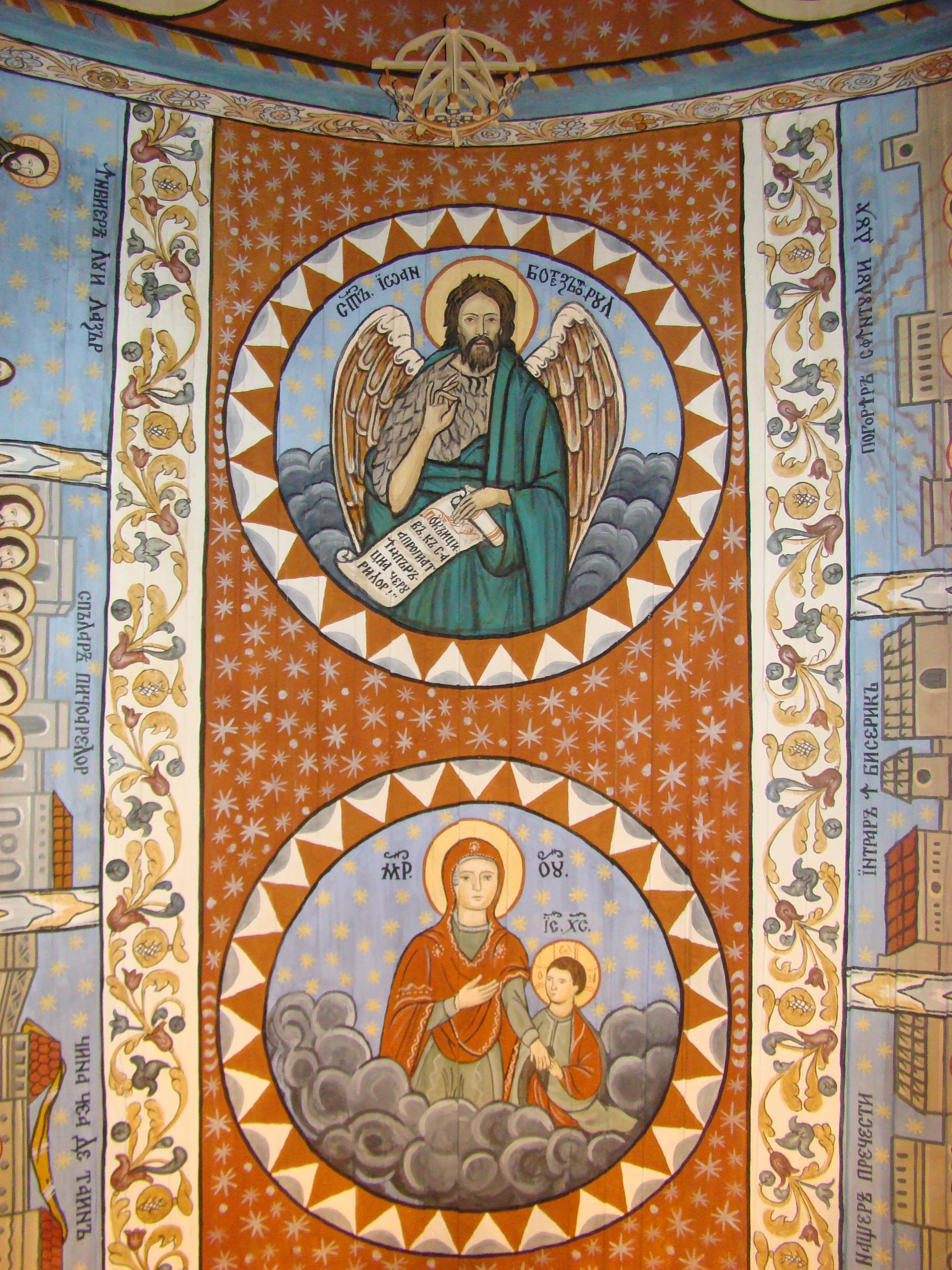
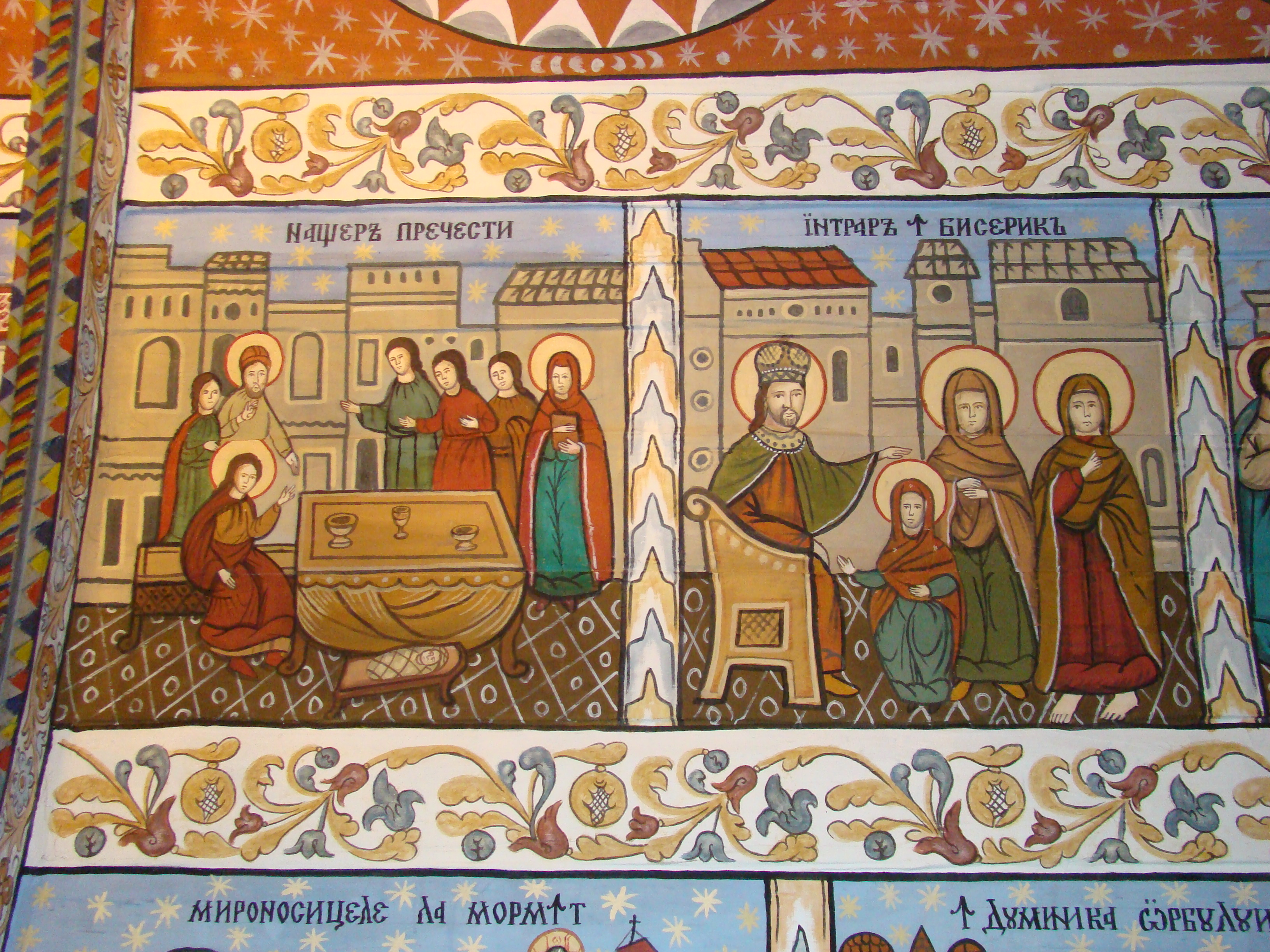
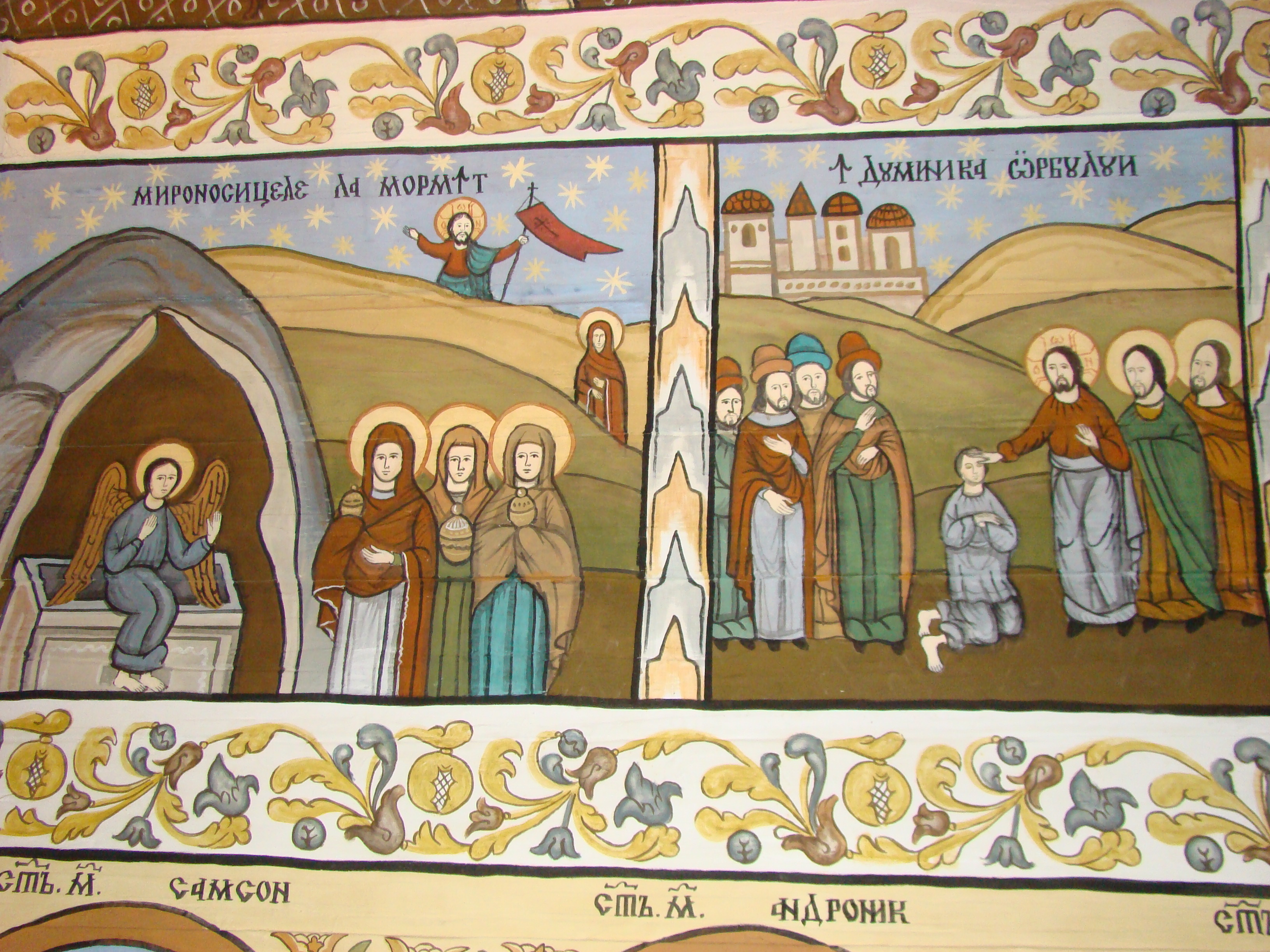
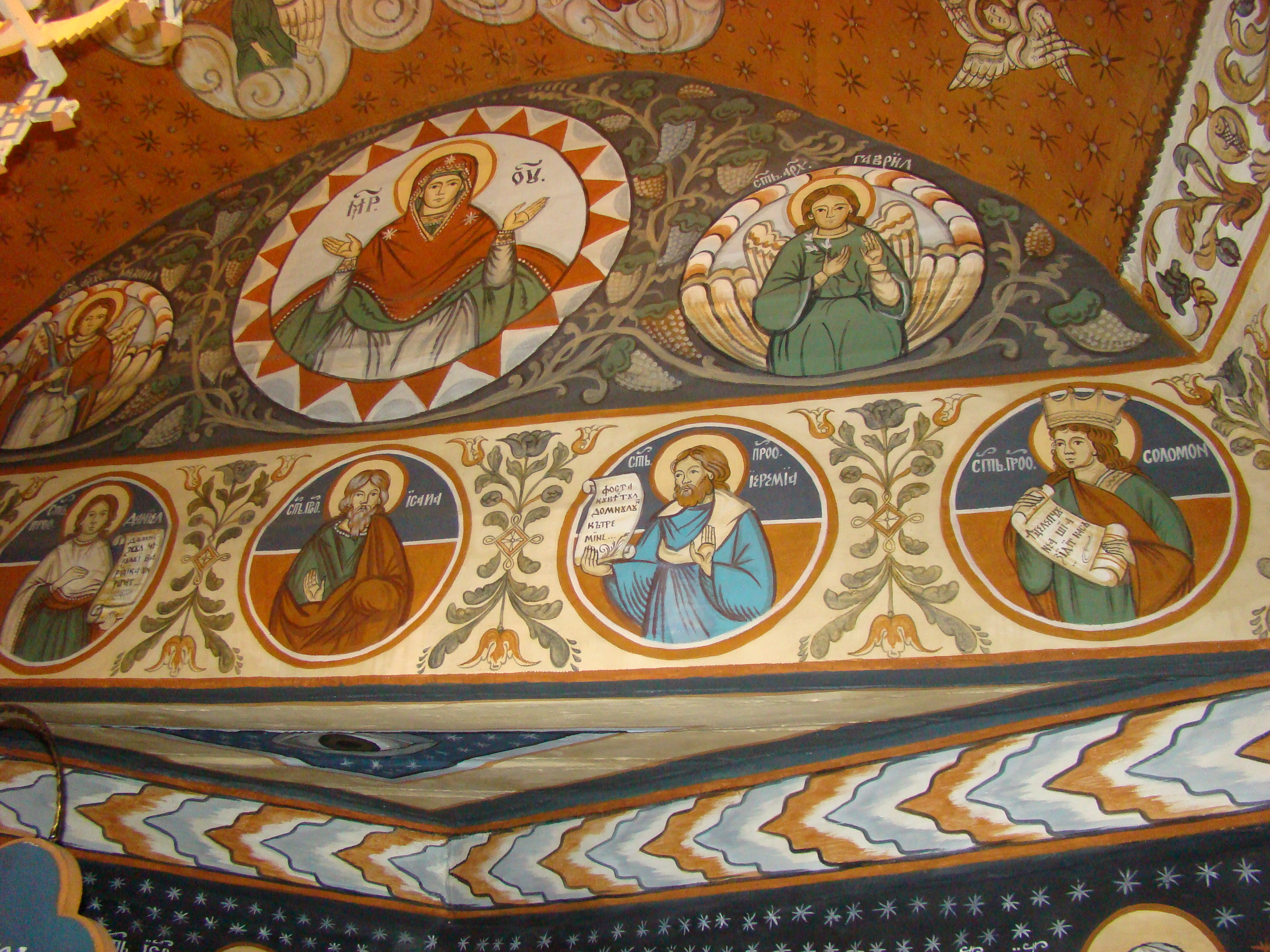
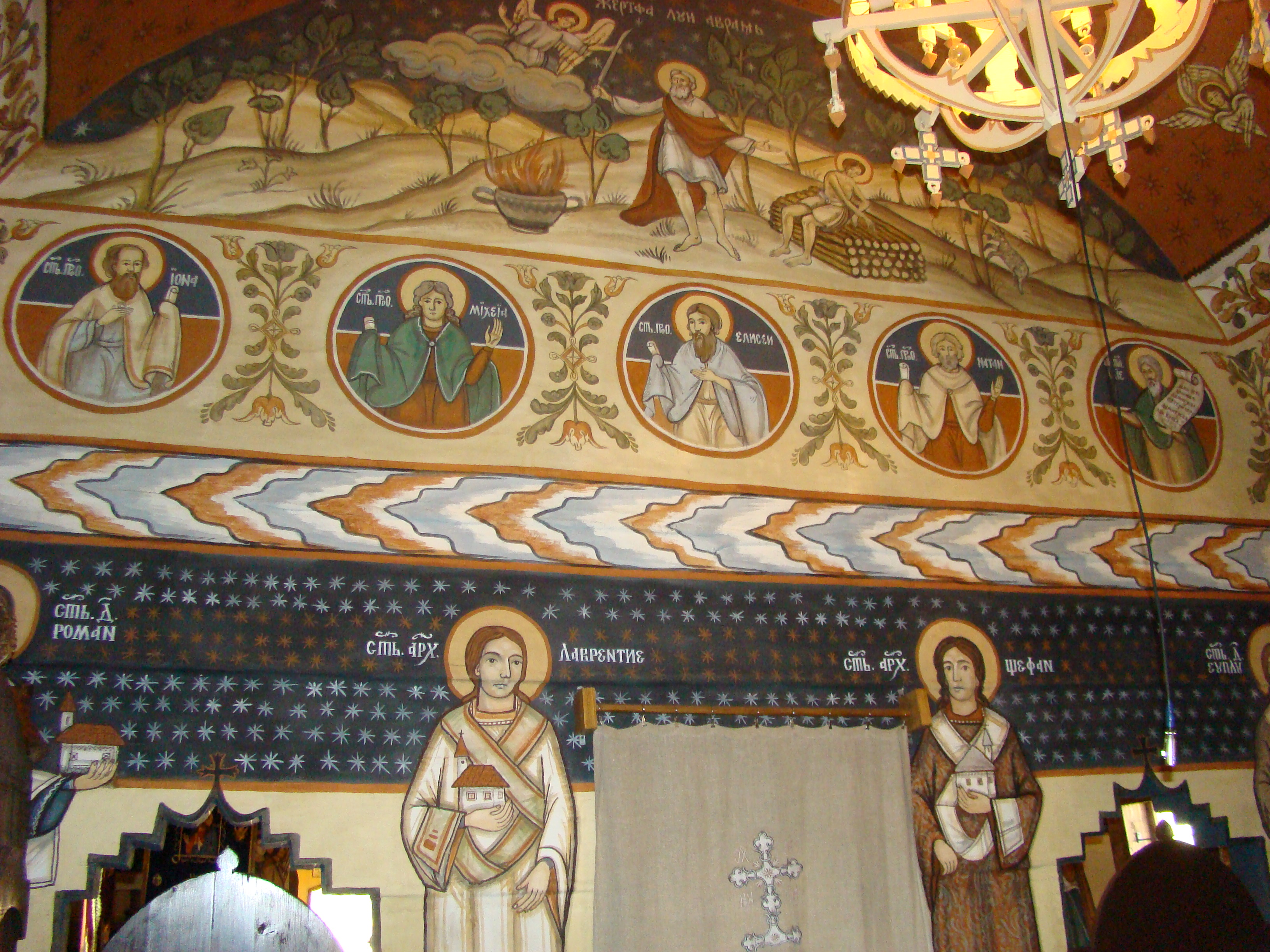
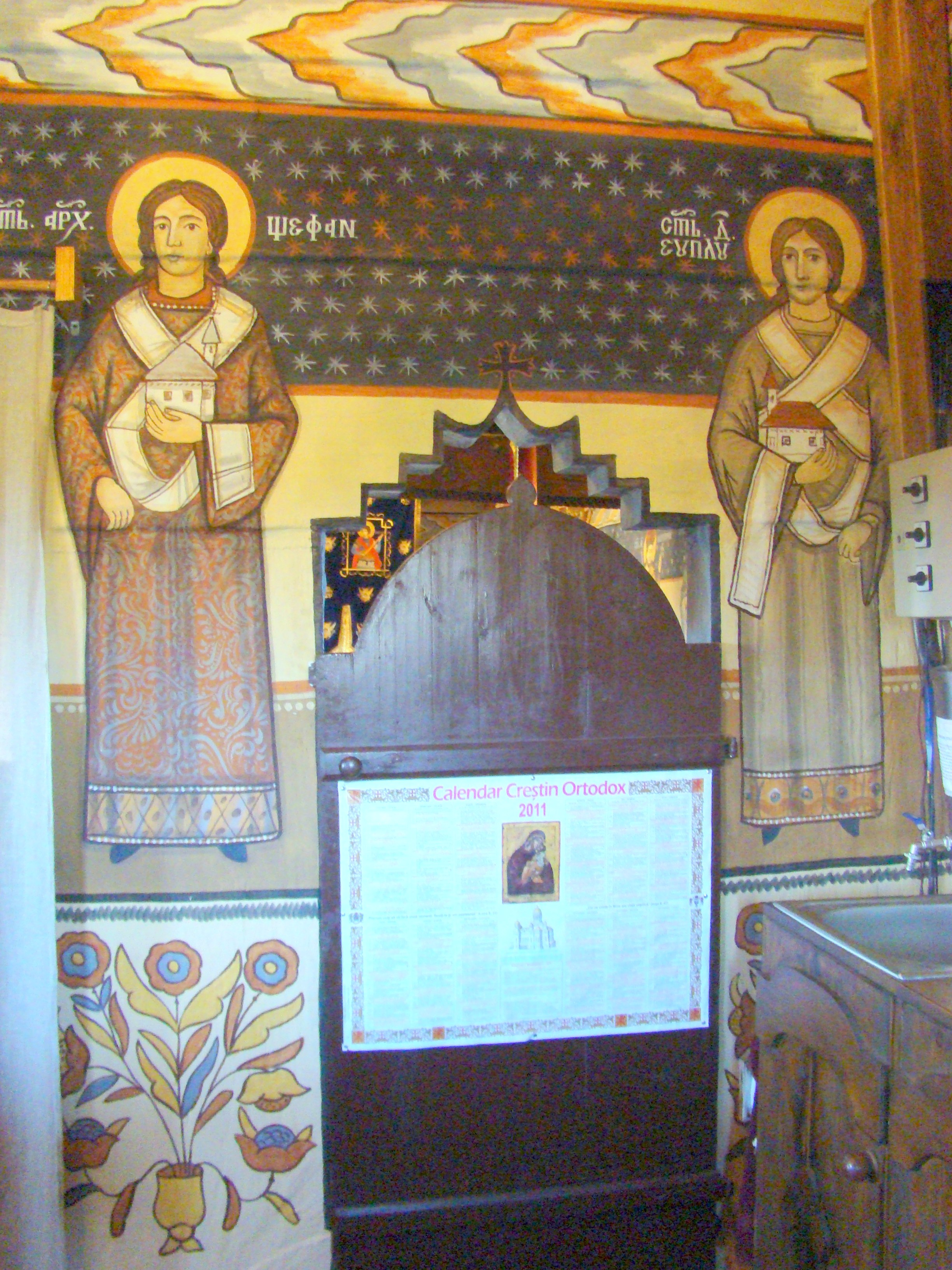
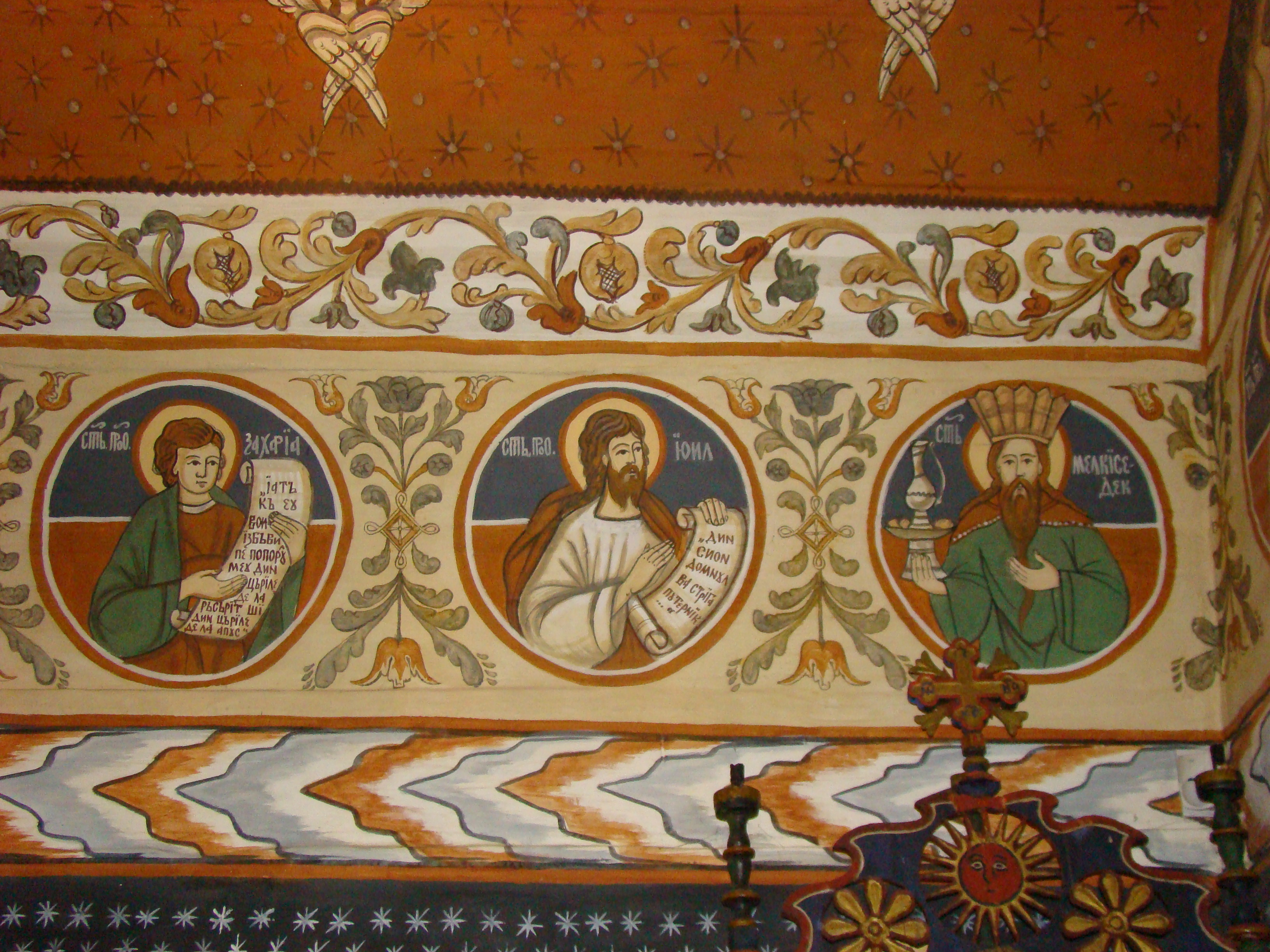
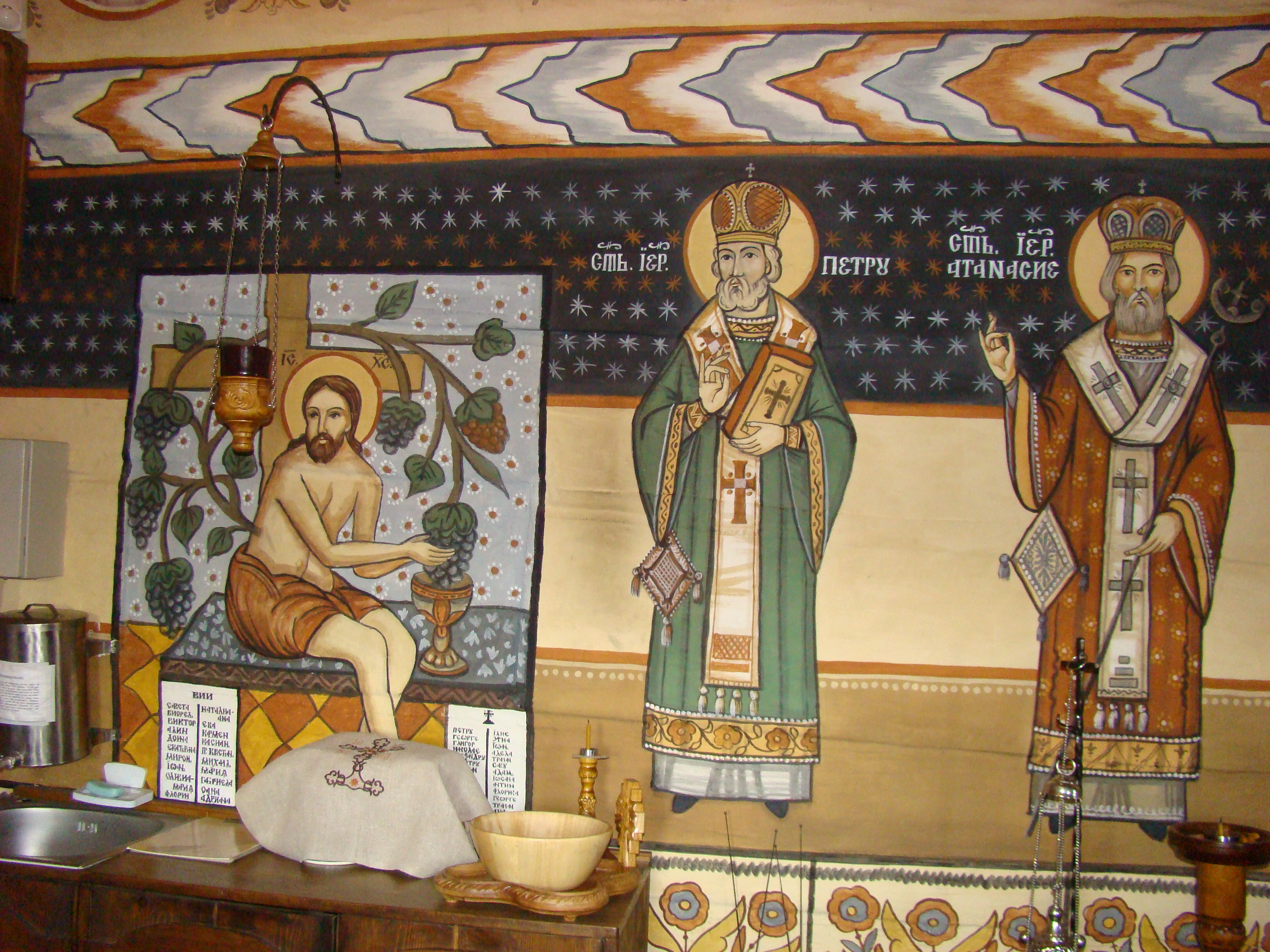
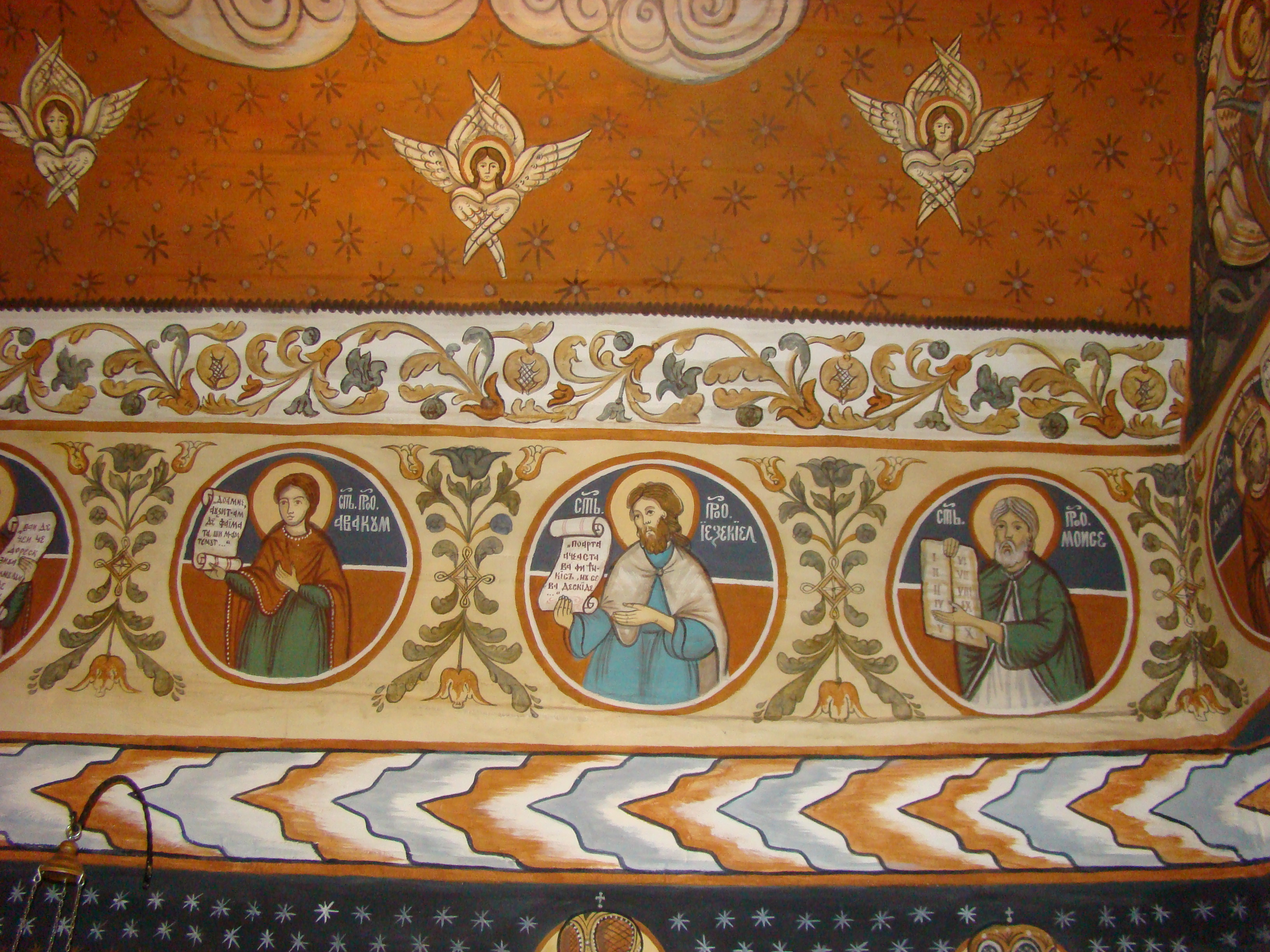
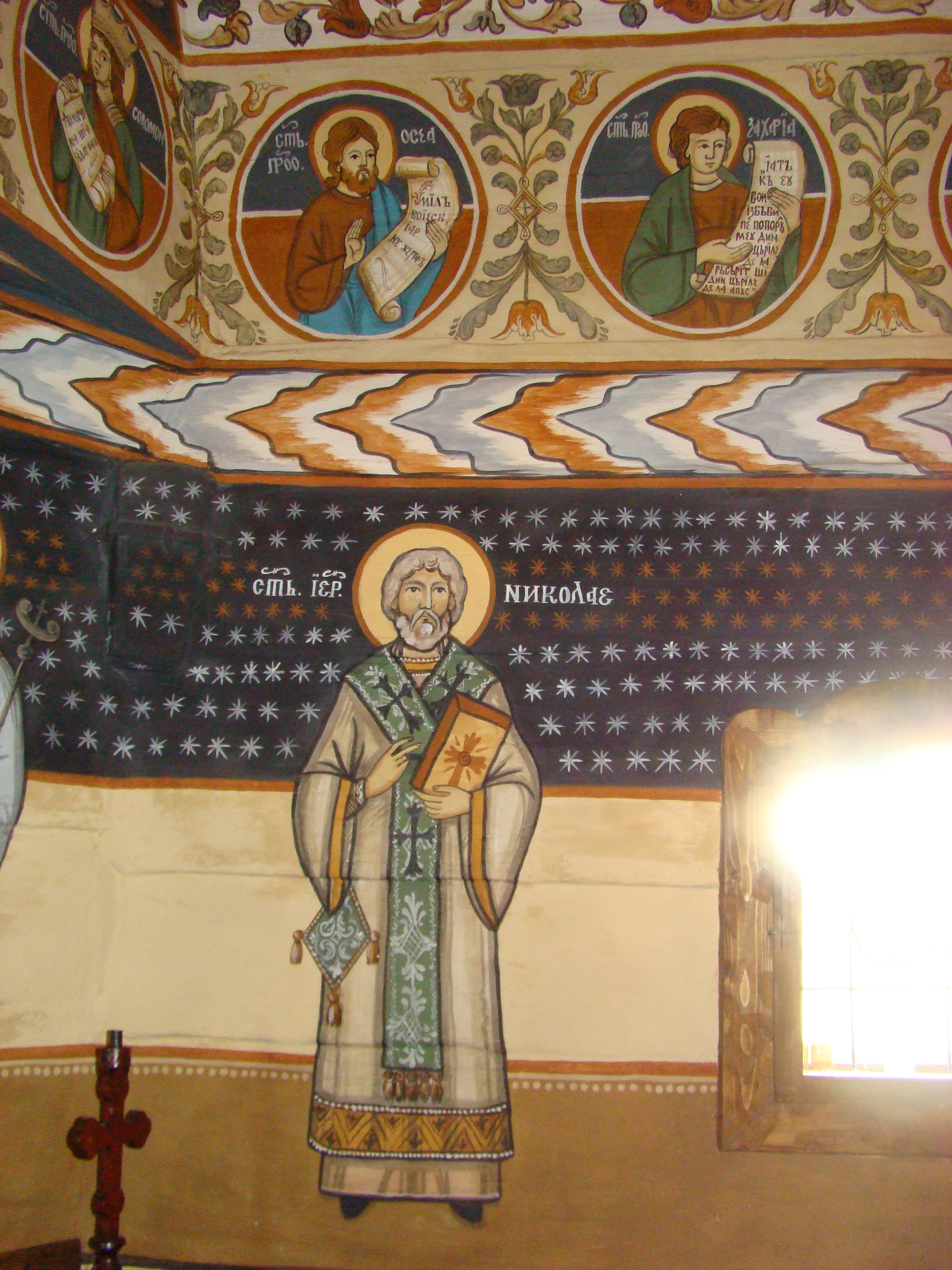